# Storia della fantascienza italiana

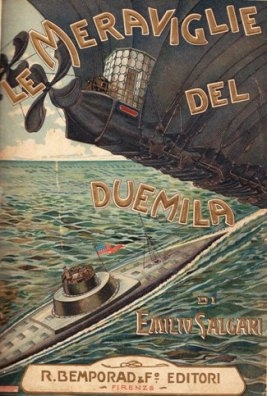
Copertina del romanzo di Emilio Salgari Le meraviglie del duemila (1907), considerato il testo più importante della "protofantascienza" italiana. Illustrazione di Carlo Chiostri.

La storia della fantascienza italiana è un percorso variegato di una narrativa di genere che si è diffusa a livello popolare dopo la seconda guerra mondiale e in particolare dalla metà degli anni cinquanta, sulla scia della letteratura statunitense e britannica. I più antichi precursori storici possono tuttavia essere rintracciati nella letteratura del viaggio immaginario e dell'utopia rinascimentale, se non addirittura in opere precedenti, come Il Milione di Marco Polo. È a partire dalla metà del XIX secolo che appaiono in Italia racconti e romanzi brevi di "fantasie scientifiche" - detti anche "racconti incredibili" o "fantastici" o "avventuristici", "romanzi dei tempi futuri" o "utopici", "del domani" - nei supplementi domenicali dei quotidiani, nelle riviste letterarie, in piccole dispense a puntate; a queste si aggiungono all'inizio del Novecento le opere più avveniristiche di Emilio Salgari, Yambo e Luigi Motta, i maggiori autori del romanzo popolare del tempo, permeato di avventure straordinarie in luoghi lontani ed esotici, ma anche opere di note figure della letteratura "alta", tra cui Massimo Bontempelli, Luigi Capuana, Guido Gozzano, Ercole Luigi Morselli.
La nascita "ufficiale" del genere in Italia è collocata nel 1952, con la pubblicazione delle prime riviste specializzate, Scienza Fantastica e Urania, e la comparsa del termine "fantascienza", calco italiano di "science fiction"; gli "anni d'oro" vanno dal 1957 al 1960-1962.
Benché dalla fine degli anni cinquanta la fantascienza sia divenuta in Italia uno dei generi più popolari, al successo di pubblico non si accompagna quello della critica: a fronte di un fandom attivo e organizzato non è corrisposto - con rare eccezioni - un autentico interesse da parte della élite culturale italiana, refrattaria se non insofferente al fantascientifico, a differenza di altri generi che hanno trovato posto, nel corso del tempo, nella discussione accademica e nelle pubblicazioni più prestigiose: opere fantascientifiche persino di autori acclamati come Dino Buzzati e Primo Levi sono accolte con freddezza.
Nell'ambito della cinematografia si registra un buon numero di titoli prodotti dagli anni sessanta agli ottanta, ma è soprattutto attraverso la satira che il cinema italiano di fantascienza ha espresso la propria originalità. In campo televisivo il filone ha prodotto opere quasi esclusivamente negli anni settanta.

## Le origini e i precursori della fantascienza (XIII–XVIII secolo)

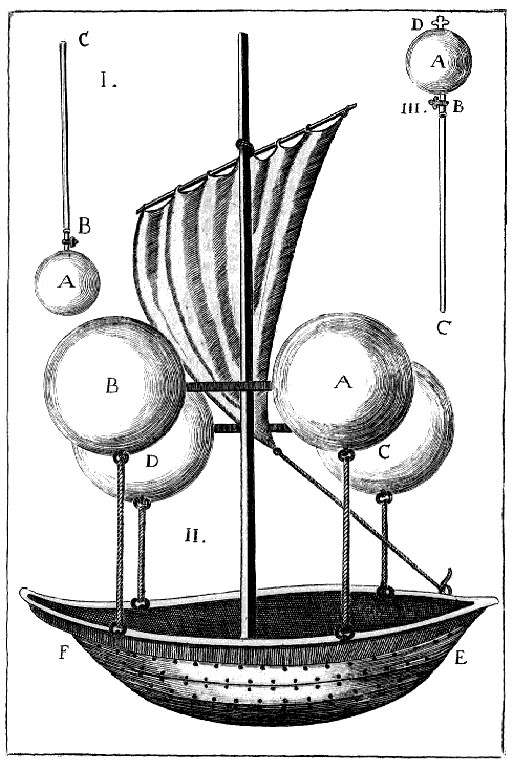
La nave volante a vuoto concepita da Francesco Lana de Terzi (1670)

Dal momento che la definizione di fantascienza non è unica, l'appartenenza retrospettiva o meno al genere di molte opere anteriori al Novecento – la cosiddetta «proto‑fantascienza» – rimane dibattuta. Ad esempio Il Milione di Marco Polo (1298), secondo il critico Carlo Pagetti, può rientrare nella proto‑fantascienza perché l'incontro del mercante veneziano con il mondo "alieno" del lontano Oriente presenta tutte le caratteristiche di un «primo contatto».

### Visioni cosmiche e pluralità dei mondi (XIII–XVI secolo)
Nel Paradiso, Dante descrive una sorta di anticipazione del viaggio spaziale – naturalmente filtrato dalla concezione cosmologica medievale – con l'ascesa attraverso le sfere della Luna, dei pianeti da Mercurio a Saturno e di lì alla sfera delle stelle fisse. L'opera, composta fra il 1307 e il 1321, anticipa immaginativamente il viaggio cosmico.
L'universo creato con l'allegoria da Dante è perfettamente reale dal punto di vista della consapevolezza medioevale, ma appartiene comunque ad un'era prescientifica; è sufficiente considerare che il concetto che i pianeti fossero veri corpi fisici non viene considerato seriamente fino alle scoperte di Galileo grazie all'invenzione del telescopio e che lo stesso metodo scientifico si considera avere avuto inizio con l'astronomo italiano.
Già alla fine del Cinquecento, tuttavia, Giordano Bruno ipotizzava un universo infinito e popolato di innumerevoli mondi nel dialogo De l'infinito, universo e mondi (1584). Questa visione "pluralista" precede di decenni le osservazioni telescopiche di Galilei.

### Visioni allegoriche e iniziatiche del Rinascimento

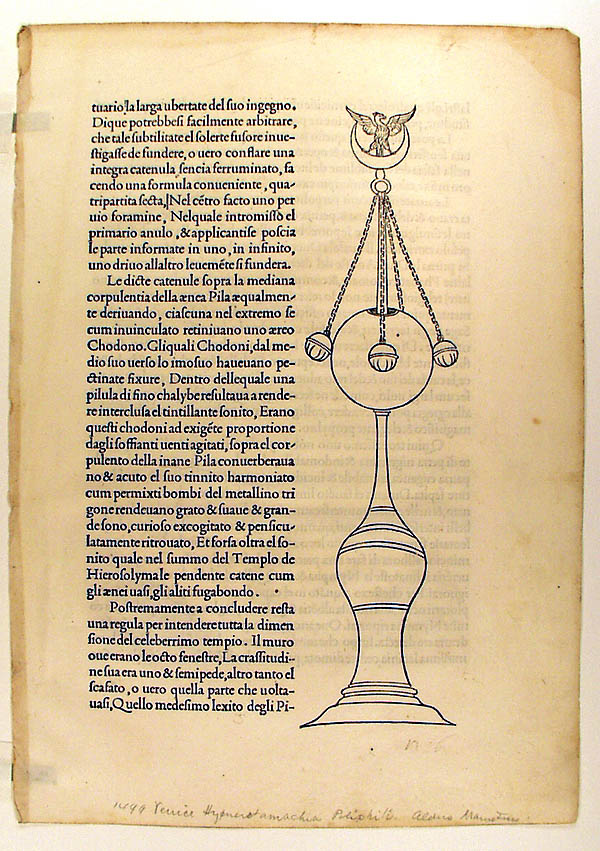
Illustrazione dal Hypnerotomachia Poliphili (1499) di Francesco Colonna

Storie iniziatiche come il Polifilo (Hypnerotomachia Poliphili) di Francesco Colonna (1499) presentano spunti fantastici vicini alla fantascienza, pur restando opere a forte impronta esoterica. Anche il poema Baldo (Baldus) di Teofilo Folengo (1517) propone la discesa in un "altro mondo", l'inferno, in chiave macaronica e grottesca.
Un caso notevole è quello del pensatore enciclopedico Gerolamo Cardano: nella sua opera De subtilitate (1550), Cardano espone riflessioni su automi meccanici, creature meravigliose, entità invisibili e altri temi che prefigurano la tecnologia immaginata nella letteratura proto-scientifica. L'immaginario che ne emerge è stato riletto come antesignano di motivi tipici della fantascienza moderna.
Nel suo trattato La piazza universale di tutte le professioni del mondo (1585), Tommaso Garzoni mescola satira, erudizione e fantasia, includendo descrizioni di mestieri esoterici, immaginari o ancora da venire. L'opera è stata riletta da storici dell'immaginario come un archivio proto-fantascientifico, in cui si manifesta un primo tentativo di rappresentazione enciclopedica del sapere e del possibile.
Nel dialogo Il merito delle donne (1600), la scrittrice veneziana Moderata Fonte mette in scena un gruppo di donne che riflette sul ruolo femminile nella società e sull'ingiustizia del dominio maschile. Secondo alcune letture contemporanee, l'opera costituisce un esempio precoce di utopia speculativa fondata su valori di equità e razionalità, avvicinabile – sul piano strutturale e ideologico – alla fantascienza sociale.

### Utopie e società immaginarie (XVI–XVII secolo)

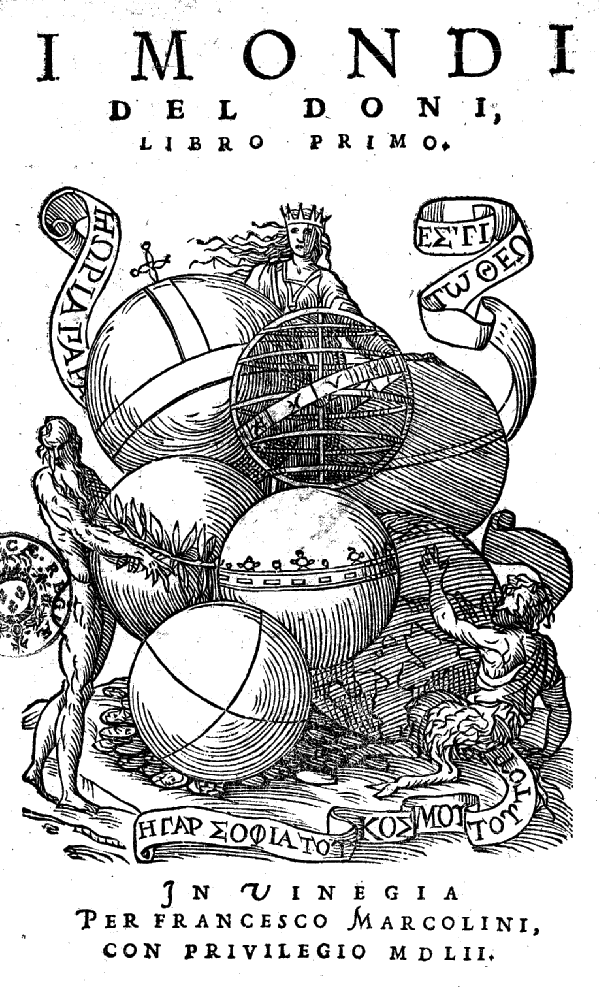
Frontespizio de I mondi di Anton Francesco Doni, libro I (1552)

I più antichi precursori di quella che sarebbe divenuta la letteratura fantascientifica – quasi tutti nel filone che oggi si definirebbe fantapolitico – possono più facilmente essere rintracciati nei viaggi fantastici e nell'utopia rinascimentale del Cinque-Seicento.
L'Utopia di Tommaso Moro (1516), tradotta in volgare da Ortensio Lando e pubblicata a Venezia nel 1548 da Anton Francesco Doni, funge da modello per una corposa produzione di viaggi immaginari e società fantastiche. Non si tratta di una normale narrativa avventurosa o favolistica, ma anzi di una letteratura considerata "progressista e rivoluzionaria rispetto alle strutture sociali, alla mentalità e al contesto storico del tempo". A questa categoria di opere appartengono almeno 150 romanzi e un gran numero di racconti; tra questi: I mondi dello stesso Anton Francesco Doni (1552), in cui narra di una società anarchico-comunista influenzata da Moro e con reminiscenze della Repubblica platonica.
Altre opere affini sono La città felice di Francesco Patrizi (1553), L'isola di Narsida di Matteo Buonamico (1572), La repubblica immaginaria di Ludovico Agostini (1583‑90), anche se l'opera più celebre rimane La città del Sole di Tommaso Campanella (1602), in cui gli abitanti hanno abolito la proprietà privata mettendo in comune tutto (incluse le donne) e credono nella religione naturale, non nel cristianesimo storico.
Nel Seicento seguono La repubblica d'Evandria di Ludovico Zuccolo (1625), La repubblica regia di Fabio Albergati (1627) e La repubblica delle api di Giovanni Bonifacio (1627), dove il confronto simbolico tra modelli animali e forme di governo umane anticipa la satira proto-scientifica.

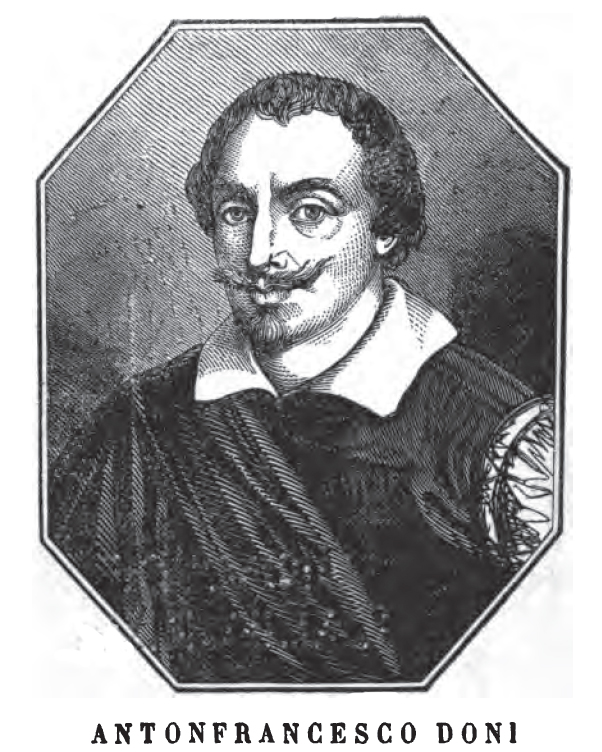
Anton Francesco Doni, autore de I mondi (1552)
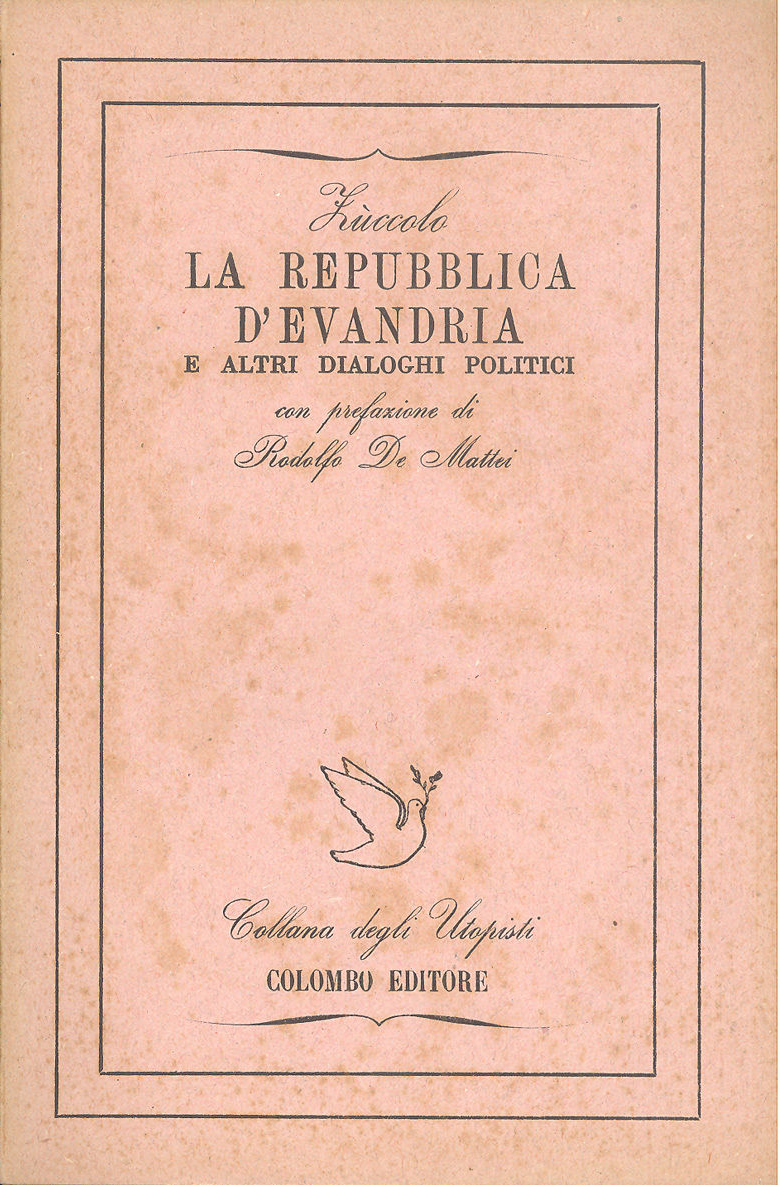
La repubblica d'Evandria (1625) di Ludovico Zuccolo (edizione del 1944)

### Anticipazioni tecnico‑scientifiche (XVII secolo)
Il concetto di pianeti come corpi fisici trova conferma con le osservazioni telescopiche del Sidereus Nuncius di Galileo Galilei (1610). Pochi decenni più tardi, il gesuita Francesco Lana de Terzi inserisce nel suo Prodromo (1670) il primo progetto di "nave volante" basato sul vuoto, aprendo la strada ai futuri romanzi di viaggi spaziali.
Tra le opere visionarie dello stesso periodo si colloca La lucerna (1625) di Francesco Pona, dialogo immaginifico tra un'anima reincarnata e una lucerna, che attraversa molteplici forme di esistenza e ambientazioni. Secondo recenti studi letterari, l'opera costituisce un esempio precoce di narrativa speculativa barocca, ibrida tra fantastico, filosofico e proto-scientifico.
Un posto particolare spetta ad Athanasius Kircher, la cui vasta opera enciclopedica fondeva immaginazione, teologia e sapere scientifico. Nei suoi trattati, tra cui Mundus subterraneus (1665) e Ars magna lucis et umbrae (1646), si incontrano descrizioni di terre interne alla Terra, macchine speculative e cosmologie simboliche che, pur non rientrando nella scienza moderna, anticipano modalità narrative care alla fantascienza e all'immaginario fantastico barocco.

### Viaggi satirici e lunari (XVII–XVIII secolo)

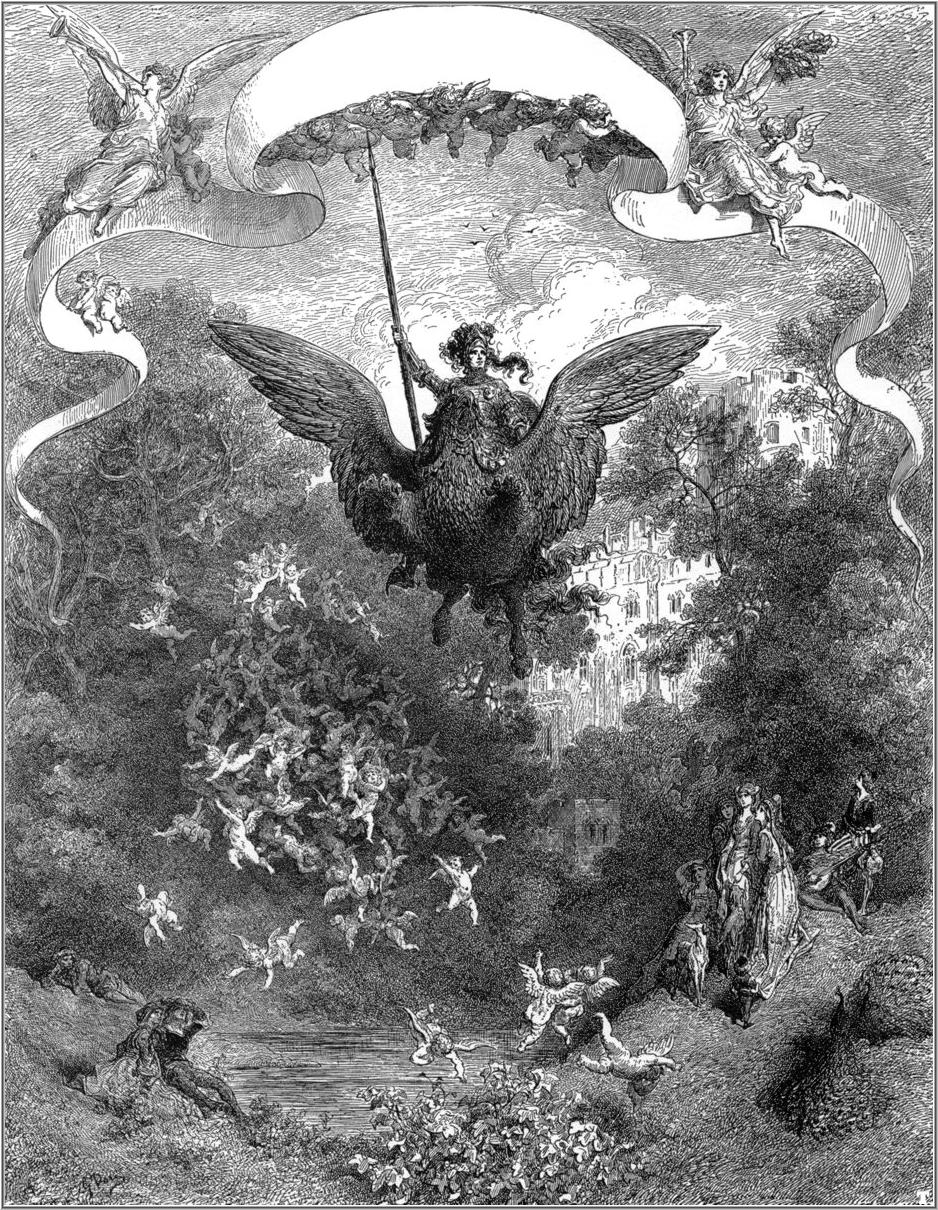
Astolfo cavalca l'Ippogrifo in una illustrazione di Gustave Doré per l'Orlando furioso

Ludovico Ariosto nell'epico Orlando furioso (1532) narra l'impresa di Astolfo che, dopo aver raggiunto il Paradiso Terrestre in groppa all'Ippogrifo, prosegue a bordo del carro di fuoco del profeta Elia guidato da san Giovanni fino alla Luna per recuperare il senno perduto di Orlando.
Questo motivo del "viaggio lunare" sarà rielaborato nei secoli successivi in chiave satirica e proto-scientifica.
Nel Settecento – fortemente influenzato da Voltaire e Jonathan Swift – prosperano i viaggi satirici: Viaggi di Enrico Wanton di Zaccaria Seriman (1749‑1764), L'uomo d'un altro mondo di Pietro Chiari (1768) e lo sterminato Icosameron di Giacomo Casanova (1788), tutti esempi di esplorazione fantastica e sociale.
Sulla scia ariostesca si collocano anche i poemetti di genere fantastico: La moda (1746) di Giambattista Roberti, Estasi e rapimento sopra la Luna di Archerio Filoseleno (1763) di Biagio Caputi, il poema Il mondo della Luna (1767) dell'abate Saverio Bettinelli e Volo per lo spazio di Giovanni Battista Zappi (1782).
Anche Carlo Goldoni approccia a suo modo il genere, con Il mondo della luna, un dramma giocoso in tre atti del 1750, in cui racconta di un astrologo truffaldino che mette in scena un'elaborata farsa con (finti) abitanti della Luna.

## Ottocento

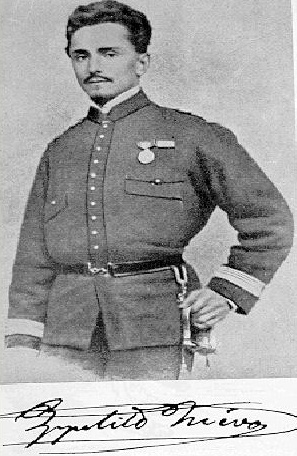
Ippolito Nievo (1831 - 1861), autore di uno dei maggiori apporti fantascientifici italiani dell'Ottocento, la Storia filosofica dei secoli futuri.

Durante il Romanticismo la cultura italiana – seriamente impegnata nella lotta risorgimentale – non rimane così profondamente coinvolta dai mutamenti industriali e scientifici dell'epoca: inutile dunque cercare un corrispondente nella letteratura italiana del Frankenstein di Mary Shelley o dei racconti faustiani di Edgar Allan Poe e Nathaniel Hawthorne. Ad ogni modo Giacomo Leopardi, ispirato da Galileo, trova il modo di affrontare il tema del rapporto tra letteratura scientifica e dell'immaginazione: nelle sue Operette morali (1827) vi è il Dialogo di Federico Ruysch e delle sue mummie, rinate all'inizio di un nuovo ciclo cosmico. Il patriota Federico Confalonieri pubblica sul foglio scientifico-letterario milanese Il Conciliatore (1818–1819) una storia satirica che ha per protagonista Fric-frac, un abitante della Luna giunto sulla Terra.
Secondo Carlo Pagetti, il fantastico – sia nella forma del gotico sia nella sfera del meraviglioso e dello stravagante – sembra attrarre maggiormente i lettori italiani rispetto alla retorica cognitiva della fantascienza di genere, motivo per cui Giacinto Spagnoletti definisce la nascente fantascienza "neofantastico". Questa tendenza, radicata nella tradizione scapigliata, spiega la persistenza di temi sovrannaturali anche in opere a sfondo scientifico, distinguendo il caso italiano dai modelli anglosassoni.
Un esempio rilevante è costituito dalla Storia filosofica dei secoli futuri (1859) di Ippolito Nievo, considerata una delle prime storie future italiane. L’opera alterna satira e utopia, prefigurando eventi storici come l’unificazione italiana, la nascita dell’Unione europea e lo sviluppo di robot e automi (i cosiddetti "uomini di seconda mano"). La sua importanza per la protostoria della fantascienza italiana è stata evidenziata in analisi critiche contemporanee.
A fianco di queste narrazioni utopiche e satiriche, prende forma anche una vena fantastica di matrice scapigliata, con toni gotici, grotteschi e talvolta proto-scientifici, destinata a svilupparsi soprattutto nel Nord Italia a partire dagli anni sessanta dell'Ottocento.

### Influenze internazionali e prime narrazioni lunari

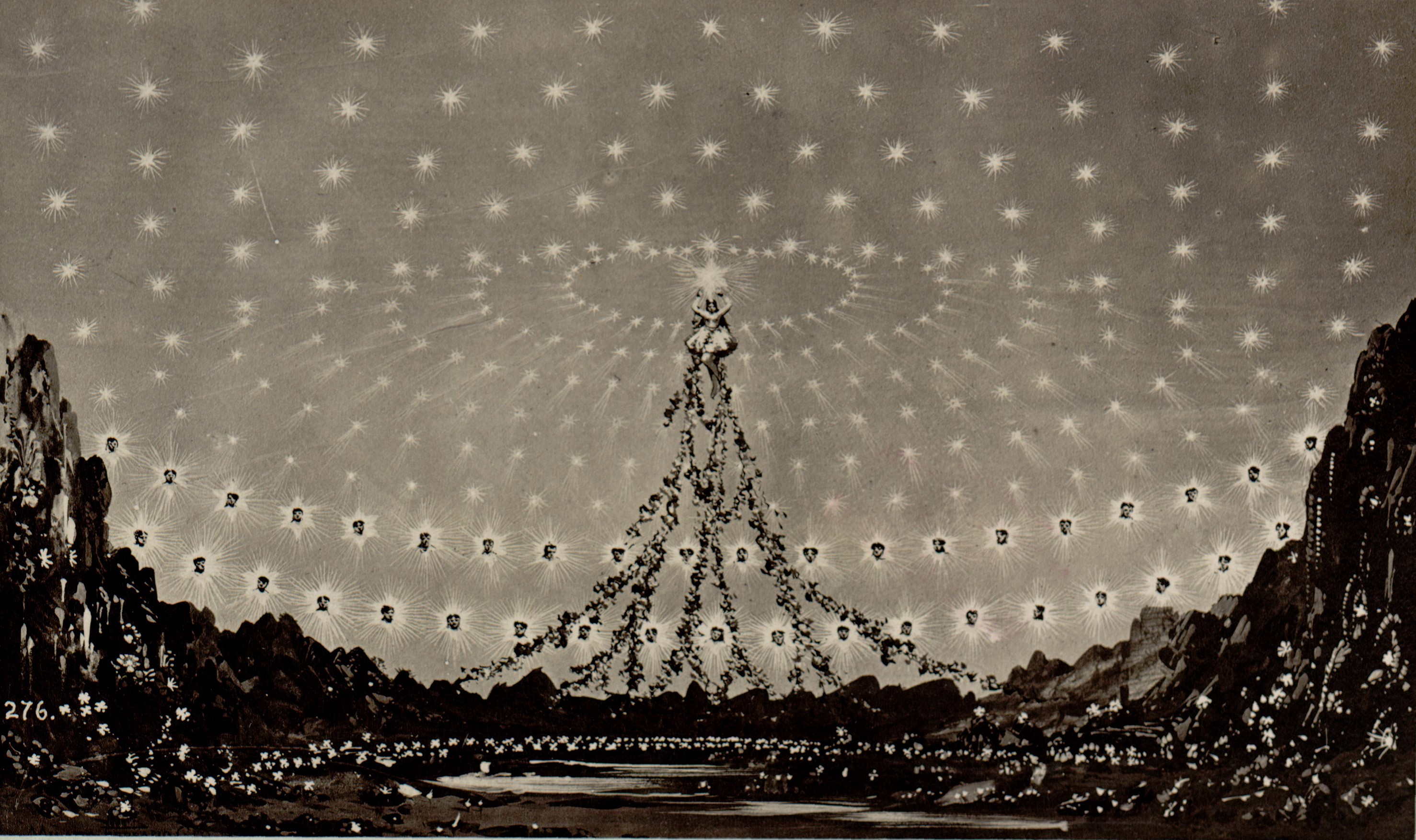
Il mondo della luna, bozzetto del 1885 di Carlo Ferrario per Don Pacheco, ballo comico-fantastico in 5 parti composto da Enrico Bernardi (prima rappresentazione Milano 1867). Archivio Storico Ricordi

A partire dal 1835 appaiono su giornali e opuscoli di tutto il mondo pretese scoperte scientifiche rivoluzionarie attribuite (falsamente) all'astronomo John Herschel, in quella che sarebbe rimasta nota come Great Moon Hoax (la "grande burla lunare"); una traduzione anonima viene pubblicata a Firenze e a Napoli nel 1836.
Nello stesso anno vengono anche pubblicati Un viaggetto nella Luna di N.N. accademico tassoniano, attribuito a Bartolomeo Veratti, e Lettera su la ipotesi degli abitanti de' pianeti, un breve testo di padre Francesco Bruni che si ricollega alla questione della pluralità dei mondi.
Del 1838 è Il viaggio nell'universo di Francesco Viganò.
Ancora a Napoli intorno al 1840 viene pubblicata una serie di stampe intitolata Pulcinella sulla Luna (un viaggio fantastico su una mongolfiera).
La moda delle scoperte lunari tende ad esaurirsi nel corso di pochi anni, tuttavia nel 1857 compare ancora Relazione del primo viaggio alla luna fatto da una donna l’anno di grazia 2057 dell'astronomo napoletano Ernesto Capocci, che anticipa di otto anni il celebre Dalla Terra alla Luna di Jules Verne e che viene oggi considerato uno dei primi testi di fantascienza italiana per l'uso di ipotesi scientifiche in un contesto narrativo immaginifico.

### La vena scapigliata: fantastico, grottesco e proto-scienza

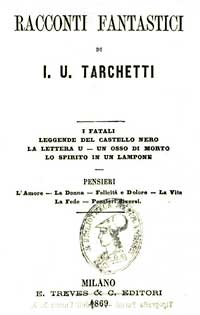
Frontespizio dei Racconti fantastici di Igino Ugo Tarchetti, 1869

A partire dagli anni sessanta dell'Ottocento, si sviluppa soprattutto nel Nord Italia un filone letterario in cui il gusto per il meraviglioso, il grottesco e l'inquietante si fonde con spunti proto-scientifici e con un atteggiamento ironico e dissacrante verso la società borghese e positivista. È la cosiddetta Scapigliatura, movimento artistico e culturale che si propone di abbattere le convenzioni estetiche e morali dominanti, anticipando in parte il moderno neofantastico.
Un autore chiave è Igino Ugo Tarchetti, che nei suoi Racconti fantastici (1869) mescola elementi di gotico, science fantasy e fantastico patologico, proponendo invenzioni bizzarre, resurrezioni artificiali, automi e macchinari misteriosi. L'opera è stata letta come un esempio precoce di letteratura visionaria in Italia.
Anche Arrigo Boito e Emilio Praga – pur noti per la loro poesia – partecipano a questa vena scapigliata, contaminando romanticismo, simbolismo e suggestioni moderne. In particolare Boito nel racconto L’alfiere nero (1867) affronta temi di soggettività dilatata e macabro surreale. Questi autori, pur non sistematicamente "fantascientifici", aprono la strada a una forma nazionale di fantastico speculativo, che si muove tra satira sociale, filosofia visionaria e suggestione tecnologica.

### Fantascienza satirica e utopie politiche

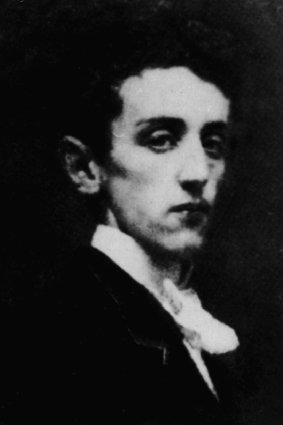
Carlo Dossi (1849–1910), autore de La colonia felice (1874).

Ippolito Nievo – più conosciuto come autore de Le confessioni d'un italiano – scrive nel 1859 uno dei maggiori apporti fantascientifici italiani di tutto il secolo, la Storia filosofica dei secoli futuri, una storia futura dell'Italia che si spinge fino all'anno 2222. Pur presentandosi in veste satirica e umoristica, l'opera di Nievo, in continua oscillazione tra utopia e distopia, tocca temi politici, sociali e culturali di grande rilievo e anticipa numerosi fatti storici futuri, tra i quali l'unificazione italiana, il traforo del canale di Suez, la colonizzazione dell'Egitto, la fine del potere temporale dei papi, la guerra franco-tedesca del 1870, la laicizzazione della cultura, le guerre mondiali scatenate dai tedeschi, la nascita dell'Unione europea, l'invenzione di robot o esseri artificiali (chiamati "omuncoli", "uomini di seconda mano" o esseri ausiliari), la diffusione dei narcotici, l'alienazione e l'anomia della società contemporanea.
Seguono I misteri politici della Luna (1863) di Guglielmo Folliero de Luna, un'allegoria ispirata alle vicende politiche che conducono all'unificazione dell'Italia, e Abrakadabra - Storia dell'avvenire (1864–1865), storia apocalittica ambientata nella Milano del 1982 di Antonio Ghislanzoni, librettista dell'Aida e autore anche di storie di fantascienza umoristica.
Nel corso degli anni settanta dell'Ottocento appaiono varie opere ispirate a due diverse mode d'oltralpe: le "meraviglie del futuro" alla Verne e la "guerra del futuro" ispirata a La battaglia di Dorking di George Tomkyns Chesney (1871). Tra queste ultime l'opuscolo anonimo del 1872 Il racconto di un guardiano di spiaggia. Traduzione libera della "Battaglia di Dorking". Capraia 189...: un breve romanzo fantapolitico attribuito a Carlo Rossi che immagina una prossima invasione navale dell'Italia da parte della Francia, in un monito politico a rafforzare la marina italiana.
Nel 1874 appaiono i romanzi Nel 2073! Sogni d'uno stravagante, di Agostino Della Sala Spada e il più noto La colonia felice di Carlo Dossi, sorta di romanzo giuridico che ha grande successo editoriale e accende un dibattito sulla carcerazione.

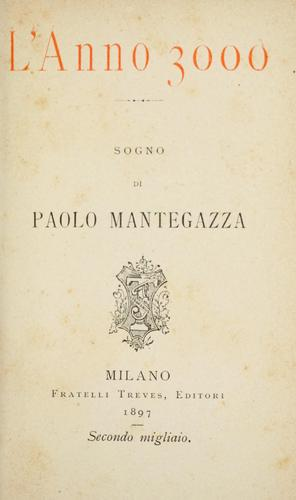
L'anno 3000 di Paolo Mantegazza, 1897.

Il romanzo L'anno 3000 di Paolo Mantegazza (1897) rientra nel filone delle opere scritte come reazione al best seller del 1888 di Edward Bellamy Guardando indietro, 2000-1887 (tradotto in italiano a partire dal 1890). In opposizione all'utopia socialista di Bellamy, il Sogno di Mantegazza ha un carattere satirico e antisocialista; narra il viaggio nel 3000 di una giovane coppia, descrivendo una utopia tecnologica in cui i maggiori problemi del mondo sono stati risolti dalla scienza e le vecchie ideologie superate. A questa si affianca La fine del mondo (1899) di Paolo Valera, romanzo apocalittico che immagina una catastrofe climatica nel 1999, riflettendo le ansie fin de siècle sulla sovrappopolazione e il collasso sociale.

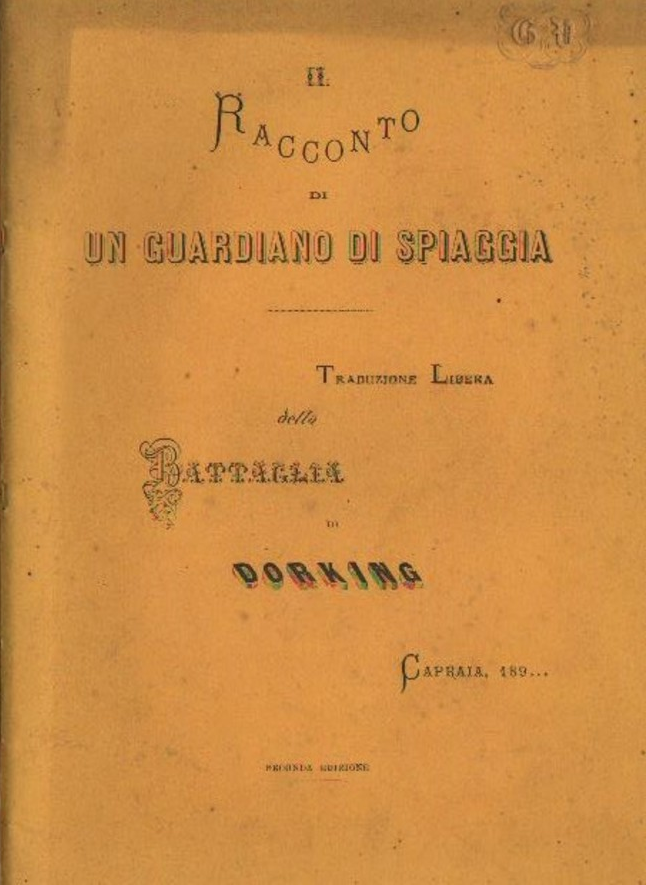
Un guardiano di spiaggia, una brochure panique del 1872 pubblicata anonima scritta da Carlo Rossi.
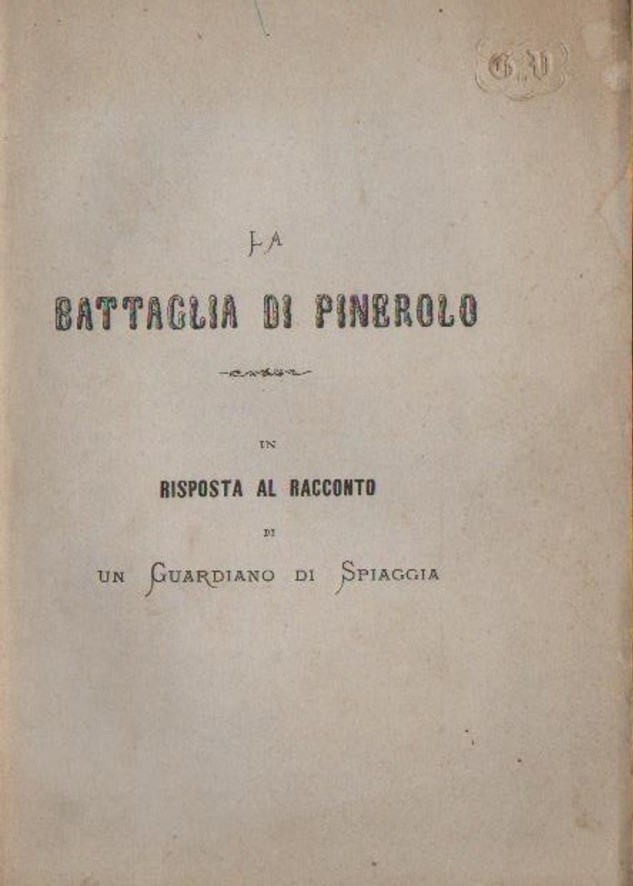
La battaglia di Pinerolo del 1872, pubblicata in risposta a Un guardiano di spiaggia.

### Diffusione della fantascienza verniana

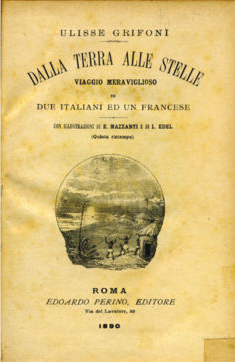
Dalla Terra alle stelle di Ulisse Grifoni (1887). Frontespizio dell'edizione in due volumi del 1890. Illustrazioni di Enrico Mazzanti (1850–1910).

Fin dalla seconda metà dell'Ottocento, assieme agli altri generi di romanzi e feuilleton popolari, vengono tradotte in modo massiccio anche le opere di Jules Verne, che avranno una grande influenza su tutti gli autori italiani e in particolare in Emilio Salgari. La fama raggiunta in Italia dallo scrittore francese verrà testimoniata da un sonetto che gli dedica alla scomparsa Guido Gozzano, celebre esponente del crepuscolarismo: In morte di Giulio Verne (1907).
Alle opere di Verne appare ispirato – per le sue digressioni di carattere scientifico divulgativo – il romanzo avventuroso Dalla Terra alle stelle. Viaggio meraviglioso di due italiani ed un francese del 1887 di Ulisse Grifoni (ampliamento del precedente Da Firenze alle stelle, 1885). Precorrendo l'idea della vernice antigravitazionale di H. G. Wells, immagina la scoperta casuale di questa straordinaria sostanza, la costruzione di un'astronave e un viaggio nello spazio, prima sopra l'Africa e poi fino al pianeta Marte (quest'ultima tappa avrebbe dovuto essere descritta nel seguito del romanzo, che tuttavia non fu mai pubblicato).
Grifoni pubblica in seguito il romanzo "fantastico-scientifico" Il giro del mondo in 30 giorni (1899) e il fantapolitico Dopo il trionfo del socialismo italiano. Sogno di un uomo di cuore (1907) che, come varie altre opere del genere a partire dal XIX secolo, si ispira al socialismo utopico.

### Visioni marziane

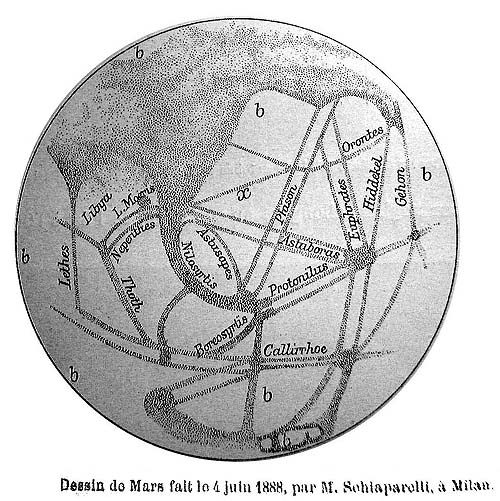
Mappa di Marte di Schiaparelli, 1888, che evidenzia i famosi "canali".

Tra il 1893 e il 1895 l'astronomo italiano Giovanni Schiaparelli pubblica le sue osservazioni sul Pianeta rosso compiute a partire dal 1877, le cui traduzioni danno origine in tutto il mondo alle voci sui cosiddetti "canali di Marte".
Tra i vari romanzi dell'epoca che riprendono il tema marziano vi è Dalla Terra a Marte (1895) di un certo F. Bianchi, pubblicato due anni prima del noto La guerra dei mondi di Wells (tradotto in italiano nel 1901). L'interesse per Marte ispira anche opere minori come Un viaggio a Nettuno (1887) di Ulisse Grifoni, che amplia il suo ciclo interplanetario con elementi di cosmografia immaginaria, sebbene con minore fortuna critica rispetto ai precedenti.
Si possono ricordare anche opere minori come Il viaggio meraviglioso del signor Niccolò Pesce (1900) di G. Fanciulli e La colonia lunare (1899) di Giovanni Capparozzo, che partecipano alla costruzione di una narrativa interplanetaria in chiave avventurosa o satirica.

### Letteratura popolare

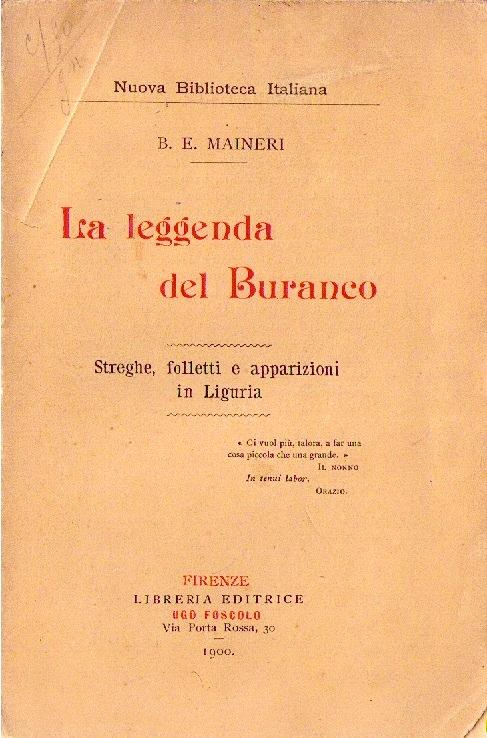
Copertina della 1ª ed. de La leggenda del Buranco di Baccio Maineri, 1900

Alla fine dell'Ottocento si diffonde la scolarizzazione in conseguenza all'unità d'Italia e compaiono nel mercato editoriale, in grande espansione, due novità destinate a permanere fino agli anni trenta del Novecento: le riviste di avventure e le dispense, pubblicazioni a puntate (di 16 o 32 pagine) pensate originariamente per dare ampia diffusione a opere di pregio e che potevano essere rilegate dall'acquirente. Nasce in questo modo un filone popolare – distinto da quello più colto e impegnato dei Della Sala Spada, Dossi e Grifoni – che inizialmente si rivolge a un pubblico adulto, per poi affacciarsi anche a quello giovanile nel corso degli anni venti e infine, dopo il 1930, esclusivamente ai ragazzi con storie fantascientifiche.
Tra gli autori che pubblicano opere narrative nei primi decenni del Novecento si può ricordare il ligure Baccio Maineri, attivo anche come lessicografo e divulgatore culturale locale, autore di opere come La leggenda del Buranco (1900), ambientata tra storia e leggenda nella zona del Levante ligure.

## Primo Novecento

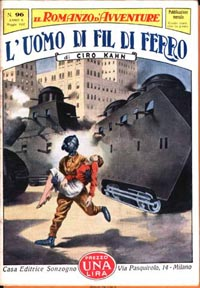
L'uomo di fil di ferro di Ciro Khan (o Kahn), Il Romanzo d'Avventure 96, Sonzogno, 1932.

A partire dagli ultimi anni del XIX secolo appaiono in Italia racconti e romanzi brevi di contenuto fantascientifico nei supplementi domenicali dei quotidiani, nelle riviste letterarie, in collane popolari e opere antologiche. Gli autori sono tra i protagonisti della letteratura popolare dell'epoca: Emilio Salgari, il massimo esponente dal filone delle avventure di viaggi e in terre esotiche, Yambo e Luigi Motta, ma anche note figure della letteratura "alta", tra cui Massimo Bontempelli, Luigi Capuana, Guido Gozzano, Ercole Luigi Morselli. La diffidenza dell'establishment intellettuale umanistico nei confronti del pensiero scientifico contribuisce comunque a impedire una diffusione del genere nella prima metà del secolo.
L'unica collana ben caratterizzata sul genere appare nel 1907, diretta da Luigi Motta.
Tra la prima guerra mondiale e il 1952 la narrativa prodotta vede proseguire due tendenze fondamentali: da un lato l'avventura e i viaggi straordinari, in cui è difficile distinguere le storie per ragazzi da quelli per gli adulti, e dall'altro le "anticipazioni" del futuro di stampo utopistico.
Benché non vi sia una relazione diretta tra fantascienza e Futurismo, tale movimento d'avanguardia fornisce, con la sua glorificazione della macchina e della velocità, un rilevante contributo verso la formazione di una coscienza proiettata al futuro e al progresso scientifico; l'esperienza futurista - secondo P. Antonello - "ha indubbiamente rappresentato una novità in termini di ricezione dell'innovazione tecnologica, e che di converso ha prodotto alcuni esempi interessanti di «romanzi d'anticipazione», tra i quali Volt, Fillia e lo stesso Marinetti." In Mafarka il futurista (1909) Filippo Tommaso Marinetti introduce la figura di un uomo artificiale, una macchina volante cyborg che rappresenta il simbolo dell'uomo nuovo; Rosa Rosà (Edith von Haynau) scrive un primo esempio di fantascienza femminista con Una donna con tre anime (1918); Volt (Vincenzo Fani Ciotti) pubblica La fine del mondo (1921) ambientato in un avveniristico 2197.
Nel 1929 un collettivo di scrittori futuristi e d'avanguardia capeggiato da Marinetti e Massimo Bontempelli, il "Gruppo dei Dieci", pubblica Lo zar non è morto, un romanzo avventuroso fantapolitico e fanta-spionistico scritto a dieci mani.
Durante gli anni trenta e quaranta il regime fascista fa calare una cortina di censura che impedisce di fatto ogni comunicazione con la cultura americana, pertanto i capolavori dell'epoca d'oro della fantascienza statunitense si potranno conoscere solo molto più tardi, dagli anni cinquanta in poi.
Il primo studioso in Italia a occuparsi della fantascienza dal punto di vista critico è il filosofo Antonio Gramsci: nei Quaderni del carcere — una raccolta di appunti e note scritti tra il 1929 e il 1935 durante la sua prigionia, pubblicata postuma dal 1948 al 1951 — Gramsci affronta tra gli altri il tema della letteratura popolare e del feuilleton, individuando un "genere" che egli classifica come "romanzo scientifico d'avventure, geografico", con Jules Verne come maggiore esponente, scrivendo anche di H. G. Wells ed Edgar Allan Poe.
Il fatto di non disporre in Italia di periodici specializzati e la conseguente dispersione della produzione letteraria nelle riviste di viaggi e avventure contribuisce a fa rimanere la fantascienza solo "una sotto-categoria letteraria mal definita e in gran parte ancora sconosciuta ai lettori italiani fino agli anni cinquanta". Il primo tentativo editoriale in questo senso si deve ad Armando Silvestri (1909-1990), ingegnere palermitano già attivo come autore dalla metà degli anni venti (La meravigliosa avventura, 1927; Il signore della folgore, 1931) e redattore capo della rivista del ministero dell'aeronautica, che nel 1938 propone - senza successo - il progetto per una rivista quadrimestrale di fantascienza, sull'esempio di Amazing Stories: Avventure dello spazio, che avrebbe dovuto alternarsi mensilmente ad altre tre ambientate per mare, per terra e nell'aria. L'idea non trova però il favore dell'editore e viene realizzata unicamente la rivista dedicata all'aeronautica, Avventure del cielo, pubblicata dal 1939 al 1943.

### Salgari

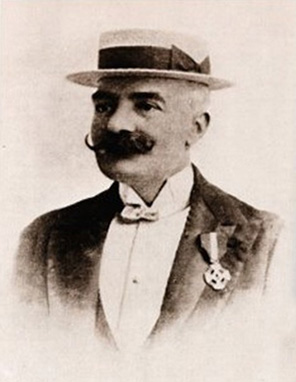
Emilio Salgari (1862-1911)

Il più noto romanziere italiano di avventura, lo scrittore veronese Emilio Salgari, è spesso citato anche come uno dei principali precursori della fantascienza in Italia. Benché all'epoca fosse definito il "Verne italiano", in realtà Salgari - secondo Gianfranco De Turris - "non era molto portato per la speculazione avveniristica e raramente inserì nel complesso delle sue opere marchingegni e macchinari che andassero oltre la tecnologia del proprio tempo".
L'eccezione più notevole è costituita dal suo romanzo Le meraviglie del duemila (1907), considerato il testo più importante della "protofantascienza" italiana. È la storia di due uomini che, grazie alla scoperta di un principio attivo di una strana pianta esotica che sospende le funzioni vitali, riescono a viaggiare nel tempo per ben cento anni, spostandosi dal 1903 al 2003, ritrovandosi a vivere in una società profondamente cambiata; potranno così conoscere un mondo popolato da macchine volanti, treni sotterranei e velocissimi, città sottomarine e molte altre meraviglie tecnologiche poi realizzate. Gli uomini del futuro sono in contatto con i marziani ed entrambi i popoli conoscono il volo interplanetario. I protagonisti finiscono però per perire a causa dell'eccessiva frenesia della vita del futuro e dell'elettrificazione dell'aria: un monito di Salgari contro i rischi celati nel progresso scientifico che fa collocare questo romanzo più nel filone distopico che in quello utopico.
Le altre opere di Salgari non sono mai ambientate oltre la sua epoca.
Malgrado ciò, vari altri romanzi salgariani hanno spunti fantascientifici alla Verne: come Al Polo Nord (1898), un viaggio in sottomarino, La montagna d'oro (noto anche come Il treno volante, 1901), un'avventura in dirigibile nel cuore dell'Africa nera, I figli dell'aria (1904) e il suo seguito Il re dell'aria (1907), imprese della macchina volante del titolo sullo sfondo della guerra russo-giapponese, i racconti Alla conquista della Luna (1893) e La stella filante (1903). Spunti fantascientifici sono presenti anche in due storie che risentono particolarmente dell'influenza dei viaggi straordinari di Verne, Duemila leghe sotto l'America (1888; anche noto come Il tesoro misterioso), una caccia al tesoro in un mondo perduto sotterraneo, e il racconto L'isola del Mar dei Sargassi (o L'isola delle sette città).

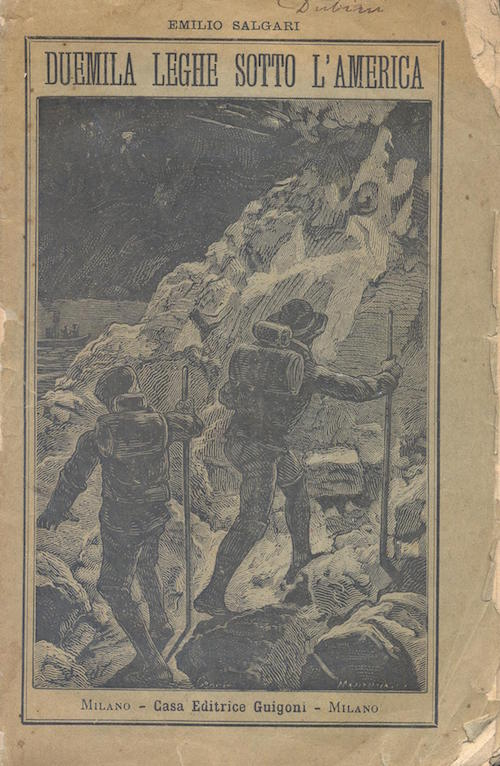
Duemila leghe sotto l'America, 1888. Copertina di Quinto Cenni.
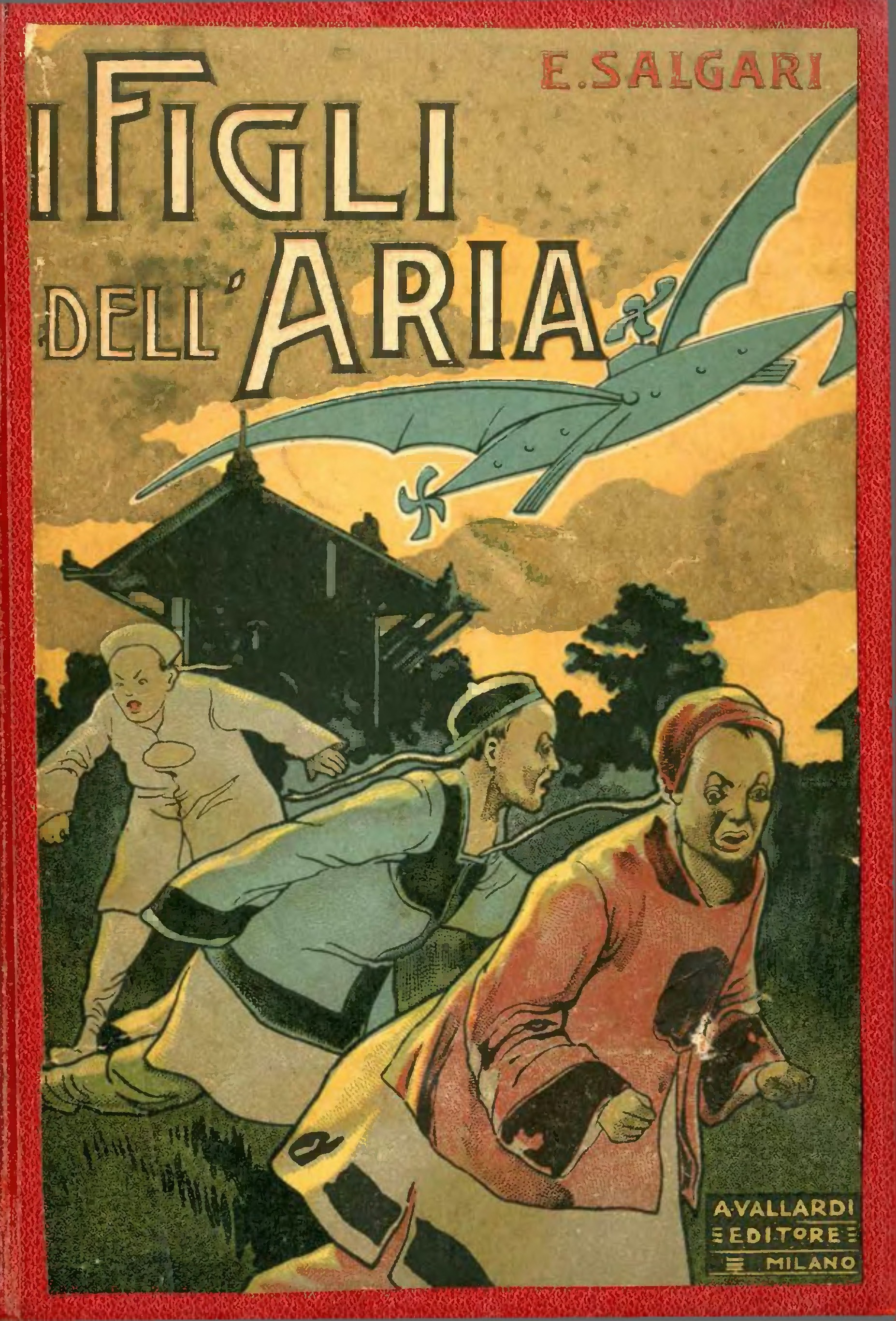
I figli dell'aria, 1904. Illustrazione di Rodolfo Paoletti (1866-1930).
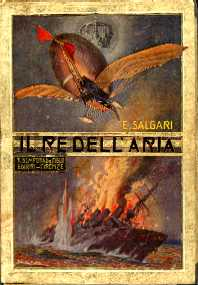
Il re dell'aria (1907), edizione del 1924. Illustrazione di Alberto della Valle (1851-1928).
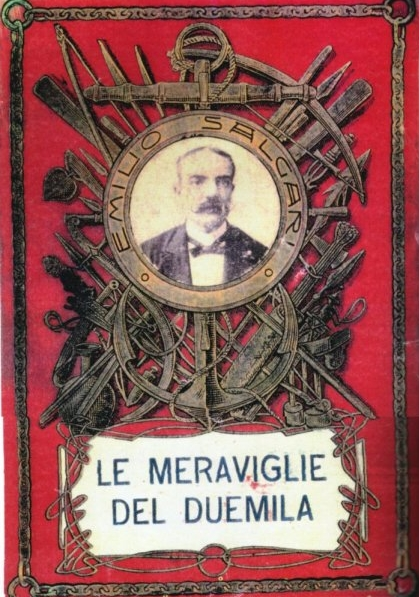
Le meraviglie del duemila, edizione del 1907. Illustrazione di Carlo Chiostri (1863-1939).
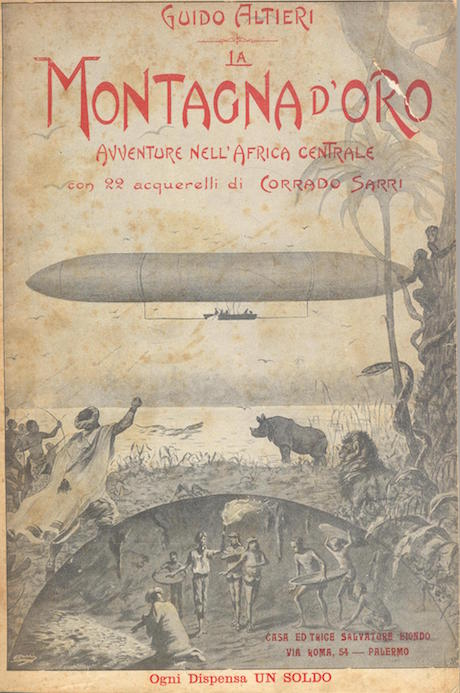
La montagna d'oro, 1911. Copertina di Corrado Sarri (1886-1944).

### Yambo

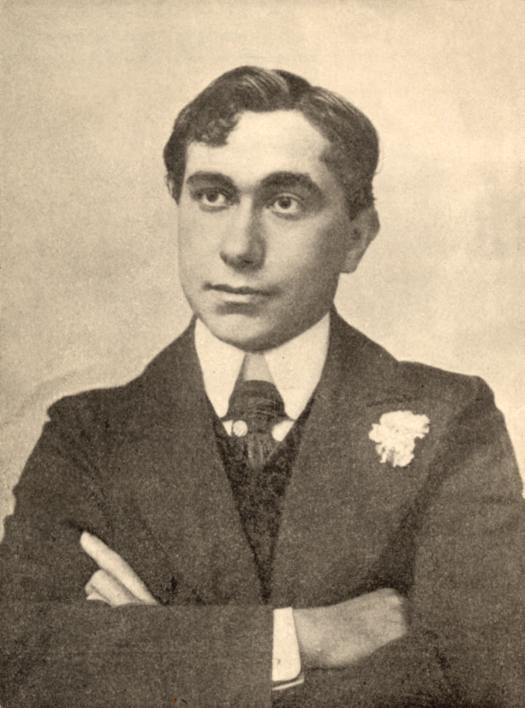
Enrico Novelli (1876-1943), in arte Yambo

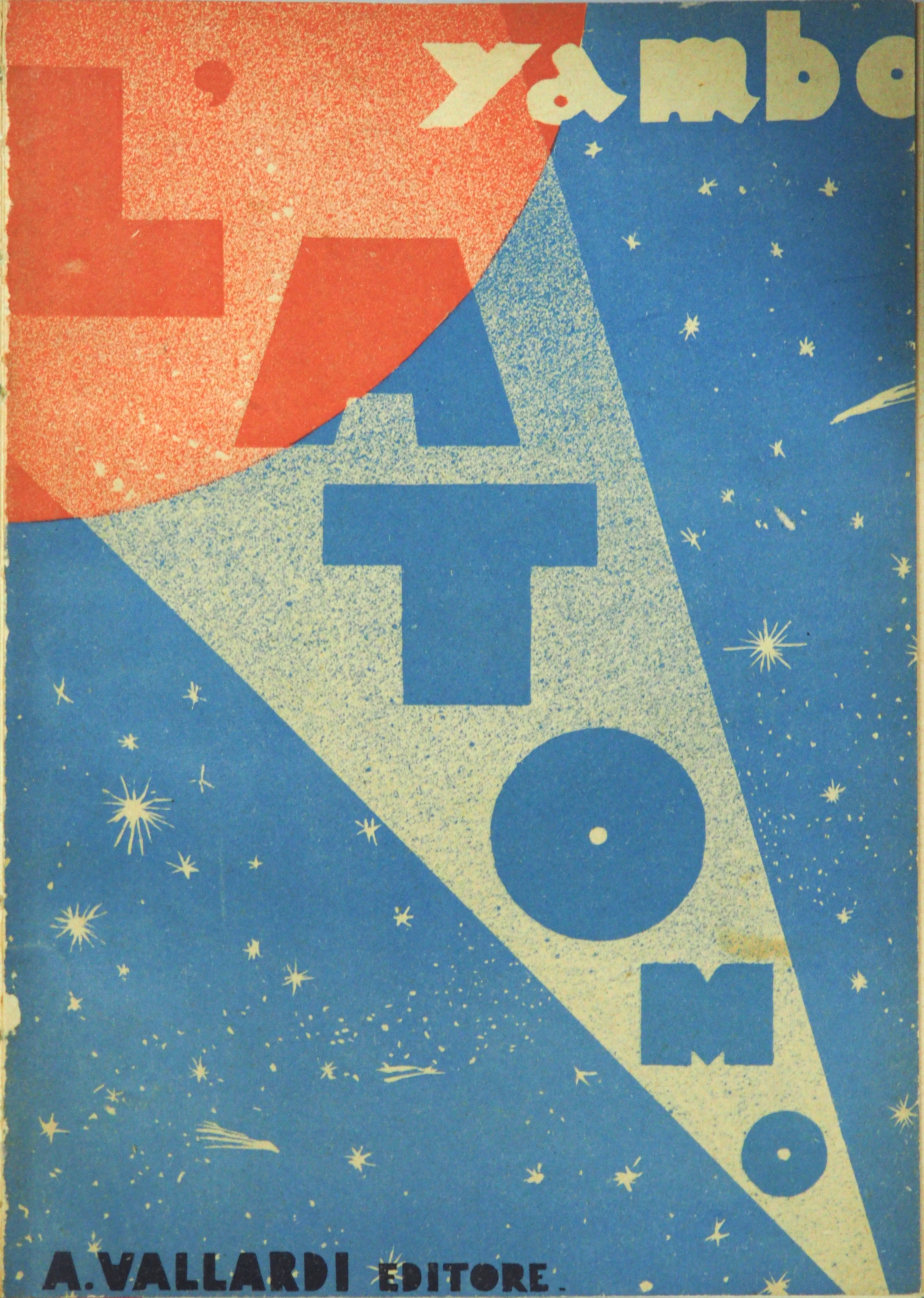
L'atomo, romanzo del 1912 (copertina dell'edizione del 1937)

A cavallo tra Ottocento e Novecento la maggiore produzione fantascientifica-avventurosa si ha grazie ad un altro autore di spicco della letteratura popolare, noto soprattutto per i suoi libri per ragazzi e molto ristampato per tutta la prima metà del nuovo secolo: Enrico Novelli, in arte Yambo (al secolo Enrico de' Conti Novelli da Bertinoro). Personalità poliedrica (giornalista, illustratore, scrittore, fumettista e regista), scrive su varie riviste popolari di viaggi e avventure sul modello di Verne, ma le sue opere sono prive di tutte quelle puntigliose notazioni geografiche ed etnologiche che erano il vanto di Salgari e di Verne. Yambo si ispira piuttosto a un altro autore francese che come lui è anche illustratore, Albert Robida, per la sua sottile e paradossale vena ironica. Di Yambo si possono ricordare numerosi viaggi straordinari per terra (Due anni in velocipede, 1899, Gli eroi del Gladiator, 1900, avventure su una ferrovia transafricana, Capitan Fanfara. Il giro del mondo in automobile, 1904, Fortunato per forza!, 1905), per mare (Atlantide - I figli dell'abisso, 1901, una spedizione in sommergibile in fondo al mare alla scoperta dei superstiti del continente perduto; nello spazio: Dalla Terra alle stelle (1890), Gli esploratori dell'infinito (1906), capolavoro fantastico dello scrittore, viaggio spaziale di due giornalisti filantropi nel sistema solare a cavallo di un asteroide, con un incontro con i marziani; La colonia lunare, 1908, con una spedizione di una avveniristica astronave sulla Luna popolata di vita nel fondo dei crateri e l'inizio della sua colonizzazione, Il re dei mondi, 1910; nell'infinitamente piccolo (L'atomo, 1912); tra i dinosauri (L'allevatore di dinosauri ovvero L'uovo di pterodattilo, 1926).
In Viaggi e avventure attraverso il tempo e lo spazio (1933), un libro a metà tra narrativa fantastica e divulgazione rivolto prevalentemente a un pubblico giovanile, Novelli tratta temi come la ricerca della perduta Atlantide e altri misteri, destinati a essere sviluppati trent'anni dopo nel filone dell'"archeologia misteriosa" da Peter Kolosimo.
Yambo è un precursore anche nel cinema: scrive, dirige e interpreta il film commedia che rappresenta probabilmente l'esordio del cinema italiano nel genere fantascientifico: Un matrimonio interplanetario, un cortometraggio muto del 1910; e nel campo dei fumetti: scrive e disegna alcune delle prime storie fantascientifiche del fumetto italiano a metà degli anni trenta.

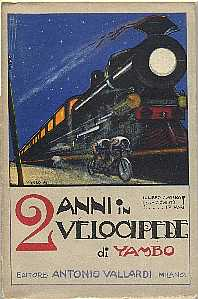
Due anni in velocipede (1899)
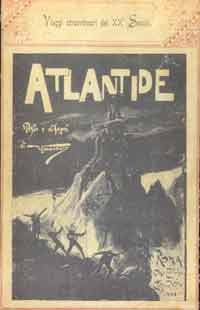
Atlantide (1901)
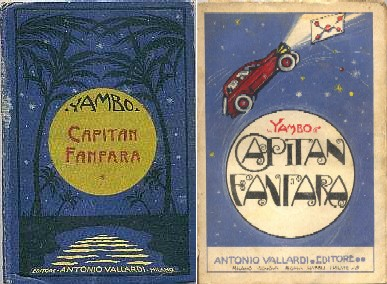
Capitan Fanfara (1904)
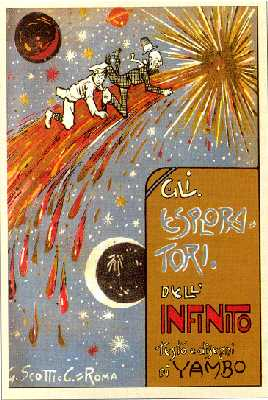
Gli esploratori dell'infinito (1906)
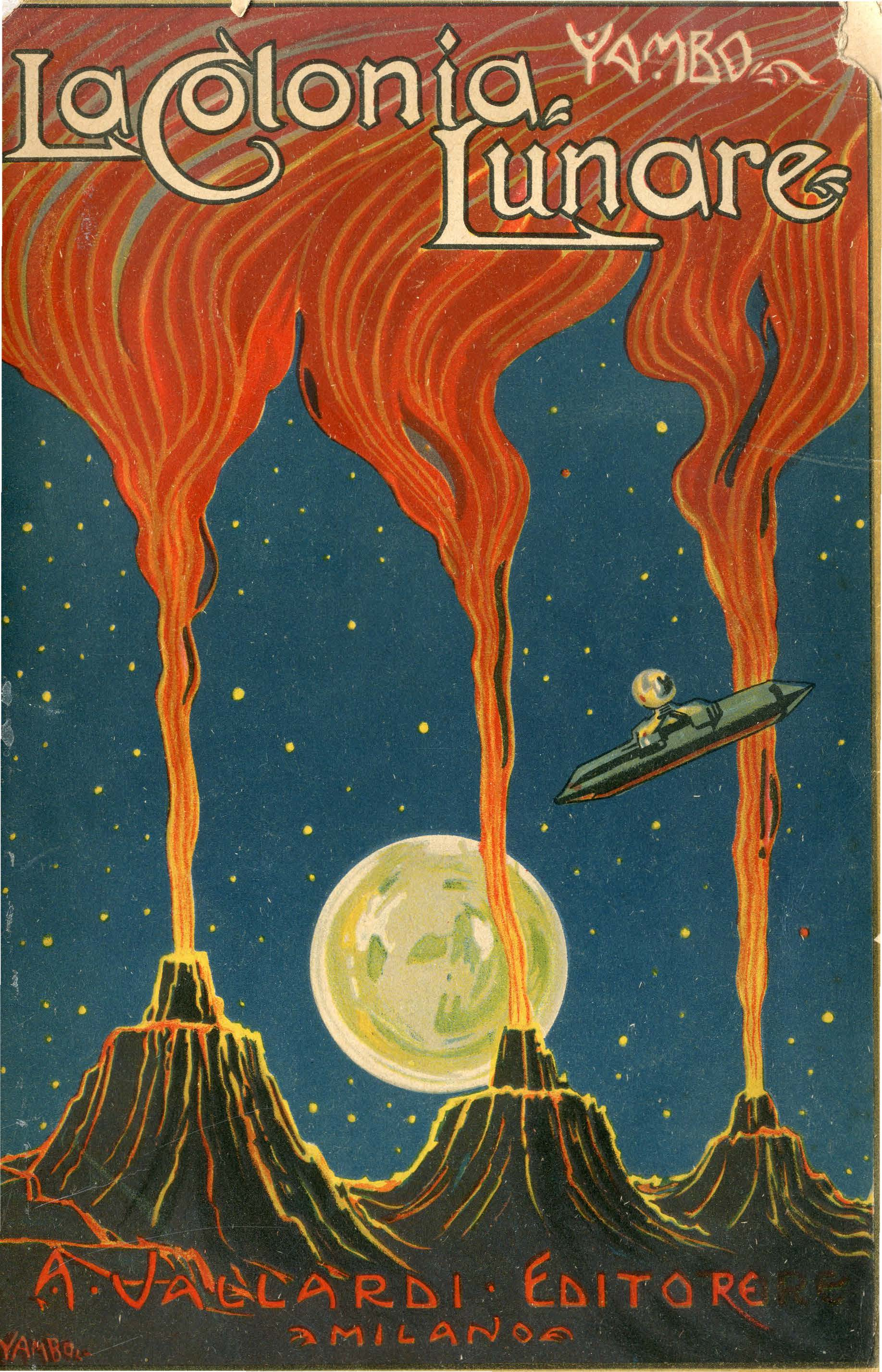
La colonia lunare (1908)
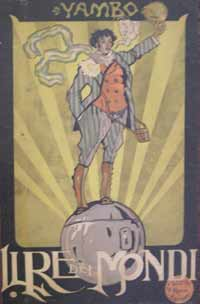
Il re dei mondi (1910)
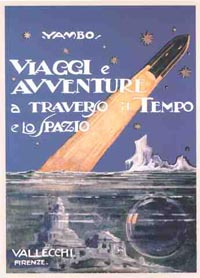
Viaggi e avventure attraverso il tempo e lo spazio (1933)

### Luigi Motta

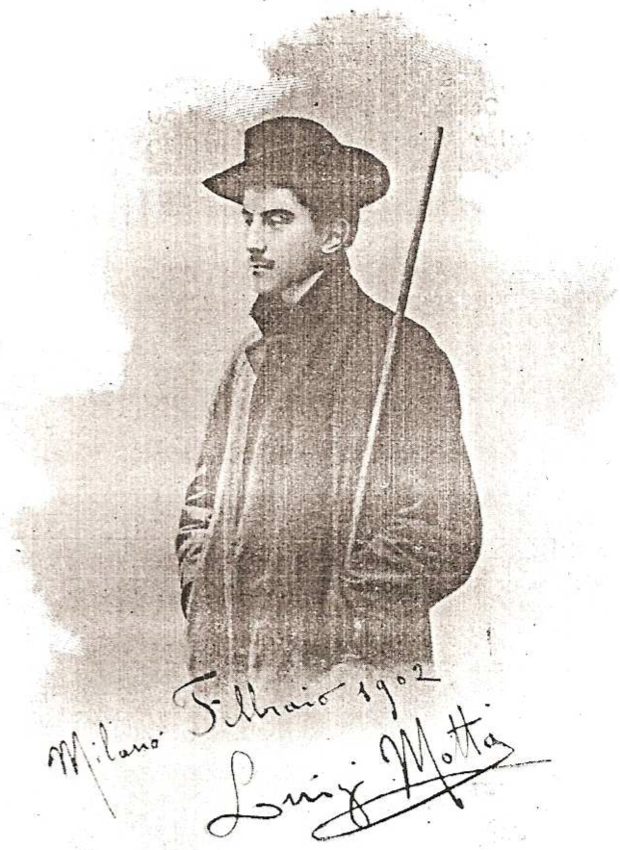
Luigi Motta, 1902 (immagine tratta dal romanzo Il Sahara di ghiaccio, Bemporad 1904).

Lo scrittore che più si avvicina all'opera di Salgari è un altro veronese, Luigi Motta, che pubblica oltre 100 romanzi di avventura, non tutti in realtà scritti da solo ma anche usando vari ghost writer, numerosi in quegli anni. Motta, pur limitandosi in genere all'imitazione di Salgari, dichiara tuttavia di "voler dare un taglio scientifico al romanzo d'avventura" ponendosi tra Verne e Poe e, secondo alcuni, dimostra una certa vena indipendente nelle sue storie fantascientifiche. Tra le sue opere principali I flagellatori dell'oceano (1901), Il raggio naufragatore (1903), I misteri del mare indiano (1904), L'onda turbinosa (1908), Gli esploratori degli abissi (1909), La principessa delle rose (1911), Il tunnel sottomarino (1912), Fiamme sul Bosforo (1913), Il vascello aereo (1913), I tesori del Maelstrom (1919), L'aeroplano nero (1924), Il sommergibile fiammeggiante (1924), I giganti dell'infinito (1934), La battaglia dei ciclopi (1935), Il demone dell'oceano (1935), Il naufragatore dell'oceano (1935), L'ombra dei mari (1935), L'isola di ferro (1936), L'impero della Ramavala (1937), L'aereo infernale (1939) e Quando si fermò la Terra (1951).
In particolare La principessa delle rose, pubblicato nel 1911 e scritto tre anni prima da Motta sulla scia dei romanzi sulla guerra futura, sulla necessità di un riarmo europeo e sul "pericolo giallo", è un romanzo fantapolitico ambientato nel XXI secolo e descrive lo svolgimento di un conflitto combattuto con armi del futuro contro una confederazione asiatica nemica dell'Occidente.
Motta pubblica varie opere assieme al suo collaboratore Calogero Ciancimino, la più famosa delle quali è Il prosciugamento del Mediterraneo (1923), ambientata nel futuro 1956. Dirige inoltre l'unica collana ben caratterizzata della prima metà del secolo, la Biblioteca fantastica dei giovani italiani (1907), che pubblica due serie di otto brochure di sedici pagine dedicate a opere fantascientifiche, fantastiche, dell'orrore e realistiche di autori italiani, anche sotto pseudonimi stranieri: un'esperienza che non si ripeterà.

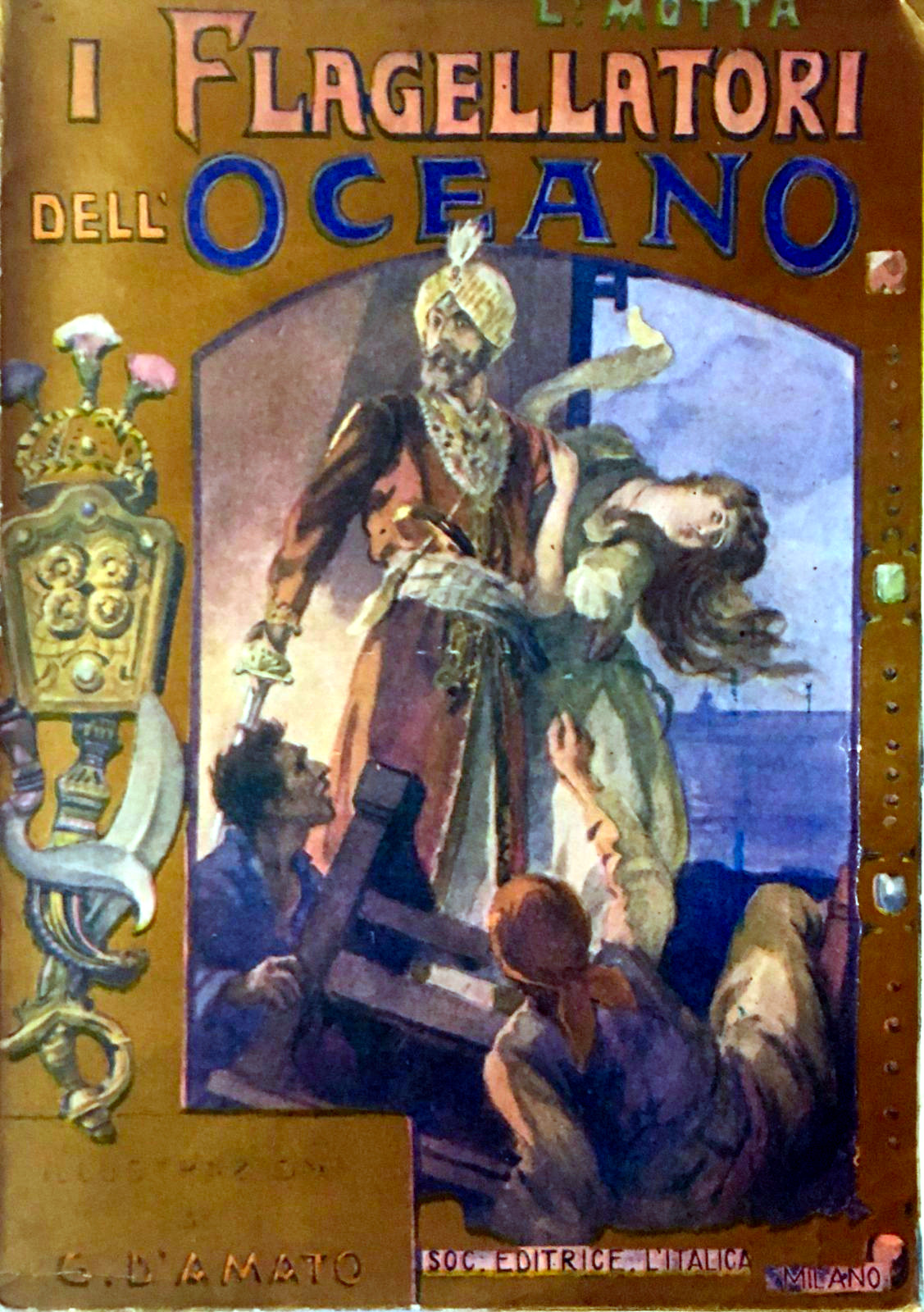
I flagellatori dell'oceano (1901); copertina dell'edizione 1923.
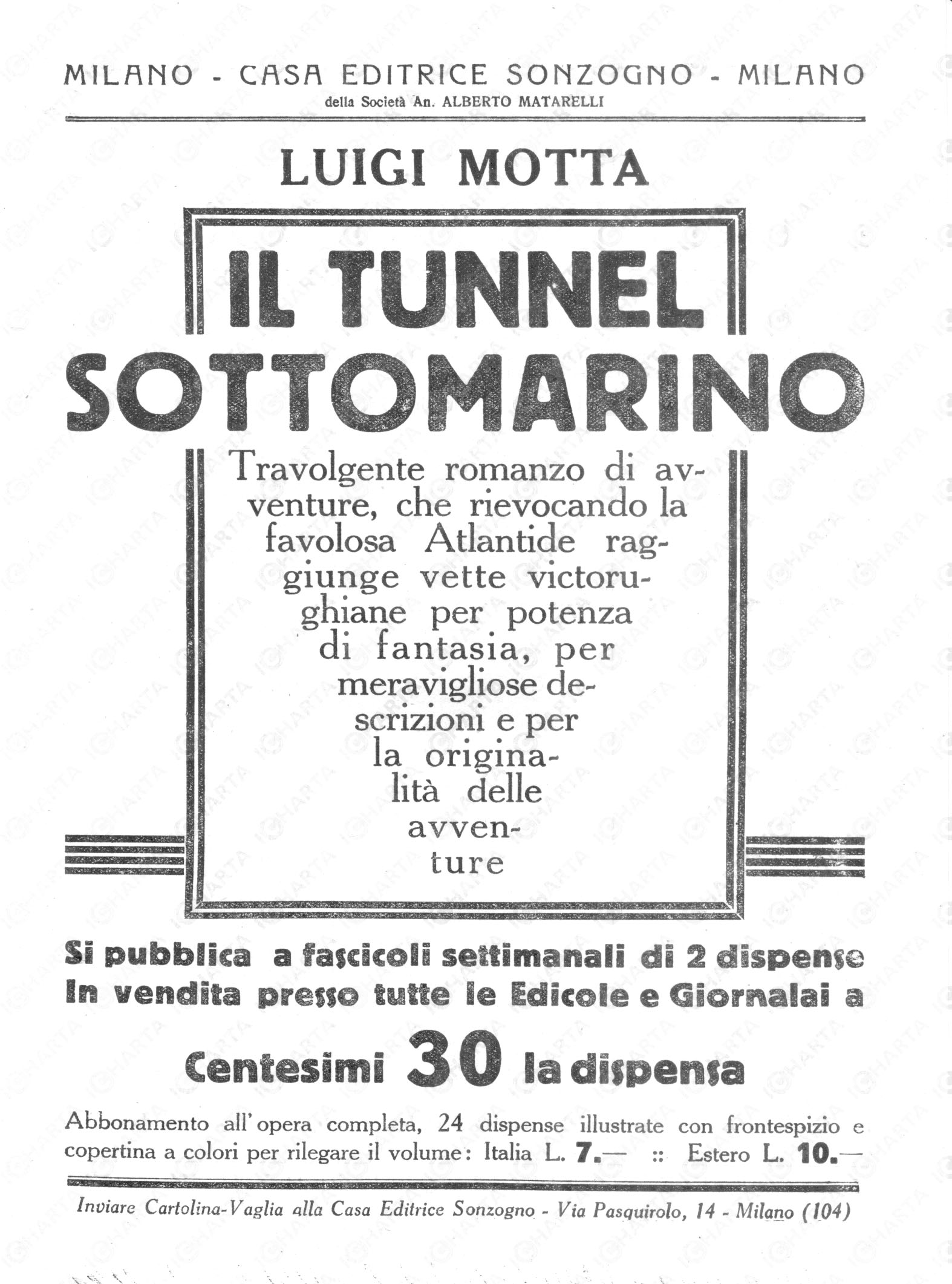
Volantino pubblicitario per il romanzo pubblicato a dispense Il tunnel sottomarino, Sonzogno, 1927.
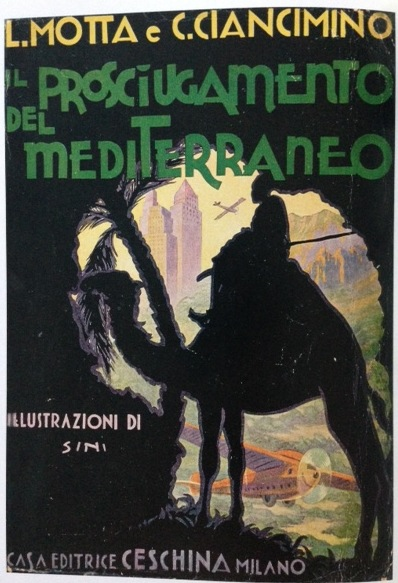
Il prosciugamento del Mediterraneo (1931) firmato da Motta assieme a Calogero Ciancimino. Illustrazione di Tarquinio Sini.

### Altri autori e opere della prima metà del Novecento

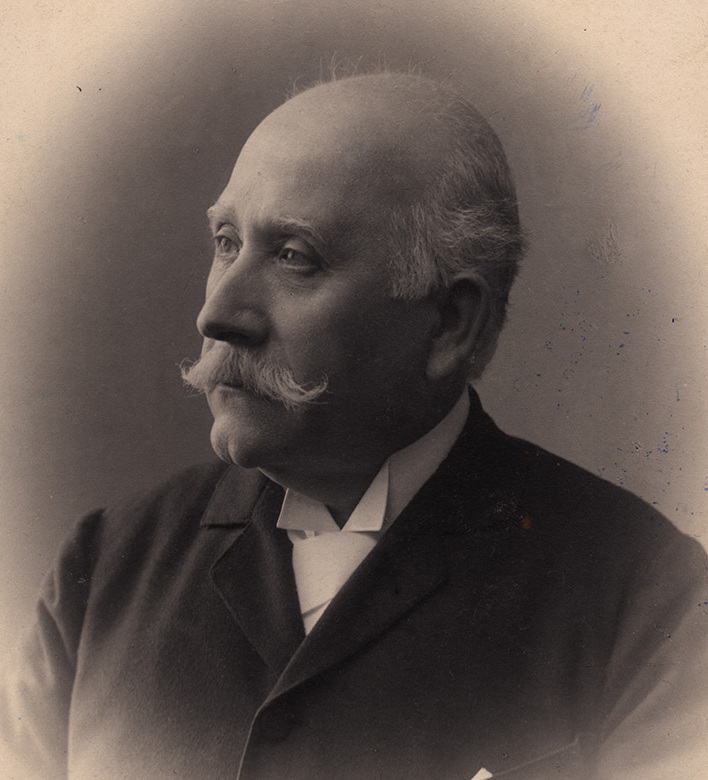
Luigi Capuana

Giovanni Papini

Tra gli altri autori di rilievo dei primissimi anni del secolo vi sono Giuseppe Lipparini con il romanzo Il signore del tempo (1902) che, forse ispirato alla Macchina del tempo di H. G. Wells tradotta nello stesso anno in Italia, immagina un cronoscopio, e Giustino L. Ferri con La fine del secolo XX (1906). Luigi Capuana contribuisce al genere con alcuni dei suoi racconti fantastici, tra i quali Nell'isola degli automi (1906), Nel regno delle scimmie, Volando e La città sotterranea del 1908, L'acciaio vivente (1913, ne Il Giornale d'Italia).
Il filone dell'avventura geografica dopo la fine della prima guerra mondiale inizia a perdere l'interesse del pubblico, che si sta rivolgendo verso scrittori più realistici; vari autori passano allora al settore dell'editoria per ragazzi, con storie e romanzi illustrati, non di rado innovativi e originali, come ad esempio Giovanni Bertinetti - il maggiore autore di apocrifi salgariani - autore de Le orecchie di Meo (1908), una contaminazione con Pinocchio che ha un seguito nel 1938; Il rotoplano "3bis" (1910), una fiabesca gara nella stratosfera; Il gigante dell'apocalisse (1930), un ciclopico robot volante; Ipergenio il disinventore (1931). Alberto Orsi con L'areostato nero (1912) realizza un'avventura aeronautica in un'epoca nella quale i mezzi più leggeri dell'aria ancora si contendono il domini dei cieli con gli aeroplani.
Tra gli altri autori più importanti tra le due guerre: Nino Salvaneschi con Sirenide (1921) e La rivolta del 2023 (1924), Renzo Chiosso con I navigatori del cielo (1925) e La città sottomarina (1940), Gastone Simoni con La casa nel cielo (1928), La città del sole (1929) e la sua seconda parte La barriera invisibile (1929), L'ultimo degli Atlantidi (1932) e vari altri. Il romanzo di Ciro Khan L'uomo di fil di ferro (1932) è uno dei primissimi esempi di un robot senziente come protagonista, per di più ribelle; il tutto ambientato in una Roma del futuro anno 1998.
Le dispense iniziano a essere sostituite dalle collane a partire dal 1920. Tra queste, di particolare rilevanza la collana Il Romanzo d'Avventure (1924-1936) di Sonzogno diretta da Guglielmo Stocco, che alterna spesso autori italiani a quelli stranieri (come H. G. Wells, Jack London, H. Rider Haggard), seppure operando consistenti tagli ai loro testi. Guglielmo Stocco ripubblica tra gli altri i suoi romanzi L'aeronave fantasma (1910), La colonia infernale (1921) a cui aggiunge la seconda parte, Il riformatore del mondo (1927), una storia ispirata alla Colonia felice di Dossi, prefigurazione degli imminenti sviluppi dei totalitarismi.

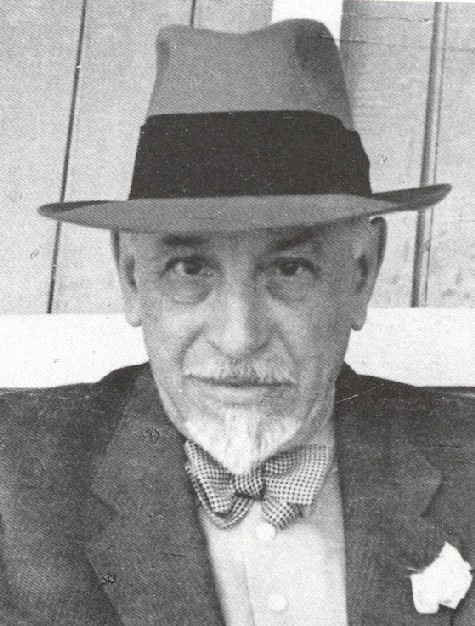
Luigi Pirandello

Ispirato dai dipinti di De Chirico, in Eva ultima Massimo Bontempelli riscrive nel 1923 l'Eva futura di Villiers de l'Isle-Adam; questa volta è una donna a innamorarsi di un automa, suo uomo ideale. Bontempelli ritorna sul tema con l'ironica commedia fantastica Minnie la candida (tratta da una novella del 1924 e rappresentata per la prima volta nel 1928) citata come una delle storie più originali sulla figura del robot della letteratura italiana. Anche il pittore e scrittore surrealista Alberto Savinio in varie opere introduce temi sperimentali e fantastico-fantascientifici.
Tra gli scrittori che si accostano al genere compare anche Luigi Pirandello con La nuova colonia (1928), un dramma dello scrittore siciliano a sfondo utopico; Giovanni Papini con il romanzo satirico Gog (1931), Lettere agli uomini del Papa Celestino VI (1946) e Il libro nero - Nuovo diario di Gog (1951); Roberto Mandel con Il volo alle stelle (1931), una spedizione aerea al polo; Calogero Ciancimino con Il prosciugamento del Mediterraneo (1923, firmato assieme a Luigi Motta), La nave senza nome (1932), Le bare di granito (1935), Come si fermò la Terra (1936) e vari altri; Virgilio Martini con Il mondo senza donne (1936) e La Terra senza sole (1948) e che tornerà al genere con il satirico L'allegra terza guerra mondiale (1977); Eugenio Prandi con Il sentiero delle ombre (1933); Camillo Nessi con La guerra del 2000 (1935); Mario Soldati con La verità sul caso Motta (1937), Corrado Alvaro con il distopico L'uomo è forte (1938) e il romanzo pubblicato postumo nel 1957 Belmoro, Francesco Pestellini con Mille metri sotto il Sahara (1938), Giorgio Scerbanenco con Il paese senza cielo (1939 a puntate su L'Audace), che tornerà sul genere negli anni sessanta con Il cavallo venduto (1963) e L'anaconda (1966); il generale Gustavo Reisoli con il fantapolitico La disfatta dei mostri (1940) nel filone della "guerra futura", Ada Maria Pellacani con Il sogno di un pazzo (1940), Guido Pusinich con La fabbrica degli uomini alati (1945), Curzio Malaparte con il fantapolitico Storia di domani (1949), Emilio Garro con La fine del mondo (1949) e Donato Martucci e Uguccione Ranieri con Lo strano settembre 1950 (1950), un romanzo satirico e fantapolitico di successo tradotto anche all'estero.
Tommaso Landolfi pubblica nel 1950 il racconto lungo Cancroregina, diario della follia di un astronauta che, prigioniero nell'astronave vivente del titolo, produce una struggente riflessione sul senso della vita.

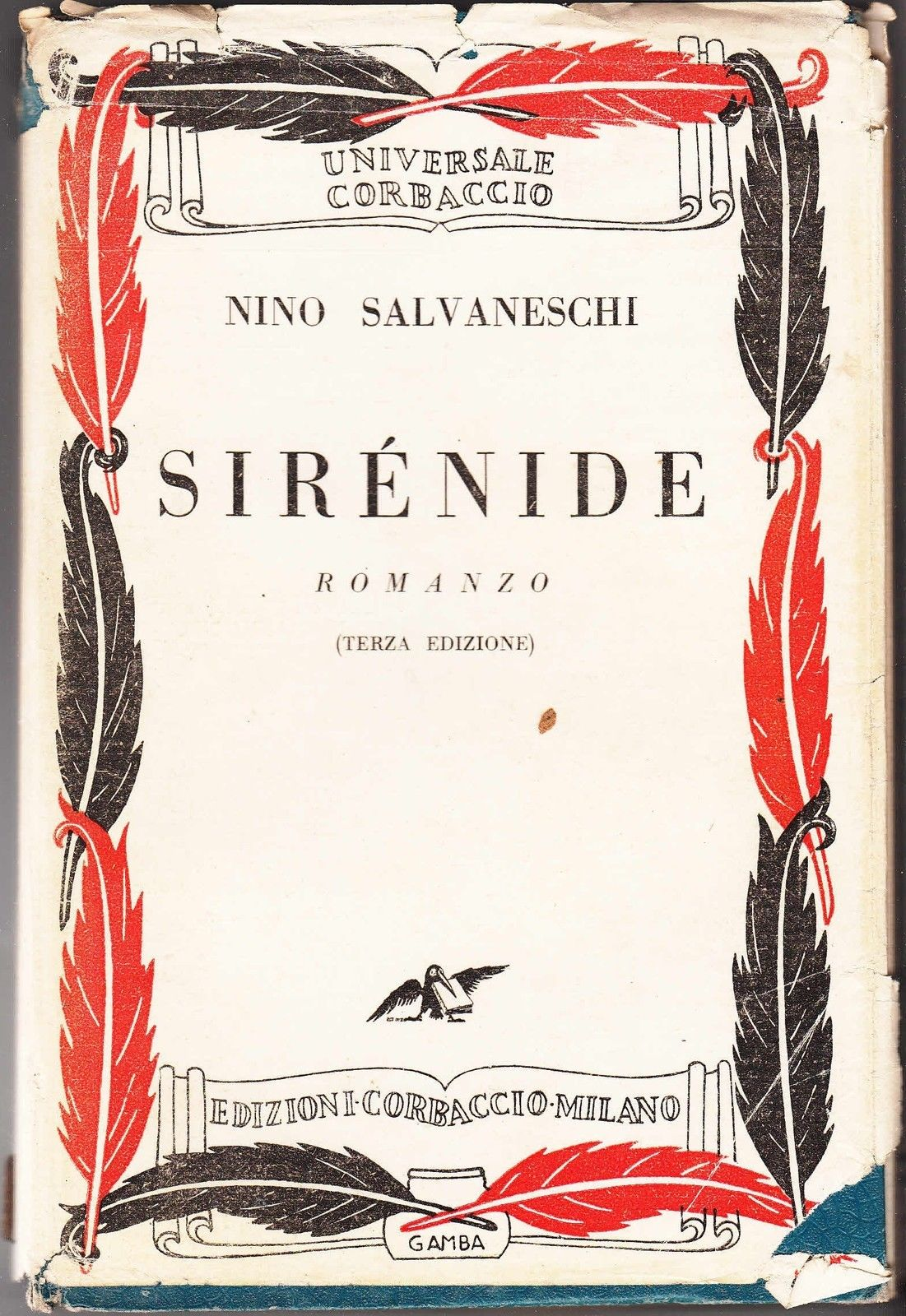
Sirenide (1921) di Nino Salvaneschi (ediz. 1929)
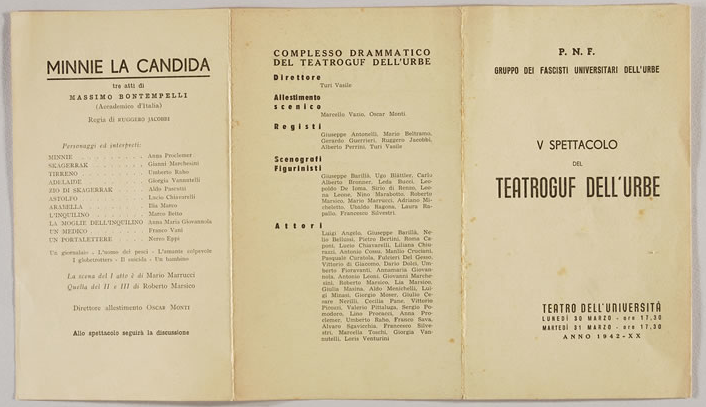
Frontespizio del dramma Minnie la candida (1926) di Massimo Bontempelli. Regia di Ruggero Jacobbi; TeatroGUF dell'Urbe.
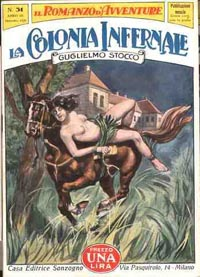
La colonia infernale di Guglielmo Stocco, collana Il Romanzo d'Avventure 31, Sonzogno, dicembre 1926.
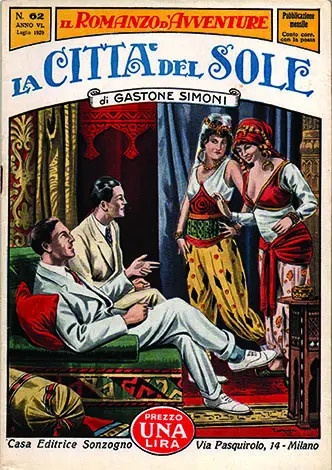
La città del sole di Gastone Simoni, Il Romanzo d'Avventure 62, Sonzogno, 1929
Il gigante dell'apocalisse di Giovanni Bertinetti, Libri per la Gioventù, S. Lattes & C., 1930. Illustrazione di Carlo Nicco (1883-1937).
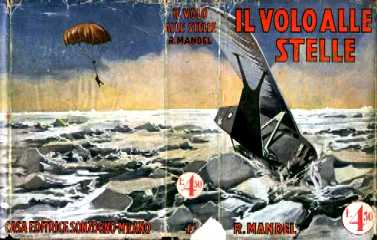
Il volo alle stelle di Roberto Mandel, Romantica Mondiale Sonzogno 42, Sonzogno, 1931.
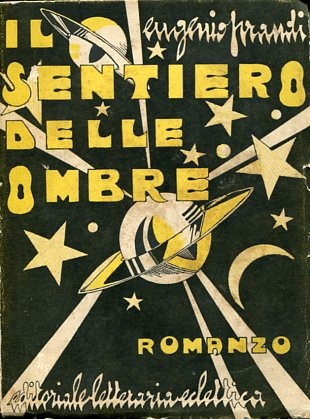
Il sentiero delle ombre di Eugenio Prandi, Edizioni Letteraria Eclettica, 1933.
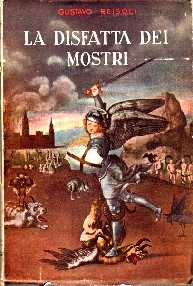
La disfatta dei mostri di Gustavo Reisoli, Società Italiana Tipografica, 1940.

### Primi fumetti fantascientifici
A partire dal 1934 i temi tipici della fantascienza americana dell'epoca d'oro iniziano a diffondersi nell'immaginario dei lettori italiani nel fumetto prima che nella letteratura, con la pubblicazione nelle pagine de L'Avventuroso delle avventure di Flash Gordon di Alex Raymond (ribattezzato dapprima Gordon Flasce, poi semplicemente Gordon), con un successo tale che nel giro di pochi anni il settimanale raggiunge il mezzo milione di copie, ma dovendo presto subire la censura del regime fascista, che giudica negativamente tutte le opere d'importazione dai paesi anglosassoni e in particolare "l'americanizzazione" del fumetto.

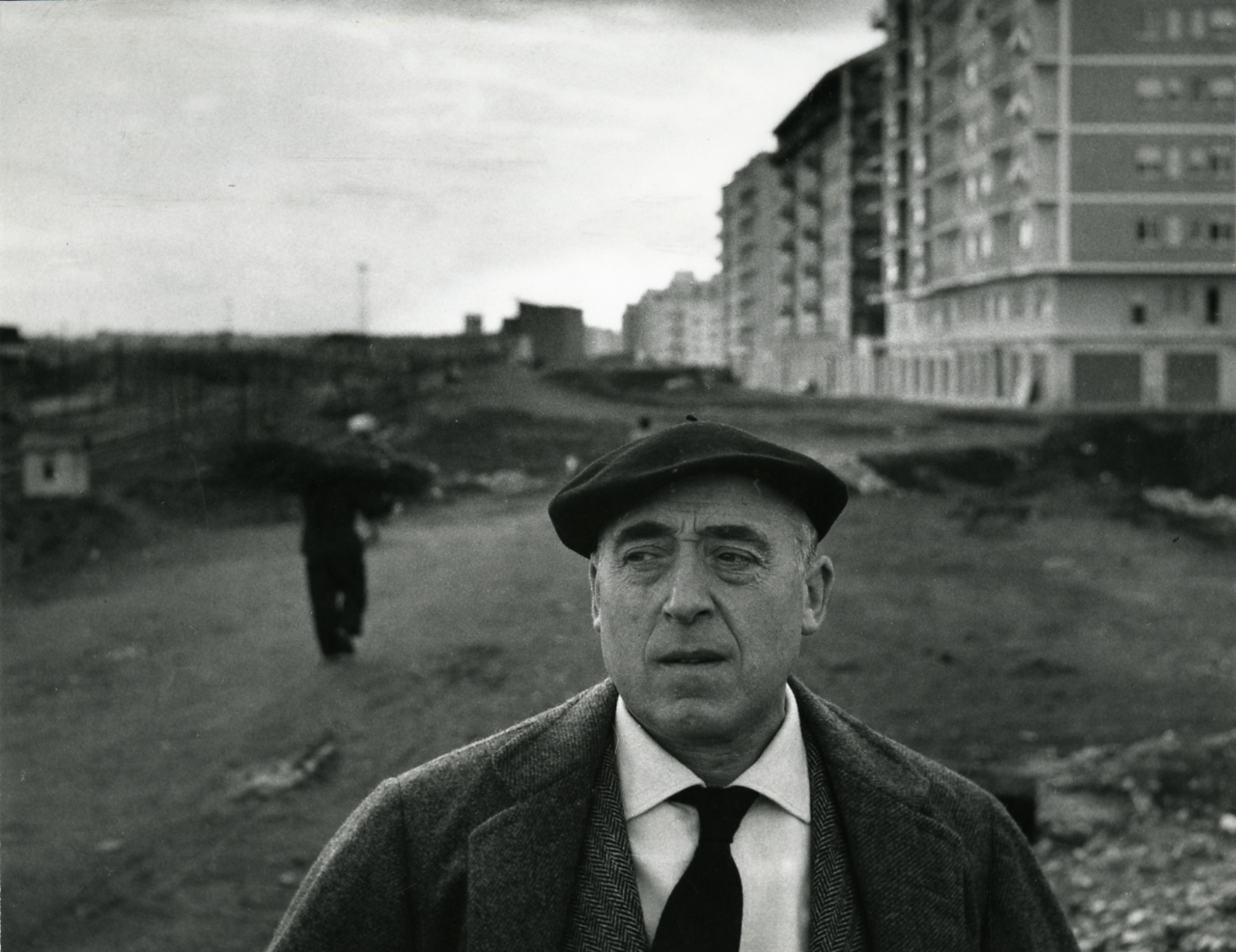
Cesare Zavattini, autore di Saturno contro la Terra e di altri tra i primi fumetti di fantascienza italiani.

Tali restrizioni, d'altro canto, favoriscono la nascita, nel dicembre 1936, di quella che è spesso citata come la prima serie a fumetti di fantascienza in Italia, Saturno contro la Terra su soggetto di Cesare Zavattini, testi di Federico Pedrocchi e disegni di Giovanni Scolari, pubblicata inizialmente su I tre porcellini e quindi in varie altre testate di Mondadori fino al 1946; pur avendo vita breve (7 episodi) è il primo fumetto italiano a essere esportato negli Stati Uniti (nel 1940, in Future Comics).

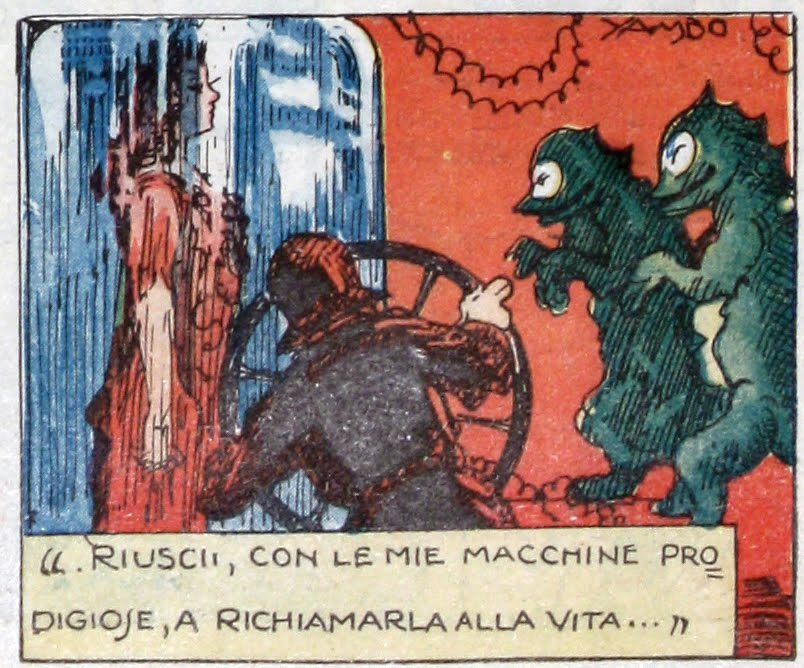
Una vignetta del fumetto di Yambo Gli uomini verdi, 1935, prima serie a fumetti italiana di fantascienza.

In realtà le prime incursioni a fumetti nel mondo della fantascienza erano già apparse negli anni precedenti, seppure prive dei classici balloon. Già nel 1923 appare il primo robot italiano, Dinamello, sul Corriere dei Piccoli, con le storie di Pomponio, Dinamello e Tonto Tito di Antonio Rubino. Sulla stessa rivista nel 1930 fa capolino l'umoristico Pier Cloruro de' Lambicchi di Giovanni Manca, scienziato eccentrico e incompreso che grazie alla sua prodigiosa "Arcivernice" riesce a dare vita a disegni e ritratti, finendo per riportare in vita personaggi storici, i quali regolarmente gli si rivoltano contro con effetti comici. Ma nei primi anni trenta compaiono anche storie drammatico-avventurose. Sul Corriere dei Piccoli esce nel 1934 a puntate Il castello dei misteri, per i disegni di Girus (Giuseppe Russo) e testi di Piri, con protagonista uno scienziato pazzo che intende conquistare il mondo servendosi di robot e di una macchina che trasforma gli uomini in animali. Nel 1935 sul periodico Topolino escono le prime storie a fumetti di fantascienza interamente italiane: Gli uomini verdi di Yambo, che risente dell'influsso del Verne di Ventimila leghe sotto i mari, e  pochi mesi dopo S.K.1 di Guido Moroni Celsi, per molti versi simile a Flash Gordon. Yambo pubblica nello stesso anno anche la storia Robottino, omino d'acciaio (ne I tre porcellini) e nel 1936 I pionieri dello spazio, di nuovo su Topolino.
Dal 1938 il regime inasprisce gli sforzi per arginare il "contagio" dei fumetti americani proibendone la pubblicazione, con la sola esclusione di Topolino. Nel 1939 esordisce sulle pagine dell'Audace Virus, il mago della foresta morta, ideato da Federico Pedrocchi e Walter Molino, che ha per protagonista un folle scienziato intenzionato a conquistare il mondo avvalendosi delle sue futuristiche invenzioni, tra cui il teletrasporto.
Nel 1941 Gian Luigi Bonelli esordisce nella fantascienza con I conquistatori dello spazio, su disegni di Raffaele Paparella e poi Nico Lubatti, sulle pagine de L'Audace che Bonelli ha da poco acquistato trasformandolo in un "albo-giornale". Quella firmata dal futuro padre di Tex è una storia avventurosa che si rifà apertamente a Flash Gordon, ma spostando l'azione dallo spazio a una zona inesplorata dell'Himalaya e mescolando il tema del mondo perduto con ciclopi, uomini verdi, raggi della morte e una malvagia organizzazione segreta da combattere.
Gli stessi autori di Saturno contro la Terra si ritrovano un decennio dopo, nel 1947, con Un uomo contro il mondo, pubblicato su Topolino su soggetto di Cesare Zavattini, testi di Federico Pedrocchi e disegni di Giovanni Scolari. Si tratta del primo fumetto ufficialmente firmato da Zavattini, autore di varie storie dello stesso genere, ma che in precedenza aveva sempre preferito non comparire in questo ambito allora disprezzato dal mondo della cultura, tenendolo separato dalla sua carriera di scrittore. Personalità poliedrica, Zavattini - anche giornalista, commediografo, poeta e pittore - rimane noto soprattutto come uno dei maggiori esponenti del neorealismo cinematografico.

#### Supereroi tricolori
Il filone dei supereroi sbarca in Italia tra il 1939 e il 1940 con le avventure di Superman, benché il personaggio vada soggetto a numerose modifiche per italianizzarlo in ottemperanza alle politiche del regime fascista. Il supereroe viene ribattezzato Ciclone (poi Uomo d'Acciaio e Nembo Kid nel dopoguerra), ma non va confuso col supereroe italiano Ciclone di Andrea Lavezzolo e Carlo Cossio ideato nel dicembre 1945, dopo la guerra, e pubblicato fino al 1948; si tratta di una versione nazionale di Superman, di cui ricalca la forza sovrumana e l'invulnerabilità, ma le storie di Cossio presentano una vena ironica e dissacrante che le rendono una parodia del genere. Lo sceneggiatore è Vincenzo Baggioli, che aveva aiutato a ideare il personaggio di successo Dick Fulmine, cui Ciclone assomiglia molto fisicamente.
Con l'entrata in guerra dell'Italia vengono interrotte tutte le pubblicazioni di derivazione statunitense: per i supereroi bisogna dunque attendere il secondo dopoguerra. Il primo ad apparire è Tanks l'Uomo d'Acciaio, ideato da Carlo Cossio nel novembre 1945; l'eroe fantascientifico - tratteggiato in modo ironico nello stile di Cossio - è ancora privo di una identità segreta ma gli viene ben presto affiancata una "spalla": il super-bambino Guizzo. Il personaggio di successo più longevo con superpoteri e costume è tuttavia Misterix (1946) di Max Massimino Garnier e Paul Campani, "l'uomo atomico", un comune individuo che grazie a un misterioso congegno si trasforma in un eroe senza paura; viene pubblicato per due anni dalla Edizioni Alpe, più nota per i suoi personaggi di stampo umoristico, ed esportato in Argentina nel 1948, dove continua le pubblicazioni su testi di Alberto Ongaro, con la rivista omonima che fa la storia del fumetto argentino fino al 1965.
Un meno noto supereroe italiano sui generis è Roal, il Tarzan del mare, pubblicato nel 1947 e 1948 su testi di Roberto Renzi e disegni dello studio di Andrea Da Passano (DaP); benché sia un tarzanide, il regno di Roal non è la giungla ma il fondo del mare: dopo una rischiosa operazione chirurgica, è infatti capace di respirare sott'acqua e comunicare con la fauna marina, utilizzando le sue abilità per combattere il crimine.
Decisamente fantascientifico Mirko (1947), trasformato in un gigante alto 100 metri da uno scienziato, nuovamente ideato da Carlo Cossio (qui con il fratello Vittorio). Razzo, l'uomo plastica (anche soprannominato "la meteora vivente") del 1948 di Angelo Platanìa, più volte ristampato fino al 1970, è invece un extraterrestre catturato da uno scienziato e dispone dei più vari poteri, come volo, telepatia, cambiamento di dimensioni, estensibilità degli arti, invisibilità.
Anche l'Asso di Picche, il giustiziere mascherato ideato da Alberto Ongaro e Hugo Pratt nel dicembre 1945, pur non essendo un supereroe si ispira a Batman, e come il personaggio di Bob Kane ha un'identità segreta e una spalla adolescente.
Dopo la seconda guerra mondiale, quando la produzione di fumetti riprende, il personaggio del supereroe - troppo vicino alla figura del superuomo - viene presto sostituito con quello del giustiziere mascherato, sul modello dell'Uomo mascherato (apparso fin dal 1936 sulle pagine de L'Avventuroso) e di Zorro. In questo filone si collocano Yorga (1945) e Amok (1946) di Antonio Canale, Maskar (1949) di Gallieno Ferri e in seguito L'Ombra (1964) di Ongaro e Pratt.

## Il dopoguerra e la nascita "ufficiale" (1952)
Il dopoguerra in Italia - in particolare dal 1952 in poi, superata la depressione postbellica - è un periodo di grande crescita economica e di apertura - imposta dal nuovo assetto geopolitico - verso la cultura statunitense, con una rapida evoluzione degli stili di vita e un'espansione delle forme di consumo e delle varie industrie culturali collegate; nasce la cultura di massa nel senso moderno, con l'introduzione della televisione e dei rotocalchi e con una crescita esponenziale dei fumetti. Anche la letteratura d'evasione e fantastica vede una notevole diffusione in tutti gli strati sociali. Il clima generale di crescita e la popolazione giovane contribuiscono, nell'immaginario collettivo, a una visione ottimistica dell'industrializzazione e del progresso tecnologico. A ciò corrisponde la nascita di una grande quantità di collane e riviste di fantascienza per tutti gli anni cinquanta.
L'anno "ufficiale" di nascita della fantascienza in Italia è considerato generalmente il 1952, con la pubblicazione delle riviste Scienza Fantastica e, poco dopo, Urania.
La rivista Scienza Fantastica - Avventure nello spazio, tempo e dimensione delle Edizioni Krator di Roma (Vittorio Kramer e Lionello Torossi) e diretta da Torossi pubblica per la prima volta, accanto a racconti e romanzi di fantascienza a puntate di autori statunitensi (tratti soprattutto da Astounding Stories), anche autori italiani (tra i quali lo stesso Torossi, con lo pseudonimo di Massimo Zeno). Il titolo stesso della rivista, "scienza fantastica", si propone come la prima traduzione italiana del termine inglese science fiction. La rivista tuttavia dura solo sette numeri.

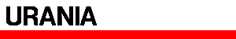
Il logo storico della collana Urania, usato per un trentennio dal 1967 al 1996.

Pochi mesi dopo, sempre nel 1952, la più grande casa editrice italiana, Mondadori, lancia contemporaneamente una rivista mensile di racconti e una collana bimensile di romanzi, ispirandosi alla musa dell'astronomia: Urania. Primo direttore: Giorgio Monicelli, che conia anche il termine italiano "fanta-scienza" (poi fantascienza) nel n. 3 (novembre 1952). È stato rilevato che non si tratta di una esatta traduzione di science fiction, dato che fiction significa narrativa (di eventi immaginari) e non fantasia (pertanto una traduzione più aderente sarebbe "narrativa scientifica", o "a sfondo scientifico"). Il termine è stato criticato in quanto enfatizza l'aspetto fantastico rispetto a quello scientifico, caratteristica comunque abbastanza tipica degli autori italiani (e più in generale europei) del genere.
La maggior parte del materiale della rivista Urania proviene dall'importante periodico statunitense Galaxy Science Fiction, che si distingue per raffinatezza dalle testate concorrenti (ancora legate al gusto dei pulp) e raramente pubblica fantascienza hard, preferendo la satira, il romanzo "sociale" e lo humor. La rivista predilige la fantascienza d'importazione, benché pubblichi dal 1953 alcuni racconti di autori italiani. Anche questa rivista - forse troppo sofisticata per il lettore medio italiano dell'epoca - ha vita breve e chiude appena dopo un anno e soli 14 numeri, mentre i suoi romanzi a cadenza quindicinale (con alcuni articoli o racconti in appendice) riscuotono un grande successo, inaspettato e ben superiore alle migliori aspettative dell'editore. Nei primi numeri Monicelli dà infatti spazio ai romanzi più avventurosi, insistendo sulla space opera.

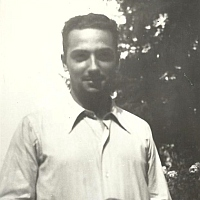
Il curatore editoriale di Urania Giorgio Monicelli (1910 – 1968)

Quella dei romanzi di Urania è destinata a diventare la più celebre e longeva collana italiana di fantascienza e il suo ideatore Giorgio Monicelli, figura carismatica e controversa della cultura milanese del tempo, è considerato colui che ha introdotto il genere in Italia. Nipote di Arnoldo Mondadori e fratello del regista Mario Monicelli, diviene da autodidatta uno dei più importanti e stimati traduttori dall'inglese, lavorando sempre su prodotti letterari d'importazione dagli Stati Uniti, dove pure non si reca mai (gli viene negato il visto in quanto militante nel Partito Comunista).
Monicelli pubblica anche alcune opere italiane nei Romanzi di Urania: la prima appare al n. 31 nel gennaio 1954, L'Atlantide svelata di Emilio Walesko, di tema apocalittico. Seguono altri autori nazionali, per lo più sotto pseudonimi anglosassoni: L. R. Johannis, al secolo Luigi Rapuzzi, scrittore e pittore futurista nonché "contattista" di UFO, amico e collaboratore di Monicelli; Adriano Baracco (come Audie Barr); Franco Enna, anche prolifico autore di gialli; il giornalista napoletano di origine libanese Samy Fayad (1925-1999), autore teatrale e radiofonico; ed Ernesto Gastaldi (come Julian Berry) nel 1960. Dopo l'abbandono della direzione da parte di Monicelli nel 1961, tuttavia, gli autori italiani cessano di trovare spazio nella collana per oltre trent'anni.
Il ruolo di Urania nella diffusione della letteratura fantascientifica tra gli italiani è rilevante: molti scrittori di fantascienza come Asimov, Ballard, Dick, Le Guin e altri vengono pubblicati per la prima volta in questi libri dal cerchio rosso in copertina. D'altro canto la scelta di Mondadori di privilegiare il romanzo abitua gradualmente i lettori italiani a opere lunghe, trascurando il racconto e il format della rivista; e all'esclusiva delle opere d'importazione, a scapito degli autori nazionali. Inoltre per rigide ragioni editoriali i testi originali spesso non vengono rispettati, subendo frequenti tagli per ridurre il numero di pagine - eliminando soprattutto le scene d'amore e gli accenni sessuali, ritenuti all'epoca troppo "scabrosi" - almeno fino ai primi anni ottanta, consolidando l'immagine di una letteratura che lascia poco spazio al femminile.
La diffusione nelle edicole piuttosto che nelle librerie contribuisce inoltre a marginalizzare ulteriormente il genere; molte biblioteche, ad esempio, non acquisiscono i romanzi di fantascienza ritenendola un genere effimero.
A questa prime pubblicazioni ne seguono altre, generalmente di ancor più breve vita, con storie avventurose in cui sono presenti tutti i classici stereotipi della prima fantascienza d'oltreoceano, come alieni dalla pelle verde, armi a raggi, astronavi ed eroine scollate, in puro stile pulp. Tra queste effimere pubblicazioni - appannaggio di autori italiani sotto pseudonimi anglosassoni - vi sono Mondi nuovi, quindicinale di avventure nello spazio (1952), Mondi astrali (1955), Galassia (1956-1957), I narratori dell'Alpha Tau (1957), Cronache del futuro (1957), Cosmic (1957), Astroman (1957), Le cronache del futuro (1958), Poker d'assi (1959), I romanzi del futuro (1961), Super fantascienza illustrata (1961). Queste prime opere ricalcano per lo più lo stile degli autori statunitensi, con scarsa originalità e cura per la lingua, conformemente alla sciatteria delle traduzioni dall'inglese.
In particolare Mondi nuovi, pubblicata dalle Edizioni Diana di Roma per soli 6 numeri nel 1952 e diretta da Eggardo Beltrametti, seconda rivista specializzata in fantascienza dopo Scienza Fantastica, mescola racconti con storie a fumetti a puntate.
Due anni dopo Mondadori entra in campo, seppure per breve tempo, un'altra importante casa editrice italiana, Garzanti, che acquisisce nel 1952 i diritti della statunitense The Magazine of Fantasy and Science Fiction e pubblica dal 1954 al 1955 la rivista Fantascienza, che malgrado il nome comprende anche storie fantastiche; è una rivista molto curata (arricchita, differentemente dall'originale, anche da illustrazioni interne) ma dura solo sette numeri.

## Gli anni d'oro (1957-1960)

Cesare Falessi (in piedi) con Gaetano Arturo Crocco negli anni cinquanta

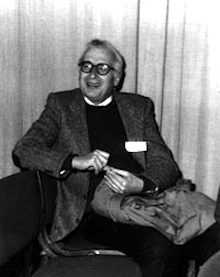
Lo scrittore e traduttore Sandro Sandrelli. Italcon 1973, Borgomanero.

Vittorio Curtoni (a sinistra) al Fantasticon di Oleggio del 1992.

Gianfranco De Turris identifica gli "anni d'oro" della fantascienza italiana nel periodo compreso tra il 1957 e il 1960 "con qualche propaggine sino al 1961-62". Nel 1957 - anno in cui parte la corsa allo spazio con il lancio dello Sputnik 1 sovietico - appare ad interrompere il monopolio mondadoriano una nutrita serie di riviste e collane: Galassia, Cosmo della Ponzoni, Oltre il cielo e poco più tardi, nel 1958, è la volta di Galaxy.
Il mensile di romanzi Galassia, diretto da L. R. Johannis alias Luigi Rapuzzi, prima di chiudere l'anno successivo pubblica solo cinque romanzi, tre dei quali però italiani, e vari racconti, per la maggior parte dello stesso Johannis, che è forse il primo autore italiano di romanzi di "archeologia spaziale".
Oltre il cielo (1957-1970), diretta dall'ing. Cesare Falessi, è invece un periodico tabloid che alterna opere di science fiction al consueto novero di articoli sull'aviazione e l'astronautica; dal 1962 la divulgazione scientifica viene separata dalla fantascienza e a quest'ultima viene dedicata l'intera sezione centrale. Alla guida della rivista si affianca nel primo anno Armando Silvestri, già attivo nell'anteguerra. Sulle pagine della rivista si concentrano - in particolare nel biennio 1958-1959 - i racconti di quattro dei principali autori dell'epoca: Ivo Prandin (che si firma "Max jr. Bohl" e "Ipran"), Renato Pestriniero ("Pi Erre"), Vincenzo Croce ("Vicro" e "Massimo Doncati"), Gianni Vicario ("G. Newman" e "A. G. Greene"); lo stesso Cesare Falessi scrive con sette pseudonimi diversi. Secondo Gianfranco De Turris "la fantascienza che scrivevano [...] era abbastanza diversa da quella americana, allora l'unica nota e tradotta, insieme a quella francese [...]. Falessi e Silvestri, più il secondo del primo, chiedevano ai loro collaboratori che si divulgasse l'astronautica attraverso la fantascienza, un po' come aveva fatto Hugo Gernsback negli anni venti". Al gruppo degli autori si aggiungerà però dal 1960 Lino Aldani ("N. L. Janda"), autore di una fantascienza "nuova", non più basata sulla space opera. In quasi quindici anni di vita la rivista pubblica 475 racconti e 12 romanzi a puntate di oltre cento autori italiani - anche con i loro veri nomi - formando due generazioni di lettori, critici e scrittori.
Alla rivista collabora anche il giornalista Peter Kolosimo (al secolo Pier Domenico Colosimo), che tiene una rubrica fissa in cui espone le basi di quelle teorie di "archeologia spaziale" che avrebbe poi sviluppato nei suoi numerosi best seller tradotti e pubblicati in tutto il mondo, facendone uno degli scrittori italiani più conosciuti all'estero negli anni sessanta e settanta. Nelle pagine della stessa rivista si cerca inoltre di fondare, senza però avere seguito, la prima associazione di autori di fantascienza in Italia (AAFS) nel 1959.
Galaxy, diretta da Riccardo Valente, è invece l'edizione italiana della rivista statunitense Galaxy Science Fiction, di cui riprende anche logo e grafica. Viene pubblicata dal 1958 al 1964 per 72 numeri, inizialmente da una piccola editrice, Due Mondi, poi dal 1959 alla Casa Editrice La Tribuna (CELT) di Piacenza, che istituirà anche una storica collana di fantascienza, Galassia (dal 1961 al 1979) curata alternativamente da Roberta Rambelli - la più importante scrittrice donna, nonché la maggiore traduttrice -, Ugo Malaguti, Vittorio Curtoni e Gianni Montanari e in ultimo dal solo Montanari; e la prima collana di libri non tascabili, Science Fiction Book Club, venduta per corrispondenza dal 1963 al 1979.
A testimonianza dell'aderenza del pubblico al canone fantascientifico da poco sviluppatosi oltreoceano, gli scrittori italiani dell'epoca pubblicano i loro racconti sotto pseudonimi rigorosamente anglosassoni: Gianfranco Briatore diventa John Bree; Ugo Malaguti si firma Hugh Maylon; Luigi Naviglio è Louis Navire o Lewis Flash; Roberta Rambelli utilizza il nome Robert Rainbell, al maschile, e numerosi altri pseudonimi; Carlo Bordoni, Charley B. Drums. Questi alcuni dei nomi che si ritrovano utilizzati nelle pubblicazioni della storica collana "Cosmo. I Capolavori della fantascienza", nota anche come I Romanzi del Cosmo, pubblicata da Ponzoni Editore di Milano per un decennio, dal 1957 al 1967 per ben 202 numeri (44 dei quali si devono in realtà ad autori italiani). I primi testi vengono selezionati da Giorgio Monicelli che, nascosto sotto lo pseudonimo di Tom Arno, trova così modo di curare contemporaneamente la principale concorrente di Urania.
Il crescente interesse popolare per il nuovo genere inizia a coinvolgere anche alcuni intellettuali e spinge alla fine del decennio la più prestigiosa casa editrice, Einaudi, a pubblicare un'antologia di racconti di fantascienza rimasta celebre, Le meraviglie del possibile (1959) a cura di Carlo Fruttero e Sergio Solmi, cui seguirà Il secondo libro della fantascienza (1962). Tuttavia - se si eccettuano pochi critici successivi come Carlo Pagetti o Renato Giovannoli - secondo P. Antonello "di fatto non c'è stata pressoché nessuna comunicazione fra una fandom attiva, organizzata, solerte, attenta, e un'élite culturale refrattaria se non addirittura insofferente nei confronti sia del genere che di tutto quanto associabile in senso lato alle scienze esatte".
Nell'ambito del teatro, esordisce nel 1960 la commedia satirica di Ennio Flaiano Un marziano a Roma, basata su un suo racconto pubblicato nel 1954; alla sua prima la commedia, interpretata da Vittorio Gassman, è un fiasco, ma in seguito diverrà una delle opere più note di Flaiano e la Rai ne realizzerà una versione televisiva nel 1983.

### Buzzati

Dino Buzzati (1906 – 1972)

Dino Buzzati, la cui letteratura appartiene al genere fantastico con molteplici spunti, si dedica al genere fantascientifico con il romanzo del 1960 Il grande ritratto, in cui descrive la realizzazione, in un misterioso centro di ricerche, di una gigantesca "Macchina Pensante", un superelaboratore inizialmente pensato per scopi militari in grado di riprodurre la coscienza umana.
C'è chi ha definito Il grande ritratto come uno dei primi se non addirittura "il primo romanzo italiano di fantascienza", in quanto appare svincolato sia dal gusto fumettistico degli albori del genere in Italia sia dall'influenza dell'intellettualismo anglosassone. Il romanzo suscita però, alla sua uscita, una certa delusione e molti dubbi perfino tra la critica solitamente favorevole all'autore, in quanto appartiene "a un genere allora considerato troppo «basso» da un sistema letterario che già faticava molto ad accettare il fantastico".
Buzzati scrive anche alcuni racconti fantascientifici, tra cui Il disco si posò, un incontro tra un prete alla don Camillo e gli extraterrestri, e 24 marzo 1958, una versione fantascientifica della Divina Commedia.

### Esordio della fantascienza al cinema

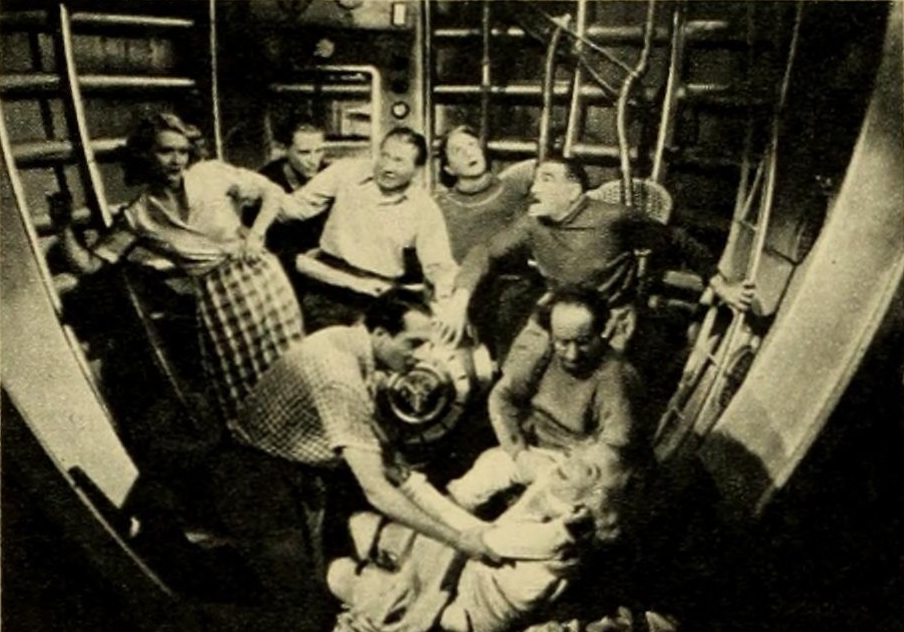
Mille chilometri al minuto! di Mario Mattoli (1939), una delle prime incursioni italiane nel cinema di fantascienza e primo film sonoro del genere.

È a partire dalla fine degli anni cinquanta - parallelamente a quello letterario - che si sviluppa un vero e proprio filone italiano della fantascienza al cinema. Dovendo stabilire una data precisa per la sua nascita, viene spesso indicato il 1958, anno in cui esce la prima pellicola italiana fantascientifica drammatica, non farsesca: La morte viene dallo spazio, per la regia di Paolo Heusch, con fotografia ed effetti speciali di Mario Bava. Il film di Heusch si inserisce in un filone di chiara origine statunitense.
Già in precedenza, a partire dagli anni venti-trenta, vi erano state comunque varie commedie fantastico-fantascientifiche, tra le quali Mille chilometri al minuto! (1939), una farsesca escursione nel fantastico di Mario Mattoli – uno dei primi voli verso il pianeta Marte, che però s'interrompe quasi sul nascere – o Baracca e burattini del 1954 per la regia di Sergio Corbucci. Tornando ancor a più indietro nel tempo, l'esordio della cinematografia italiana nella fantascienza è retrodatabile fino al 1910, con la commedia Un matrimonio interplanetario di Enrico Novelli (Yambo).
Il cinema di genere fantascientifico prodotto in Italia rimane per lo più al traino delle produzioni hollywoodiane, ma con molti meno mezzi a disposizione. La maggior parte delle pellicole sono pertanto film a basso costo girati in fretta ad imitazione di questo o quel successo americano, specie negli anni sessanta e ottanta quando vi è la maggiore produzione di film di questo genere a Cinecittà. Molto frequenti le contaminazioni con altri generi, anzitutto con l'horror e la commedia. Non mancano tuttavia eccezioni di una certa qualità, in particolare nel filone più legato alla fantascienza sociologica prodotto dalla fine degli anni sessanta a buona parte degli anni settanta, con film di satira sociale talora graffiante. Vari registi italiani del "cinema d'autore" si cimentano, seppure episodicamente, con la fantascienza.

### Fumetto negli anni cinquanta

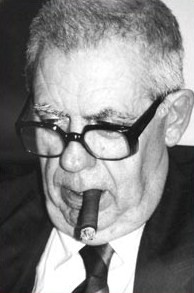
L'autore di fumetti umoristici Benito Jacovitti (1923 – 1997)

Parallelamente alle prime collane e riviste di racconti, la fantascienza si sviluppa negli anni cinquanta anche nei fumetti, che come si è visto avevano avuto un ruolo essenziale di anticipazione del genere fin dagli anni trenta. La seconda rivista specializzata in fantascienza in ordine di tempo, Mondi nuovi, del 1952, pubblica anche storie a fumetti a puntate: I pionieri della Via Lattea di un giovane Guido Buzzelli (con lo pseudonimo di Ludwidg Blyth), I corsari della galassia di Lombardi (con lo pseudonimo di Gagy), Il mistero del satellite H-15 su testi di Enrico de Boccard (con lo pseudonimo di E. Grafson) e disegni di Buzzelli, Il dottor Hodler di N. Pietramella. Tutti gli autori della rivista sono reduci della Repubblica Sociale Italiana sotto pseudonimo.
Buzzelli con la sua serie Alex l'eroe dello spazio (1952) ripercorre tutte le situazioni tipiche del genere; oltre a illustrare le copertine di Flash Gordon nello stesso periodo, Buzzelli disegna la serie I Marziani e Nolan, il pioniere dello spazio (1953) per i testi di Gabriele Gioggi, il quale è anche editore della rivista Mondi astrali nel 1955, erede di Mondi nuovi e sempre diretta da E. Beltrametti con illustrazioni e copertina di Buzzelli, ma in formato diverso e senza fumetti.
Grazie al successo del genere, le parodie e le storie umoristiche a fumetti sono molto numerose dagli anni cinquanta in poi, in particolare quelle di Jacovitti, per lo più pubblicate nel settimanale Il Giorno dei Ragazzi, tra cui varie storie di Pippo, Pertica e Palla (Pippo nella Luna, 1945; Pippo e la bomba comica, 1948; Pippo nel duemila, 1950; Pippo preistorico, 1956), alcune avventure di Tom Ficcanaso (1957-58) e le serie Gionni Galassia (1958-59), Baby Rocket (1963), Microciccio Spaccavento (1965), Arcicomiche stellari (1978). A un antefatto fantascientifico - un incidente di laboratorio - si deve anche la nascita nel 1952 di uno dei personaggi più popolari del fumetto italiano, l'umoristico Tiramolla, ideato da Roberto Renzi e creato graficamente da Giorgio Rebuffi, pubblicato per oltre 30 anni, fino alla fine degli anni ottanta. Anche molte storie disegnate in Italia di Topolino sono fantascientifiche e nel 1959 in Topolino e la dimensione Delta appare il personaggio di Atomino Bip Bip ideato da Romano Scarpa.

## Anni sessanta e settanta - La fantascienza sociologica

Lo scrittore e sceneggiatore Inisero Cremaschi (1928-2014), qui attore nello sceneggiato televisivo A come Andromeda.

Durante la direzione di Giorgio Monicelli, conclusasi nel 1961, la collana I romanzi di Urania - che dal 1957 si chiama semplicemente Urania - aveva pubblicato anche alcuni autori italiani, seppure solo sotto pseudonimi (o con nomi non italiani) dal 1955, in particolare L. R. Johannis. Dagli anni sessanta in poi - quando le copertine di Urania sono disegnate da Karel Thole e la direzione della collana viene assunta da Fruttero & Lucentini - invece vengono pubblicate solo traduzioni, per un lunghissimo periodo, ben 35 anni, destinato a concludersi nel 1990 con la pubblicazione dei primi vincitori del premio Urania. La scelta della collana più importante di pubblicare solo di rado autori italiani, nascondendoli sotto pseudonimi anglosassoni, e poi di non pubblicarli affatto ha la conseguenza di limitare lo sviluppo del settore in Italia, che rimarrà sempre più debole e meno considerato a confronto di altri Stati europei come la Francia.
Ernesto Gastaldi - futuro sceneggiatore cinematografico - costituisce uno dei rarissime casi di autori italiani pubblicati col proprio nome in una rivista statunitense, The Magazine of Fantasy and Science Fiction, nel 1965, con il racconto La fine dell'eternità (tradotto da Harry Harrison e inedito in Italia). Luigi Naviglio - il più prolifico autore dell'epoca sotto i nomi di Louis Navire e Lewis Flash - pubblica tra il 1963 e il 1967 ben 10 romanzi, tutti tradotti nelle collane dell'editore Ponzoni in Francia, tra i quali Un carro nel cielo (1965), edito anche in tedesco.
Per contro in Italia dagli anni sessanta si sviluppa un notevole fermento di pubblicazioni e autori, che in genere rivendicano non solo la firma ma - secondo G. De Turris - anche "un modo di intendere la fantascienza tutto italiano, in contrapposizione e in polemica all'esterofilia di Urania e all'imposizione di pseudonimi di Cosmo". Galaxy (1958-1964) e Galassia (1961-1979), assieme alla pubblicazione della fantascienza sociologica statunitense e New Wave britannica, iniziano a proporre in appendice racconti di autori dichiaratamente italiani, con lo scopo di valorizzare l'apporto e l'originalità della letteratura nazionale. Accanto a Roberta Rambelli, autrice di una fantascienza basata sugli stereotipi del genere, i nomi più noti sono Gilda Musa, Lino Aldani, Inisero Cremaschi, Sandro Sandrelli, autori che pur accettando tali convenzioni e stereotipi, secondo Carlo Pagetti sottolineano la necessità di introspezione psicologica, di una percezione "umana" dell'alieno e di un'indagine morale - in qualche modo scettica - sul trionfo della tecnologia.
La fantascienza italiana non è più quindi un banalissimo romanzo di avventure seppur proiettate nel cosmo e rese credibili da un approccio scientifico. Ma non è neppure solamente il locus di edificanti sermoni psico-filosofici e tanto meno sociologici. Tuttavia secondo Giuseppe Lippi pochi autori della fantascienza nazionale colgono l'occasione per una vera e propria originalità italiana, in quella che poteva essere, ma non lo divenne, una sorta di commedia all'italiana della fantascienza. Tra le eccezioni che egli cita: Mauro Antonio Miglieruolo con il suo romanzo Come ladro di notte, alcuni racconti di Sandro Sandrelli e Lino Aldani.
È soprattutto nei racconti che si esprime la capacità degli autori italiani di combinare l'immaginazione scientifica con gli universi soggettivi del fantastico, in particolare nei racconti che Inisero Cremaschi raccoglie in due antologie da lui curate, I labirinti del terzo pianeta (1964, con Gilda Musa) e Universo e dintorni (1978).
La collana antologica Interplanet (1962-1965), curata da Sandro Sandrelli e altri, raccoglie nei suoi sette volumi gli scrittori più raffinati del periodo: accanto a Primo Levi, Ennio Flaiano e Tommaso Landolfi compaiono Lino Aldani (già noto sotto lo pseudonimo di N. L. Janda) e Renato Pestriniero, due tra gli autori di maggiore spessore letterario.
Aldani scrive inoltre la prima opera critica sul fenomeno in Italia, La fantascienza (1962), e fonda nel 1963 un nuovo bimestrale, Futuro, la prima rivista interamente dedicata agli autori italiani. Curata oltre che da Aldani anche da Massimo Lo Jacono (già conosciuto sotto lo pseudonimo di L. J. Mauritius e Megalos Diekonos) e Giulio Raiola, Futuro ha però breve durata: solo otto numeri, fra il maggio-giugno 1963 e il novembre 1964. Tra gli autori di rilievo che fanno il loro esordio nelle sue pagine Riccardo Leveghi (1941-1985).
Gamma, una collana pubblicata tra il 1965 e il 1968 in formato tascabile e che all'inizio si presenta più come una rivista, prosegue il tentativo di promuovere una fantascienza italiana più seria e impegnata, obiettivo condiviso anche da Ugo Malaguti, già direttore di Galassia, che dà vita alla Libra Editrice che pubblica a partire dal 1967 il bimestrale Nova SF* (una rivista in formato libro) e la collana Gli Slan, distribuiti solo per posta o abbonamento, in cui compaiono anche alcuni scrittori italiani. La Libra cercherà di arrivare anche in edicola e libreria, incontrando tuttavia difficoltà tali da subire il fallimento nel 1980; dalle sue ceneri sorge la Perseo libri, la cui eredità verrà a sua volta raccolta nel 2007 da Elara libri, che prosegue la pubblicazione di Nova SF* rendendola la più longeva rivista del settore.
Nella seconda metà degli anni sessanta e negli anni settanta trionfa la "fantascienza sociologica", più impegnata rispetto all'ingenuo filone avventuroso degli esordi del genere, che ambisce a trattare temi adulti e socialmente rilevanti e a ritagliarsi un ruolo di rispetto nella letteratura nazionale e internazionale. Gli autori italiani tuttavia sono ancora alla ricerca di "una difficile mediazione tra la tradizione letteraria italiana e il realismo estremo della science fiction anglosassone degli anni sessanta". Malgrado la modernizzazione della società e dei costumi, la cultura italiana del dopoguerra, sia a destra sia a sinistra, "è caratterizzata da un'aperta diffidenza verso la scienza e la tecnica" - vista anche come una perniciosa "colonizzazione culturale" da parte degli USA - e "permane tra molti letterati italiani la nostalgia per la condizione rurale e il timore di un imbarbarimento dei valori prodotto dalla società di massa". Lino Aldani - secondo Domenico Gallo - "rappresenta con la propria scrittura le difficoltà e le contraddizioni di un'intera generazione" e il suo romanzo Quando le radici (1977) "incarna in sé la visione antitecnologica e catastrofista del marxismo critico".
Nella seconda metà degli anni sessanta l'editoria di fantascienza si riduce al minimo in una delle sue ricorrenti crisi, fino al 1970 quando un piccolo editore, Gianfranco Viviani, fonda l'Editrice Nord e introduce una nuova formula di inatteso successo: una collana di veri libri, con un formato ibrido fra il tascabile e quello tradizionale, destinati sia alle edicole sia alle librerie, e quindi prima cartonati e poi rilegati. Viviani intende così avvicinare i lettori di lingua italiana alla fantascienza e, in seguito, al fantasy, due generi in precedenza pressoché assenti nelle librerie, venendo affiancato da esperti quali Renato Prinzhofer, Riccardo Valla e in seguito Sandro Pergameno e Piergiorgio Nicolazzini. La Nord rimarrà per oltre trent'anni, fino agli anni duemila, la principale casa editrice specializzata, pubblicando nel corso del tempo una trentina di collane tra cui le longeve Cosmo (dal 1970 al 2007), Cosmo Oro (1970-2003) dedicata ai "classici" presentati - per la prima volta - in edizione integrale, Fantacollana (1973-2008), Narrativa Nord (1989-2009).
Dagli anni settanta in poi la fantascienza acquisisce un certo grado di legittimazione culturale che prima non aveva, grazie alle opere critiche di alcuni studiosi tra i quali Umberto Eco, Vittorio Spinazzola, Carlo Pagetti.
L'ingresso della fantascienza nelle librerie, in forma regolare e "impegnata", spinge anche gli editori generalisti, nel corso di tutti gli anni settanta, a creare numerose collane e riviste di fantascienza, anche se spesso di breve durata: tra le collane Andromeda, Delta, Sigma, Saga, Omega SF*, La Fantascienza, I Libri di Robot collegati alla rivista omonima, Sonzogno Fantascienza. Armenia Edizioni fa un tentativo più ambizioso, con collane dedicate alla fantascienza pura, all'orrore e a volumi antologici curati da Isaac Asimov; tale sforzo si scontra tuttavia con la crisi da superproduzione, con il culmine tra il 1978 e il 1979, che ben presto colpisce l'intero settore, provocato anche dall'ingresso in questo segmento di mercato delle editrici di libri tascabili, che inaugurano apposite sezioni come gli Oscar Fantascienza della Mondadori nel 1973, i Pocket Fantascienza - poi Fantapocket - della Longanesi dal 1975 al 1978, i BUR Fantascienza della Rizzoli (1978-1991).
Le riviste costituiscono degli esperimenti interessanti, anche se tutte sono destinate a una vita breve; tra queste Fantascienza (1976) di Ennio Ciscato Editore, La rivista di Isaac Asimov (1978-1979), primo tentativo di un'edizione italiana della statunitense Isaac Asimov's Science Fiction Magazine, Star Trek - La pista delle stelle (1978-1979) di Mondadori, curata da Fruttero & Lucentini, Aliens - Rivista di fantascienza (1979-1980) di Armenia; ma quella che è considerata la migliore delle riviste specializzate fa il suo esordio nelle edicole italiane nel 1976: Robot edita da Armenia e diretta da Vittorio Curtoni. Si contraddistingue per lo spazio dedicato alle rubriche e alla saggistica e nel proporre - assieme ad autori anglosassoni di alto livello e alcuni europei - anche opere innovative e polemiche di un piccolo gruppo di italiani che, facendo proprie "le pulsioni della fantascienza contemporanea anglosassone", secondo Domenico Gallo incentrano i propri racconti "su interessi linguistici, politici, di definizione dell'identità". È proprio su Robot che inizia lo sviluppo del dibattito sulle implicazioni politiche della fantascienza, tipica di questo periodo.
La rivista, dopo un periodo travagliato anche per le polemiche politiche e la pubblicazione solo come antologia, chiude nel 1979, ponendo fine a un'epoca della fantascienza italiana. Riaprirà, dopo un quarto di secolo, nel 2003. Curtoni è anche l'autore di un rilevante saggio dedicato alla storia della fantascienza italiana, Le frontiere dell'ignoto (1977).
Un qualche rilievo, e una sorta di riconoscimento del mondo accademico fu dato dal primo Convegno internazionale tenutosi a Palermo il 18 ottobre 1978, presso il Grand Hotel et des Palmes a cura e su iniziativa di Luigi Russo, titolare della cattedra di estetica presso l'Università di Palermo.
Tra i partecipanti figure di spicco internazionale della cultura letteraria e gli esponent di maggiore rilievo della fantascienza italiana: Arkadij Strugackij, Brian Aldiss, Danilo Arona, Silvio Ceccato, Giorgio Celli, Inisero Cremaschi, Vittorio Curtoni, Tullio De Mauro, Gillo Dorfles, Goffredo Fofi, Emilio Garroni, Fredric Jameson, Danilo Mainardi, Ferruccio Masini, Giusto Monaco, Gianni Montanari, Lucio Lombardo Radice, Luigi Russo, Gianfranco de Turris, Ugo Volli, Riccardo Valla, Roberto Vacca, Gianni Vattimo, Jean Baudrillard, Darko Suvin, Marc Angenot, Tatiana Chernisheva, Luigi de Nardis, Charles Elkins, Jacques Goimard, Jörg Hienger, Ion Hobana, Julius Kagarlitsky, Manfred Nagl, Rafail Nudelman, Franz Rottensteiner. Lo scrittore Gian Filippo Pizzo curò le schede e il profilo storico del libro Vent'anni di fantascienza in Italia, 1952-1972, con le testimonianze ed interventi di Lino Aldani, Ferruccio Alessandri, Luigi Cozzi, Gilda Musa, Armando Silvestri, Carlo Pagetti e la segretaria di redazione di Urania Andreina Negretti.

### Italo Calvino e le Cosmicomiche

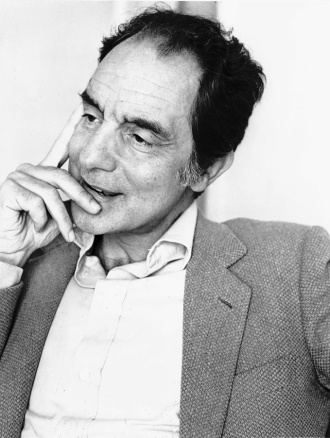
Italo Calvino (1923 – 1985)

Nella piena maturità della sua carriera letteraria Italo Calvino dimostra la propria ecletticità di scrittore pubblicando nel 1965 Le cosmicomiche, la sua prima raccolta di storie fantascientifiche umoristiche e paradossali relative all'universo, all'evoluzione a tempo e spazio, cui segue Ti con zero (1967), riunite e riproposte con varie storie inedite nelle successive raccolte La memoria del mondo e altre storie cosmicomiche (1968) e Cosmicomiche vecchie e nuove (1984). Per costruire i suoi racconti surreali ed esilaranti Calvino prende spunto da nozioni scientifiche, anzitutto astronomiche e cosmologiche, ma le discipline cui attinge nel corso degli anni sono assai diversificati ed eterogenee (geografia, genetica, cibernetica, botanica, geologia) tanto che la presenza della scienza nella sua opera è senza dubbio forte e decisiva.
Si tratta di storie difficili da classificare ed Eugenio Montale, nella sua recensione sul Corriere della Sera, parla di "fantascienza alla rovescia", perché proiettata "verso il più oscuro passato e non verso le conquiste della scienza futura".
Lo stesso Calvino - che pure si dichiara appassionato e divertito lettore di fantascienza - non le classifica all'interno del genere. Ad ogni modo con Le cosmicomiche la fantascienza italiana entra a pieno titolo nelle antologie scolastiche e uno dei racconti viene adattato nel programma televisivo della Rai Racconti di fantascienza del 1979, una delle poche occasioni in cui questo genere di letteratura viene presentato al grande pubblico nella TV italiana, recitato da alcune delle più grandi voci del teatro.

### Autori atipici

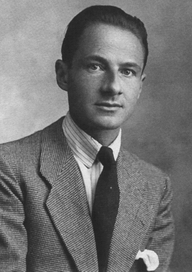
Guido Morselli (1912 – 1973)

Oltre a Calvino, negli anni sessanta e settanta sono numerosi gli autori "atipici" o "irregolari" della fantascienza italiana, cioè coloro che contribuiscono in modo indipendente e personalissimo al genere: Primo Levi con le sue antologie di racconti Storie naturali (1966; Premio Bagutta 1967) - tra i quali Il sesto giorno - e Vizio di forma (1971); Guido Morselli con il postapocalittico Dissipatio H. G. (1977) e due opere fantapolitiche tra le quali Roma senza papa (1975), in cui si descrive il futuro dello Stato Pontificio alla fine del Novecento che, sotto un papa irlandese Giovanni XXIV, diventa un centro della piena libertà di costumi e si abolisce il celibato ecclesiastico. Tra gli autori "atipici" rientrano anche Paolo Volponi (La macchina mondiale, 1965; Il pianeta irritabile, 1978) e Antonio Porta del Gruppo 63 con l'apocalittico Il re del magazzino (1978). Il futurologo Roberto Vacca - uno tra i pochissimi con un'autentica cultura scientifica - fa il suo esordio come scrittore di fantascienza e fantapolitica nel 1963-65 utilizzando gli stilemi del genere, giungendo però alla notorietà nel 1971 con il saggio di tema apocalittico Il medioevo prossimo venturo, utilizzato come base per il successivo romanzo La morte di megalopoli (1974).
Tra gli altri autori normalmente ascritti alla letteratura "mainstream" che producono incursioni fantascientifiche, oltre ai già citati Buzzati e Landolfi, vi sono Mario Soldati (Lo smeraldo, 1974), Anna Banti e Luce d'Eramo, in particolare col suo romanzo Partiranno (che contiene il racconto Il sogno dei marziani, del 1986), ma che già dalla metà degli anni sessanta si era cimentata col genere - secondo Vittorio Catani - con "pagine di una sorprendente apertura e lucidità" apparse su riviste mainstream e passate "praticamente inosservate, quando non accolte con sufficienza".

### Nascita del fandom

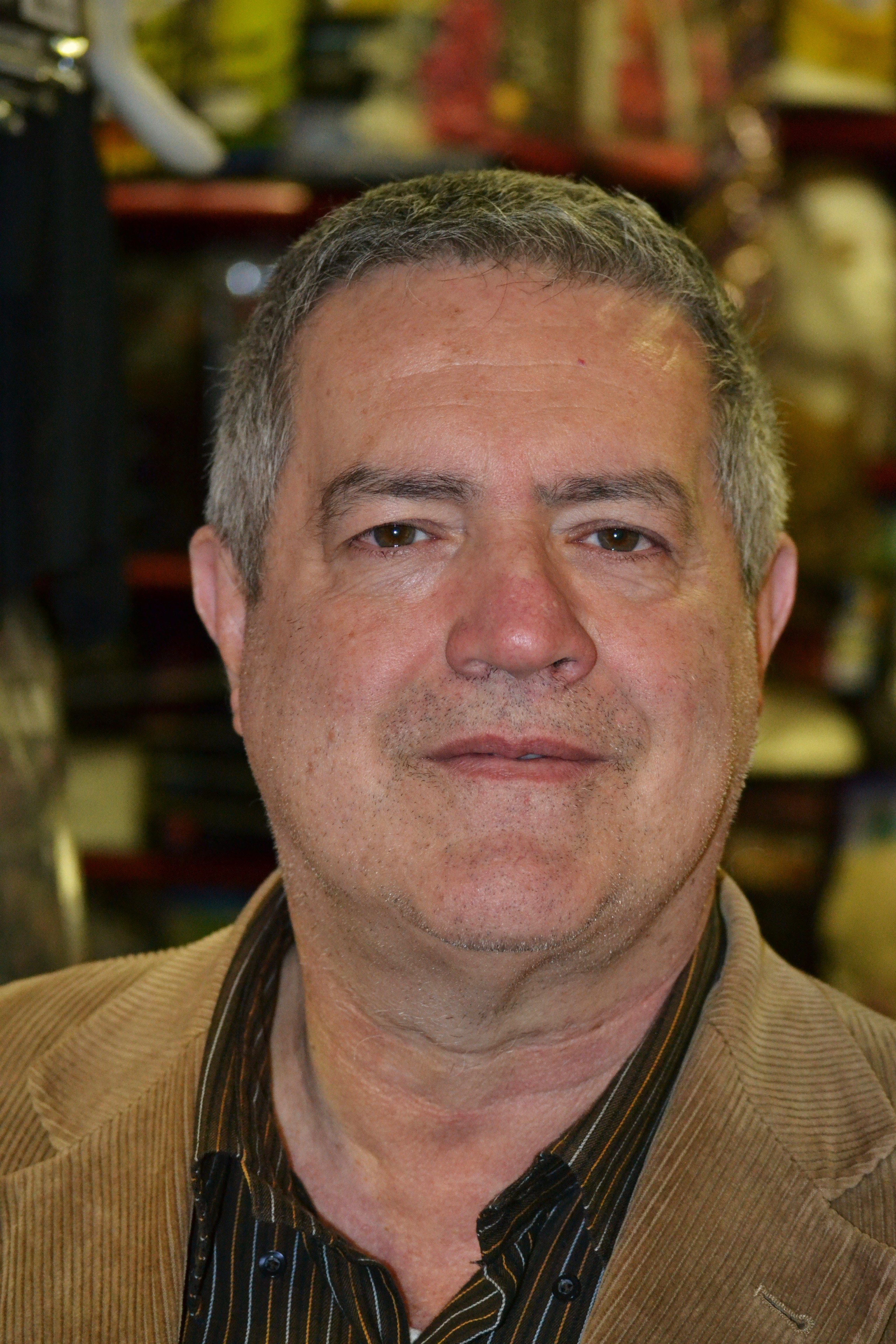
Luigi Cozzi, ideatore della prima fanzine italiana di fantascienza e in seguito regista di film fantascientifici.

Nei primi anni sessanta il pubblico in crescita degli appassionati, il fandom, dà vita a numerose riviste amatoriali (fanzine), il più delle volte pubblicate in ciclostile in poche centinaia di copie, che costituiscono un momento di passaggio per futuri scrittori come Vittorio Curtoni (in seguito direttore della collana Galassia e della rivista Robot) e Paolo Brera. La seconda generazione degli autori italiani di fantascienza ha la sua palestra proprio in questa prima ondata di fanzine, che esplode fra il 1962 e il 1965.
La prima fanzine italiana, Futuria Fantasia edita da Luigi Cozzi (poi regista di film fantascientifici e scrittore), è del 1962 ed è seguita alla metà degli anni sessanta da molte altre, tra cui L'Aspidistra e Verso le Stelle, quest'ultima ideata da Luigi Naviglio e destinata a evolversi nel decennio successivo in rivista distribuita in edicola; Naviglio, uno dei più prolifici autori dell'epoca, cura anche Nuovi Orizzonti, presto ribattezzata Numeri Unici, assieme a un giovane Vittorio Curtoni; Sevagram costituisce l'esordio di Riccardo Valla (primo curatore delle collane dell'Editrice Nord); sulla fanzine Nuove Dimensioni scrive il critico Carlo Pagetti.
Dopo un breve momento di notevole vitalità, il fenomeno delle fanzine ha tuttavia un improvviso tracollo nel 1965, per riprendere solo negli anni settanta.
La seconda fase del fandom si apre nel 1972, con la breve vita della fanzine Pulsar, cui seguono nel 1973 Kronos edita a Preganziol (Treviso) e nel 1974 Astralia in Sicilia.
Sulla strada già aperta da Pagetti negli anni sessanta nascono varie fanzine specializzate nella critica letteraria: Alternativa di Giuseppe Caimmi e Piergiorgio Nicolazzini (poi curatore delle collane Cosmo e Cosmo Oro della Nord), Un'Ambigua Utopia (1977-1982), dell'omonimo collettivo milanese di estrema sinistra di cui faceva parte Antonio Caronia, Crash a Genova, Fate largo! (1977) a Cagliari, infine la più longeva, Intercom, fondata nel 1979 a Palermo da Pippo Marcianò e proseguita a Genova da Bruno Valle e Domenico Gallo per quasi cento numeri, poi a Terni (fino al n. 149), per trasferirsi infine in rete nel 1997 diventando una webzine.
Tra le fanzine invece dedicate alla pubblicazione di narrativa la più importante è The Time Machine, edita a Padova e curata da Franco Stocco e Mauro Gaffo, promotrice di uno dei primi concorsi per narrativa inedita, il premio Mary Shelley; tra le altre riviste amatoriali Vox Futura di Milano, curata prima da Angelo De Ceglie e poi da Luigi Pachì, nella quale esordisce come illustratore Giuseppe Festino, Il Re in Giallo di Trieste, Dimensione Cosmica di Chieti, Nuove Dimensioni di Livorno. Va anche citata Proposta Sf, edita a Bologna dal 1978 al 1980, prima fanzine italiana interamente dedicata al cinema di fantascienza (nn. 1 e 2) e fantahorror (nn. 3 e 4), sorta di risposta del fandom al grande successo che all'epoca (1975-77) riscuotono le megarassegne del cinema di SF organizzate da Luigi Cozzi.
Iniziano nei primi anni settanta anche i convegni fantascientifici annuali, le convention di appassionati, a partire dalla prima SFIR (Science Fiction Italian Roundabout) che si tiene nel 1972 a Trieste, appuntamento poi ribattezzato Italcon. Questo evento annuale permette di consolidare il fandom su scala nazionale e assegnare quello che rimane il principale riconoscimento attribuito dal fandom, il Premio Italia, a partire dal 1972 e con cadenza annuale dal 1975. Tra gli animatori instancabili della Italcon, fin da subito, è Ernesto Vegetti (1943-2010), in seguito fondatore e presidente dell'associazione World SF Italia che riunirà critici e appassionati, e grande bibliografo della letteratura fantastica/fantascientifica italiana: il suo Catalogo della fantascienza, inizialmente cartaceo, poi trasferito su CD-ROM e infine online a partire dal 1998, è la maggiore risorsa bibliografica italiana, alimentata con la collaborazione di numerosi altri appassionati, tra cui anzitutto Pino Cottogni ed Ermes Bertoni.

### Il boom del cinema

Marcello Mastroianni nel film La decima vittima (1965)

Negli anni sessanta si assiste in Italia a un vero e proprio boom del cinema di genere, anche se la fantascienza riguarda relativamente pochi titoli e non grandi produzioni. Gli effetti speciali rimangono assai poveri rispetto alle produzioni hollywoodiane, i cast presentano attori allora pressoché sconosciuti, le sceneggiature sono spesso ingenue e traballanti e per lo più ricalcano schemi e modelli d'importazione.
Il filone più diffuso nella prima metà del decennio rimane l'avventura spaziale (con un chiaro richiamo alla space opera statunitense), di cui Antonio Margheriti è il maestro, assieme all'horror fantascientifico. Del 1960 è Space Men, primo film di Margheriti, destinato a dirigere sempre sotto pseudonimo. Il mulino delle donne di pietra (1960) di Giorgio Ferroni, considerato uno dei migliori fanta-horror, si basa sull'archetipo dello scienziato pazzo.
Nasce nel 1963 il Festival internazionale del film di fantascienza di Trieste, la prima e principale rassegna sul genere, destinata a svolgersi fino al 1982 (rinascendo nel 2000 come Science Plus Fiction), assegnando ogni anno il premio Asteroide al miglior film in concorso e facendo conoscere al pubblico italiano e internazionale anche le opere cinematografiche dell'est europeo.
Il 1965 è l'anno più prolifico per il cinema fantascientifico italiano. Di Margheriti escono quasi contemporaneamente quattro film e Mario Bava realizza una delle migliori pellicole di genere del periodo: Terrore nello spazio, tratto da un racconto di Renato Pestriniero. Nello stesso anno Elio Petri dirige un film di taglio molto diverso, La decima vittima (da un racconto di Robert Sheckley), interpretato per la prima volta da due celebrità: Marcello Mastroianni e Ursula Andress; è il migliore omaggio reso dal cinema italiano alla fantascienza sociologica che proprio in quegli anni sta iniziando a rinnovare il genere letterario.
Omicron del 1963, scritto e diretto da Ugo Gregoretti, è una satira sul conflitto di classe. Dell'anno successivo è Il disco volante di un giovane Tinto Brass, che prende lo spunto di un atterraggio di alieni nella campagna veneta per una satira sull'arretratezza di un'Italietta borghese e provinciale.
Subito dopo, tra il 1965 e il 1967, il cinema italiano viene letteralmente sommerso da una marea di film di fantaspionaggio a basso costo, per lo più in coproduzione con altri Paesi europei (da cui l'etichetta "eurospy"), ma senza pretese e girati in fretta per sfruttare l'onda del successo dei film di James Bond.

### Il cinema negli anni della contestazione

Il seme dell'uomo (1969) di Marco Ferreri

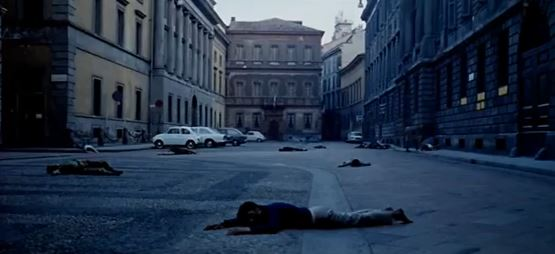
I cannibali di Liliana Cavani (1970)

Negli anni della contestazione anche nel cinema nasce l'interesse per la fantascienza sociologica e le storie fantastiche sono occasione per fare critica e satira a sfondo sociale. La satira e la parodia sono proprio - secondo Carlo Pagetti - forse l'unico vero ambito in cui la cinematografia italiana di fantascienza abbia saputo offrire contributi originali. Questo tipo di storie oltretutto, non richiedendo particolari effetti speciali o di scenografie elaborate, sono alla portata degli scarsi mezzi delle produzioni italiane.
H2S (1968) di Roberto Faenza racconta la ribellione contro una società tecnocratica e consumistica da parte di un giovane (il film rimane sequestrato per alcuni anni). Ecce Homo - I sopravvissuti (1969) di Bruno Gaburro presenta uno scenario post atomico. Luciano Salce gira Colpo di stato (1969), una graffiante commedia fantapolitica che mette in scena un'Italia in cui - per un errore del calcolatore - vince alle elezioni il Partito Comunista invece della Democrazia Cristiana, scatenando reazioni di panico. Il film tuttavia viene ostracizzato sia a destra sia a sinistra e rapidamente ritirato dalla circolazione. Del 1969 è anche Il seme dell'uomo, l'unico film di fantascienza girato da Marco Ferreri, a tema post-apocallitico.
Il film animato Vip - Mio fratello superuomo (1968) di Bruno Bozzetto è una parodia comica sia dei supereroi americani sia del consumismo imperante. Nel 1969 viene presentato al Festival internazionale del film di fantascienza di Trieste Il tunnel sotto il mondo, opera prima di Luigi Cozzi, ispirata al racconto omonimo di Frederik Pohl del 1955, un classico della satira del consumismo.
Liliana Cavani nel suo film del 1970 I cannibali riambienta a Milano in un prossimo futuro imprecisato l'Antigone di Sofocle in una riflessione critica sulla contestazione del Sessantotto. N.P. - Il segreto (1971) di Silvano Agosti condivide a sua volta la rilettura di un contesto fantascientifico e sociologico delle tesi libertarie sessantottine. Conviene far bene l'amore (1975) di Pasquale Festa Campanile - una pellicola satirica a cavallo con la commedia erotica all'italiana - immagina una civiltà del futuro che risolve la crisi energetica ricavando energia dal sesso.
Con la fantascienza sociologica si cimenta infine Ugo Tognazzi in veste di regista ne I viaggiatori della sera (1979), un film d'autore tratto dal romanzo omonimo di Umberto Simonetta, ambientato in un futuro distopico in cui non c'è posto per gli anziani.
Nel 1975 Luigi Cozzi e Ugo Malaguti organizzano al cinema Planetario di Roma una rassegna dedicata esclusivamente al cinema di fantascienza, che contribuisce a diffondere l'immaginario fantascientifico; nella capitale si teneva già ogni anno presso il Palazzo dei Congressi la mostra della tecnologia aerospaziale, durante la quale venivano proiettate pellicole di fantascienza; film di questo genere erano stati trasmessi a raffica dalla Rai anche durante la "notte della Luna" e nei giorni precedenti l'allunaggio dell'Apollo 11 (21 luglio 1969).
Alla fine degli anni settanta, il successo del film Guerre stellari (1977) fa tornare in auge il filone più spensierato dell'avventura spaziale. Luigi Cozzi realizza nel 1978 (con il nome Lewis Coates) la sua pellicola più celebre, Scontri stellari oltre la terza dimensione, una coproduzione italo-statunitense densa di citazioni ai classici del genere.

### La fantascienza alla televisione

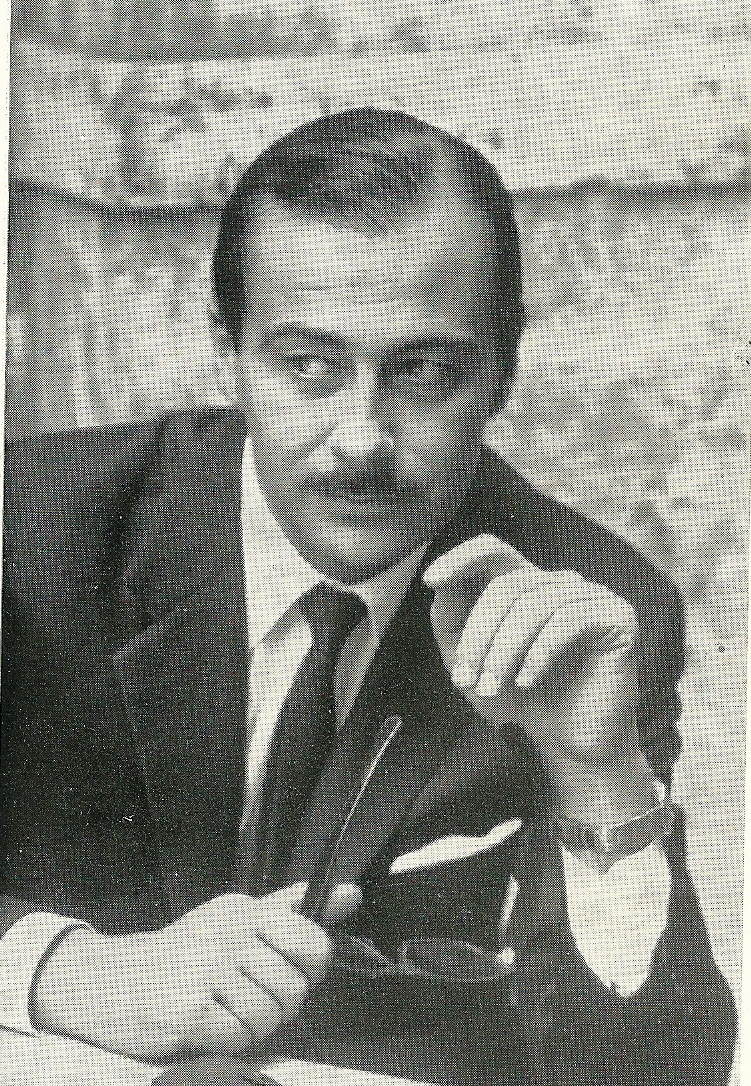
Il regista e sceneggiatore Daniele D'Anza (1922-1984)

Paola Pitagora, Tino Carraro e Luigi Vannucchi nello sceneggiato televisivo A come Andromeda (1972) di Vittorio Cottafavi.

Negli anni settanta la fantascienza si affaccia nella televisione italiana, con varie produzioni della Rai realizzate sulla scia del grande successo del primo sceneggiato televisivo di genere fantastico, Il segno del comando per la regia di Daniele D'Anza (1971), incentrato sul soprannaturale; D'Anza, appassionato di occulto e paranormale, riprenderà questi temi in varie produzioni del decennio, dando maggiore attenzione al genere fantascientifico.
Lo scrittore Inisero Cremaschi è sceneggiatore del primo e probabilmente più riuscito sceneggiato fantascientifico della Rai, A come Andromeda (1972), diretto da Vittorio Cottafavi, adattamento di un programma della BBC del 1961 scritto da Fred Hoyle e John Elliot e del romanzo omonimo del 1962.

Gamma (1975)

Seguono lo sceneggiato ESP (1973), un thriller a sfondo paranormale diretto da Daniele D'Anza e interpretato da Paolo Stoppa nei panni del sensitivo olandese Gerard Croiset.
Dal 1973 al 1975 viene coprodotta dalla Rai la prima delle due stagioni della serie televisiva britannica Spazio 1999 (Space: 1999), l'ultima ideata da Gerry e Sylvia Anderson; è una produzione all'avanguardia per l'epoca, ma la presenza italiana nel cast è assai ridotta e di scarso rilievo.
Lo sceneggiato Gamma (1975), per la regia di Salvatore Nocita su un soggetto di Fabrizio Trecca, propone una storia incentrata sul trapianto di cervello su un giovane pilota collaudatore automobilistico infortunato e sulle sue implicazioni etiche.
La traccia verde (1976) diretto da Silvio Maestranzi, con Sergio Fantoni e Paola Pitagora, è un giallo che ruota attorno a un tema da scienza di confine, la sensibilità delle piante. La sceneggiatura - una storia originale seppure con somiglianze con il romanzo Giungla domestica di Gilda Musa - è di Flavio Nicolini, che aveva firmato anche i precedenti ESP e Gamma.
Tralasciando Ritratto di donna velata (1975) e Il fauno di marmo (1977) - ascrivibili più che altro all'orrore e al gotico - il successivo sceneggiato fantascientifico è il film in due parti Extra del 1976 per la regia di Daniele D'Anza, un thriller a sfondo ufologico con Vittorio Mezzogiorno incentrato sugli "Uomini in nero" delle teorie del complotto statunitensi, che ricostruisce un caso di rapimento alieno a Pascagoula nel Mississippi avvenuto pochi anni prima, nel 1973.
La letteratura diventa protagonista nel programma Racconti di fantascienza del 1979 per la regia di Alessandro Blasetti, che in ognuna delle tre puntata presenta alcuni racconti di fantascienza letti da Arnoldo Foà e commentati dallo stesso Blasetti, seguiti da tre brevi telefilm di una decina di minuti ciascuno, ispirati a racconti o romanzi famosi, sempre in ambito fantascientifico. Tra questi, accanto ai maggiori autori anglosassoni, anche un racconto di Primo Levi. Il progetto di Blasetti è più ampio (6 puntate) ma viene tagliato dalla Rai, come pure la possibilità di un seguito.
Il decennio più fantascientifico della televisione italiana, destinato a non ripetersi, si chiude con uno sceneggiato dall'ambientazione distopica in tre puntate, Paura sul mondo (1979) per la regia di Domenico Campana, tratto dal romanzo L'uomo è forte di Corrado Alvaro e interpretato da Ugo Pagliai.

### Fumetto negli anni sessanta e settanta
Nei primi anni sessanta si assiste in Italia a una rinascita del filone dei supereroi fumettistici, nella più smaccata imitazione dei personaggi americani. I primi di questi nuovi supereroi tricolori sono due adolescenti che vivono avventure fantascientifiche: Junior, pubblicato sull'Intrepido, e Atlas sul Monello, entrambi del 1960. L'anno successivo appare Radar, prima sulla testata del Piccolo Sceriffo e poi su una propria, un personaggio più ingenuo e analogo al Superman degli anni cinquanta ma di un certo successo, tanto da venire pubblicato in un centinaio di episodi ed essere esportato in Inghilterra col nome di Wonderman. Atomik del 1962, ideato da Luciano Secchi e Paolo Piffarerio (pubblicato in appendice agli albi di Maschera Nera), appare invece ricalcato sul connazionale Misterix, tanto da essere dotato d'una analoga "tuta atomica".
Le spesso effimere produzioni italiane di genere supereroistico, incapaci di evolversi e di riscuotere un successo lontanamente paragonabile a quello degli americani o anche degli eroi nazionali degli anni quaranta, vengono messe in ombra dai supereroi statunitensi, in particolare quelli della Marvel Comics introdotti in Italia a partire dal 1970, che conquistano rapidamente un vasto pubblico. Sporadici i casi di supereroi italiani che compaiono dopo la fine degli anni sessanta: gli ultimi di essi, entrambi del 1974, sono probabilmente Medium, ideato da Rastignac (Romano Garofalo) su disegni di Giorgio Trevisan, in possesso di poteri mentali al limite del soprannaturale, e L'Ombra (da non confondere con l'omonimo personaggio di Pratt del 1964), ideato da Alfredo Castelli e Ferdinando Tacconi per il Corriere dei ragazzi, con il potere dell'invisibilità.
In parallelo al successo dei supereroi negli Stati Uniti si ha in Italia e in Europa quello del filone dei giustizieri mascherati, aggiornato e mescolato con il fumetto nero italiano: Lak Timo (1964), Atoman contro Killer (1965-66) di Roberto Diso e Santo D'Amico, Cosmik (1967) disegnato da Giorgio Chiaperotti, Jorgo (1969), Wampus (1969) ideato per il mercato francese da Marcel Navarro e disegnato da Lube (Luciano Bernasconi), Lak il giustiziere dello spazio (1970) di Raimar e Amapir.
Giovanni Ticci nel 1963, dopo avere illustrato fumetti western e fantascientifici destinati al mercato statunitense, disegna su testi di Gian Luigi Bonelli la miniserie Judok, una sorta di "Tex dello spazio" pubblicato nella Collana Rodeo. Dino Battaglia nel 1965 sul Corriere dei Piccoli pubblica I cinque della Selena su testi di Mino Milani, storia di fantascienza utopica con alieni buoni. Dal 1964 al 1966 viene pubblicato Kolosso, con avventure ispirate a quelle del più famoso Dick Fulmine che vedono un gigante muscoloso coinvolto in innumerevoli peripezie a sfondo comico, vissute nelle più svariate epoche storiche e luoghi del mondo viaggiando con una macchina del tempo.
Dalla seconda metà degli anni sessanta esplode anche in Italia il fenomeno delle eroine "fantasexy", sulla scia del successo della francese Barbarella. In questo filone avventuroso-erotico - decisamente più castigato in Italia rispetto all'estero - rientra Uranella (con un richiamo evidente alla collana fantascientifica italiana di maggiore successo), dal 1966 al 1968 su testi di Pier Carpi e disegni di Floriano Bozzi, con storie ambientate su sempre nuovi pianeti sconosciuti, ai confini tra fantascienza e fantasy; Uranella viene esportata anche in altri paesi europei tra cui Francia e Germania. Tra gli altri fumetti del filone fantasexy Alika (1965), Selene (1965), Gesebel (1966), Venus (1966), Astrella (1969), Destinazione Andromeda (1972) e Cosmine l'atomica del sesso (1973-1974), una ragazza robot in un futuro postatomico, con testi di Silverio Pisu e la partecipazione ai disegni per un numero di Milo Manara. Anche la più nota Valentina di Guido Crepax nasce da un fumetto fantascientifico, Neutron (1965), soppiantando ben presto il protagonista maschile; e se è vero che in seguito Valentina ritorna solo saltuariamente al genere fantascientifico, lo fa con storie sempre suggestive per l'originalità delle trame e per le ambientazioni oniriche (I sotterranei, 1966; L'astronave pirata, 1968).
Nell'ambito umoristico, tra il 1969 e il 1970 appaiono sulla rivista Psyco le Storie dello spazio profondo su testi di Francesco Guccini e disegni di Bonvi (che scrive anche le due ultime delle sette storie, riadattando due racconti di Robert Sheckley), dove traspare la satira sociale e una visione pessimistica del futuro. Bonvi realizza poi, dal 1973 al 1979, le Cronache del dopobomba, una serie di 43 brevi storie amare e sarcastiche che descrivono un mondo postapocalittico privo di qualsiasi speranza; le Cronache di Bonvi, rifiutate da vari editori, trovano pubblicazione e successo in Francia nel 1974. Guccini è anche autore nel 1972 del più noto ritratto postapocalittico del decennio con la sua canzone Il vecchio e il bambino (nell'album Radici).
Nel panorama della fantascienza distopica e satirica, molto significativa è l'opera di Guido Buzzelli, che nel 1978 realizza la controversa La rivolta dei racchi per la rivista Alter Alter, in cui utilizza la fantascienza per affrontare metaforicamente le tensioni sociali e le contraddizioni politiche del periodo. Anche la serie umoristica Jonny Logan (1972-1978) di Romano Garofalo e Leone Cimpellin utilizza spesso elementi fantascientifici e paranormali per realizzare una satira tagliente della società italiana degli anni settanta. Tilt (1969-1971), creato da Alfredo Castelli e Marco Baratelli con disegni di Bonvi per il Corriere dei Ragazzi, è un fumetto ironico e satirico che affronta temi fantascientifici dal punto di vista del mondo giovanile. Sullo stesso settimanale appare anche Lord Shark (1975) di Mino Milani e Giancarlo Alessandrini, serie avventurosa dalle ambientazioni fantascientifiche che ottiene un buon successo. Ancora sul versante della satira, ma con un registro più adulto e dissacrante, Francesco Tullio Altan realizza dal 1978 per la rivista Linus la serie Virus Psik, un fumetto distopico e surreale di satira politica che affronta con ironia temi legati al controllo sociale e alla tecnologia.
Nel 1971 appare nelle pagine de Il Giornalino delle Edizioni Paoline la serie Gli astrostoppisti, scritta da Alfredo Castelli e disegnata da Nevio Zeccara. Le avventure umoristiche dei due protagonisti, che iniziano e terminano sempre al "bar ai confini della galassia", anticipano di sette anni quelle della celeberrima Guida galattica per gli autostoppisti di Douglas Adams. Sempre sul Giornalino riappaiono dal 1976 le storie fantaspionistiche di Kriss Boyd, di Nevio Zeccara, un agente segreto del futuro dotato di poteri paranormali, che era apparso brevemente su Il Giorno dei Ragazzi nel 1968.
Nel 1973 fa il suo esordio Roberto Bonadimani, l'unico fumettista italiano a dedicarsi esclusivamente al genere fantascientifico, venendo pubblicato dalla Editrice Nord e raccogliendo nel corso del decennio vari premi di settore, in particolare con la raccolta Cittadini dello spazio (1977) in cui mostra la sua predilezione per la creazione di mondi alieni; Bonadimani si dedica ai personaggi femminili con Uri (1977 su Robot), in cui descrive un popolo di amazzoni, e con Anyha del 1980, a sua volta un'amazzone.
Guido Buzzelli, evolutosi come artista del fantastico e del perturbante con storie difficili e complesse, trova nel 1968 la fama in Francia, dove molte riviste accolgono a braccia aperte la sua opera di rottura, ricevendo poi la consacrazione anche in Italia con il premio Yellow Kid nel 1973, dove pubblica su Alter Alter (la sorella minore della rivista Linus) La guerra videologica (1978), un racconto fantapolitico sul potere della televisione.
Un raro fumetto che associa al genere fantascientifico il tema religioso è Crist-031, sceneggiato e disegnato da Giulio Bertoletti e pubblicato nel 1975, di cui esce solo il primo numero per le edizioni Universo. Tra i fumettisti sperimentali, di grande interesse è l'apporto di Gianni De Luca, che nella celebre serie poliziesca Il commissario Spada (1970-1982), scritta da Gianluigi Gonano, inserisce elementi fantascientifici in alcuni episodi come Fantasmi (1979) e L'uomo senza ricordi (1980), esplorando con originalità tematiche sociali e psicologiche.
Verso la fine del decennio Magnus dà vita a I briganti (1978), una vasta saga avventurosa ambientata in un medioevo fantascientifico, ispirata a un capolavoro della letteratura cinese del XIV secolo.

## Anni ottanta: ritorno al fandom
Gli anni ottanta si aprono con una situazione di crisi dovuta all'inflazione di pubblicazioni fantascientifiche verificatasi alla fine del decennio precedente, con opere spesso di scarsa qualità e originalità e un certo passaggio di lettori verso la fantasy e l'heroic fantasy, con l'interesse crescente per le opere di J. R. R. Tolkien e i giochi di ruolo.
Con la chiusura nel 1979 della rivista Robot, la fantascienza italiana - con particolare riferimento alla fantascienza sociologica sopravvissuta - è come "costretta alla clandestinità", rivolgendosi principalmente al mercato ristretto delle fanzine per appassionati, ancora una volta ciclostilate almeno fino all'avvento di Internet negli anni novanta. Le principali testate si chiamano Lucifero, Intercom (nata nel 1979), TDS - The Dark Side (1981-1991) di Vercelli, fondata da Giampiero Prassi e diretta per un certo periodo da Franco Ricciardiello (futuro vincitore del Premio Urania), Un'ambigua utopia (1977-1982), dove si sviluppa la discussione su politica e fantascienza. In quegli anni come punto di riferimento di una larga parte del mondo culturale legato al fantastico e alla fantascienza diventa Dimensione Cosmica, fanzine e in seguito rivista a tutti gli effetti, fondata nel 1978 da Michele Martino e in seguito diretta da Anna Rinopaoli e Renato Pestriniero.
Intanto, senza più un freno e un filtro costituito dalle esigenze commerciali degli editori, secondo Domenico Gallo "si sviluppa una fantascienza radicale, oltraggiosa, orientata alla letteratura ufficiale per violentarla, deriderla, sussumerla, desiderarla come un corpo da amare." Tra i principali autori-attivisti di questi anni vi sono Daniele Ganapini, Gianluigi Pilu, Daniele Brolli, Claudio Asciuti e Domenico Gallo, a cui si aggiungono successivamente Franco Ricciardiello, Roberto Sturm e Danilo Santoni.
All'inizio degli anni ottanta si verifica dunque un boom della microeditoria amatoriale di fantascienza e si apre quella che Silvio Sosio ha definito "l'era dei grandi club", la terza fase storica del fandom. Se in precedenza le fanzine erano iniziativa di piccoli gruppi di tre o quattro persone, dopo la convention europea di Stresa del 1980 (la seconda che si svolge in Italia) nascono le grandi organizzazioni amatoriali, con centinaia di soci e sedi nelle grandi città; tra queste l'ANASF (Associazione Nazionale Amatori della SF) di Roma (1979) animata da Gianni Pilo, City a Milano, promosso soprattutto da Mario Sumiraschi, che pubblica numerose fanzine: L'Altro Spazio di Luigi Pachì, La Spada Spezzata (Silvio Sosio e Paolo Pavesi), Maelstrom, Millennium e altre. Da costole dello Space Opera Club di Torino, promosso da Gianfranco Briatore (già noto come autore con lo pseudonimo di John Bree), nascono lo Space O Club di Aosta (che attiva il premio Courmayeur) e lo Star Trek Italian Club (STIC), destinato a diventare nel 2001 il club ufficiale di Star Trek in Italia pubblicando la rivista cartacea Inside Star Trek Magazine.
Oltre alle grandi organizzazioni prosegue l'attività anche di club più piccoli, che pubblicano a loro volta varie fanzine, che in questi anni passano dal ciclostile alle fotocopie e alla stampa offset, migliorando la grafica e cominciando ad adottare il desktop publishing dalla seconda metà degli anni ottanta. Non mancano in ambito amatoriale le pubblicazioni umoristiche.
Nella seconda metà degli anni ottanta l'attività si concentra sulla creazione di numerosi premi letterari (in genere aperti a tutti i rami del fantastico), togliendo così spazio alle fanzine, che vedono un periodo di stasi.
Nel 1977 era nato il Premio Lovecraft (senza alcuna relazione con l'omonimo concorso organizzato da Delos Books dal 1994), ad opera di Gian Filippo Pizzo, con sponsor l'Editrice Nord, riservato a racconti di fantascienza, horror e fantasy, inediti o editi. Scomparso negli anni successivi, verrà rilanciato da Pietro Borgo dal 1997 al 2008 col nome di premio Akery (dall'antico nome della città di Acerra in cui viene bandito). Tra i più importanti e longevi il Premio Courmayeur, per racconti brevi di genere fantastico, attivo fino al 2000 e promosso dal comune di Courmayeur in collaborazione con lo Space O club di Aosta e Keltia Editrice.
Nel 1986 l'epoca dei grandi club si avvia già al tramonto e solo poche fanzine di fantascienza sono destinate a sopravvivere, mentre si verifica parallelamente una crescita dell'interesse intorno al fantasy. In tale ambito assume importanza il Premio Tolkien, organizzato dal 1980 al 1990 dall'editore Solfanelli di Chieti e presieduto per diversi anni da Oreste Del Buono.
La rivista Intercom è tra le poche a proseguire le pubblicazioni (istituendo nel 1993 un omonimo premio letterario); dopo la chiusura di THX 1138, Antonio Scacco fonda nel 1986 Future Shock. Nascono anche altre riviste amatoriali, ma di breve durata.
Dal lato professionale, a partire dal 1984-1985 i principali editori, per una serie di circostanze, iniziano a dare spazio ai romanzi di qualità di autori italiani "non realistici", anche esordienti, che iniziano così a pubblicare in collane di narrativa generalista, senza particolari etichette, le proprie opere fantascientifiche, dell'orrore, gotiche e fantastiche. Dopo il poliziesco e lo spionaggio, alla fine del decennio anche generi del fantastico vengono dunque accettati a pieno titolo nelle collane dei maggiori editori. Stefano Benni pubblica nel 1983 Terra!, una romanzo postapocalittico e satirico di successo, la prima di molte sue opere umoristico-fantascientifiche.
Emerge anche un gruppo di giovani scrittrici, tra le quali anzitutto Daniela Piegai, che con Il mondo non è nostro (1989) crea una versione tecnologica del Castello di Franz Kafka.
Fruttero & Lucentini nel frattempo iniziano a pubblicare nel 1983 la collana I Massimi della Fantascienza (proseguita fino al 2004), una serie di grossi volumi in cui raccolgono i capolavori dei maggiori autori del passato (seppure senza apparato critico e ancora con le vecchie traduzioni); inizia anche un certo interesse anche per i "precursori", gli autori di narrativa fantastica e fantascientifica dimenticata dell'Ottocento e del primo Novecento, con le collane dell'editrice Solfanelli, che pubblica il maggior numero di opere italiane contemporanee.
Negli anni ottanta la casa editrice Nord nella sua collana Cosmo Argento persegue con costanza la proposta di autori italiani di fantascienza pubblicando vari romanzi.
Sta giungendo nel frattempo il cyberpunk - nato negli Stati Uniti nella prima metà degli anni ottanta - che però si sviluppa in Italia più tardi, soprattutto dagli inizi del decennio successivo.

### Cinema e televisione

Una scena di 2019 - Dopo la caduta di New York di Sergio Martino (1983)

Nel 1981 viene istituito a Roma il Fantafestival (Mostra internazionale del cinema di fantascienza e del fantastico), mentre l'anno successivo chiude lo storico Festival del film di fantascienza di Trieste.
Nell'ambito del cinema popolare si verifica agli inizi degli anni ottanta un tentativo di costruire una "nuova fantascienza all'italiana" sull'imitazione di fortunati film americani a partire da Guerre stellari, spesso mischiato al postapocalittico e al nuovo horror italiano. Il filone cinematografico postapocalittico, prodotti sulla scia dei film di successo di Mad Max e sul mito dell'anarchia e della violenza nei ghetti metropolitani, dura però pochi anni; tra i registi vede Enzo G. Castellari (1990 - I guerrieri del Bronx, I nuovi barbari del 1982 e Fuga dal Bronx del 1983), Sergio Martino (2019 - Dopo la caduta di New York, del 1983). Antonio Margheriti gira Il mondo di Yor (1983), coprodotto dalla Rai TV e tratto dal fumetto argentino Yor, il cacciatore di Juan Zanotto e Ray Collins, una storia di science fantasy; Lucio Fulci gira I guerrieri dell'anno 2072 (1984).
Umberto Tozzi nel 1982 con la hit di successo Eva canta un messaggio di speranza sullo sfondo di uno scenario apocalittico postatomico.
Nella seconda metà del decennio il successo internazionale di Terminator e RoboCop dissemina nel cinema italiano una serie di cloni a basso e bassissimo costo a base di androidi, cyborg e viaggi nel tempo. Alla fine degli anni ottanta il filone - che ha stentato a caratterizzarsi come "genere" - entra inevitabilmente in crisi, seguito da tutto il cinema italiano. Il decennio si chiude con l'ultimo film fantascientifico di Margheriti/Dawson, Alien degli abissi (1989), un fanta-horror dai toni ecologisti. Lo stesso regista ha girato due anni prima per la Rai - su un progetto di Renato Castellani - lo sceneggiato televisivo L'isola del tesoro (1987), trasposizione fantascientifica del romanzo di Stevenson ambientata nello spazio. Primo kolossal interamente prodotto dalla Rai, L'isola del tesoro - girato con un cast internazionale e un budget ben superiore a quello di ogni altra produzione fantascientifica italiana per il cinema o la televisione - tuttavia rimane largamente ignorato, anche nella stessa televisione italiana.

### Fumetto negli anni ottanta

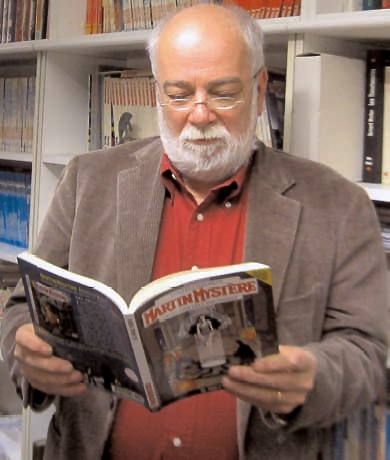
Alfredo Castelli, ideatore e curatore di Martin Mystère

Nasce nel 1982 Martin Mystère, il "detective dell'impossibile" ideato da Alfredo Castelli su disegni di Giancarlo Alessandrini ed edito da Sergio Bonelli Editore, che si muove in quell'area ai confini tra scienza e fantascienza soprannominata "archeologia misteriosa", definita dai best seller di Peter Kolosimo ed Erich von Däniken negli anni sessanta e settanta. Le sue storie puntigliosamente documentate spaziano ampiamente tra miti antichi e moderni e ricerca storica, Atlantide e altri continenti perduti, UFO e Uomini in nero, teorie del complotto e parapsicologia. Pubblicato da oltre 35 anni, è uno dei più longevi fumetti italiani, venendo tradotto in numerose lingue, inclusa una miniserie negli Stati Uniti edita da Dark Horse nel 1999.
Dal 1980 fino al 1986 sulla rivista Frigidaire vede la luce la seconda incarnazione di Ranxerox, con i testi dell'ideatore Stefano Tamburini e i disegni di Tanino Liberatore, nato nel 1978 con i disegni di Andrea Pazienza. Il protagonista è un robot con sembianze umane costruito da pezzi di una fotocopiatrice, dotato di una grande forza fisica e di una feroce violenza. Secondo Valerio Evangelisti, Ranxerox precorre il cyberpunk, "ponendone i presupposti prima che approdasse in Italia e anticipando di un bel po' le atmosfere di Blade Runner".
Anche altre riviste, sulla scia del successo della francese Métal Hurlant, si rivolgono al fantastico, come Totem, nata nel 1980, che predilige storie brevi e pubblica però pochi autori italiani. Di lì a poco, nel 1981, esce la versione italiana di Métal Hurlant, edita per tre anni.
Negli anni ottanta Magnus dà vita a uno dei suoi personaggi più riusciti con Milady nel 3000 (1980-1984), che mescola cultura cinese con ambientazioni alla Flash Gordon, erotismo e tecnologia, facendo il ritratto di un futuro non ipertrofico e ipertecnologico, quanto piuttosto aristocratico e decadente; il fumetto viene pubblicato anche in lingua francese su Métal Hurlant. Nel 1985 Paolo Eleuteri Serpieri dà avvio alla serie postapocalittica Morbus Gravis che ha per protagonista la sensuale Druuna, una serie caratterizzata da contenuti di sesso e violenza molto espliciti, proseguita fino al 2004 e tradotta in più lingue.
Nel 1980 appare a puntate sulle pagine de Il Giornalino delle Edizioni Paoline Ulix, capolavoro fumettistico di Alfredo Brasioli, storia densa di metafore ambientata in un futuro postapocalittico ispirata all'Odissea; nel 1987 sulla stessa rivista è la volta di Paulus, disegnato da Gianni De Luca su testi di don Tommaso Mastrandrea, versione fantascientifica della storia di Paolo di Tarso ambientata in un lontano futuro dominato da un impero galattico, una delle più originali storie del maestro de Luca e l'opera più ambiziosa della sua carriera.

## Anni novanta

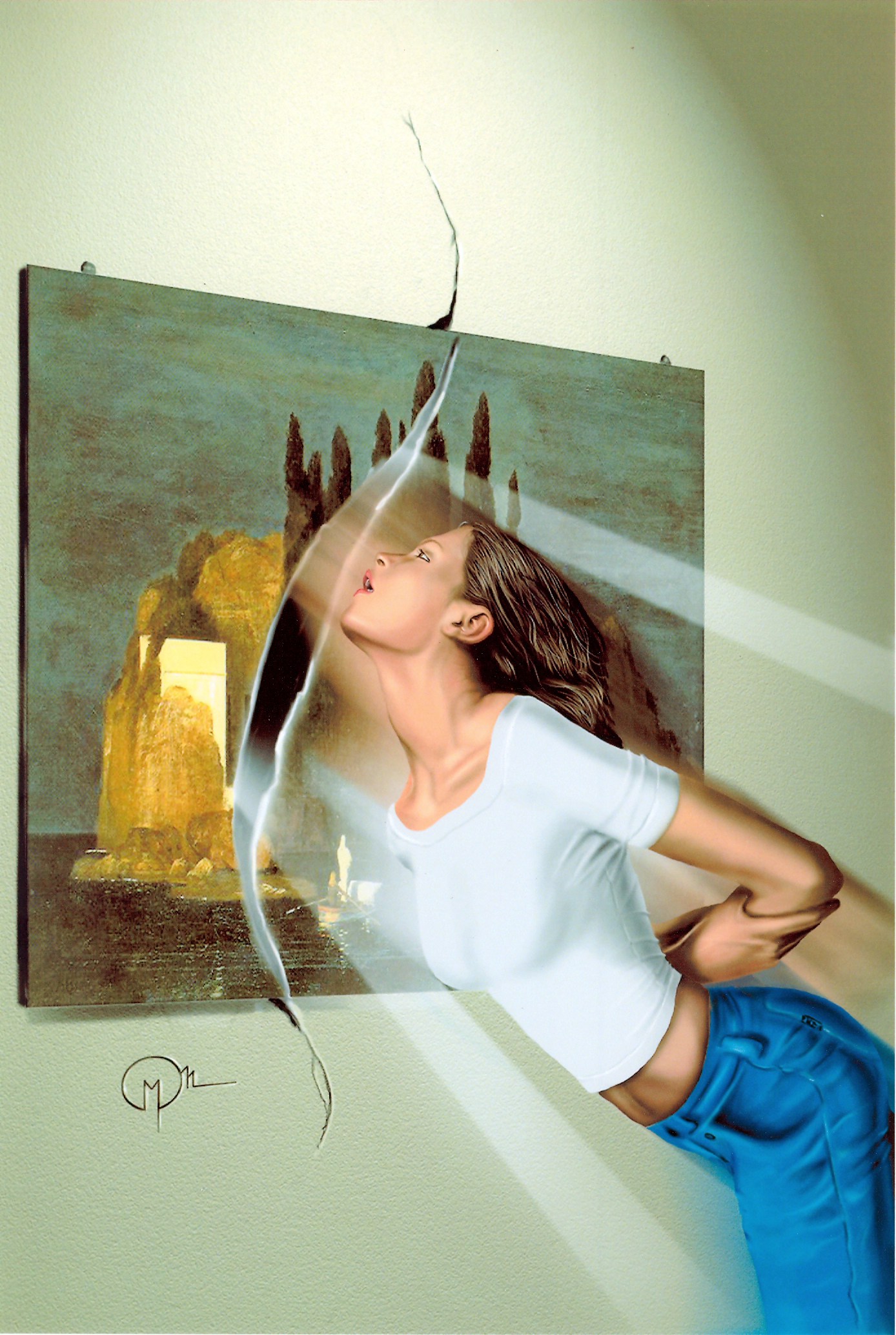
Originale di Maurizio Manzieri per la copertina del romanzo Ai margini del caos (1998) di Franco Ricciardiello, Urania Mondadori

### L'ondata cyberpunk
L'ondata del cyberpunk, dopo i primi articoli su riviste specializzate, emerge nei media generalisti italiani a partire dal 1989; nel 1990 esce Cyberpunk - Antologia di testi politici curata da Raffaele Scelsi, che diventa rapidamente il testo di riferimento. Il cyberpunk italiano si sviluppa dunque soprattutto nella prima metà degli anni novanta, anche grazie all'edizione italiana della rivista Isaac Asimov's Science Fiction Magazine - passata nel corso degli anni ottanta per varie editrici - che tra il 1993 e il 1995 viene diretta da Daniele Brolli in chiave esplicitamente cyber. La tendenza emergente trova spazio nelle pubblicazioni della casa editrice cooperativa Shake edizioni underground di Milano, che pubblica dal 1986 al 1998 la rivista Decoder promossa da Primo Moroni, e nella prima metà degli anni novanta viene esplorato nelle pubblicazioni dell'editrice Synergon di Bologna, con opere di Pino Blasone, Pina D'Aria, Vanni De Simone e Lorenzo Miglioli. La Shake, attenta alle nuove forme di comunicazione, fa uscire varie opere pensate per il video e distribuite in VHS, come la videozine Cyperpunk, avvia nel 1991 una BBS cyberpunk all'interno della rete FidoNet e nel 1992 al centro sociale Conchetta dà vita al primo esperimento italiano di televisione interattiva. Poco dopo, a metà degli anni novanta, si ha l'esplosione anche in Italia di Internet con la diffusione del World Wide Web.
Nicoletta Vallorani dà vita a un breve ciclo di successo con il noir cyberpunk Il cuore finto di DR (1992; premio Urania, tradotto in Francia da Gallimard) e il seguito DReam box (1997). Alessandro Vietti esordisce nel 1996 vincendo l'ultimo Premio Cosmo con Cyberworld.
Nel 1999, come a conclusione di questa fase storica, esce Sangue sintetico - Antologia del cyberpunk italiano con racconti di Vittorio Catani, Franco Forte, Domenico Gallo, Francesco Grasso, Alberto Henriet, Franco Ricciardiello, Danilo Santoni, Roberto Sturm (curatore della raccolta) e, soprattutto, Giuseppe De Rosa ed Emiliano Farinella.
Ci sono tuttavia le eccezioni. Paolo Aresi continua il suo discorso di ritorno umanistico allo spazio con un altro romanzo pubblicato dalla Nord nella seria Cosmo Argento: Il giorno della sfida non rimuove le suggestioni informatiche, ma punta decisamente la sua attenzione sul rapporto tra l'uomo e il cosmo.
Dopo l'esaurirsi della lunga onda cyberpunk, alle soglie del nuovo millennio vari autori italiani, non trovando altre valide alternative nella fantascienza, passano ad altri generi, come il noir (nel caso di Sturm), l'horror o l'urban fantasy.

### I premi Urania

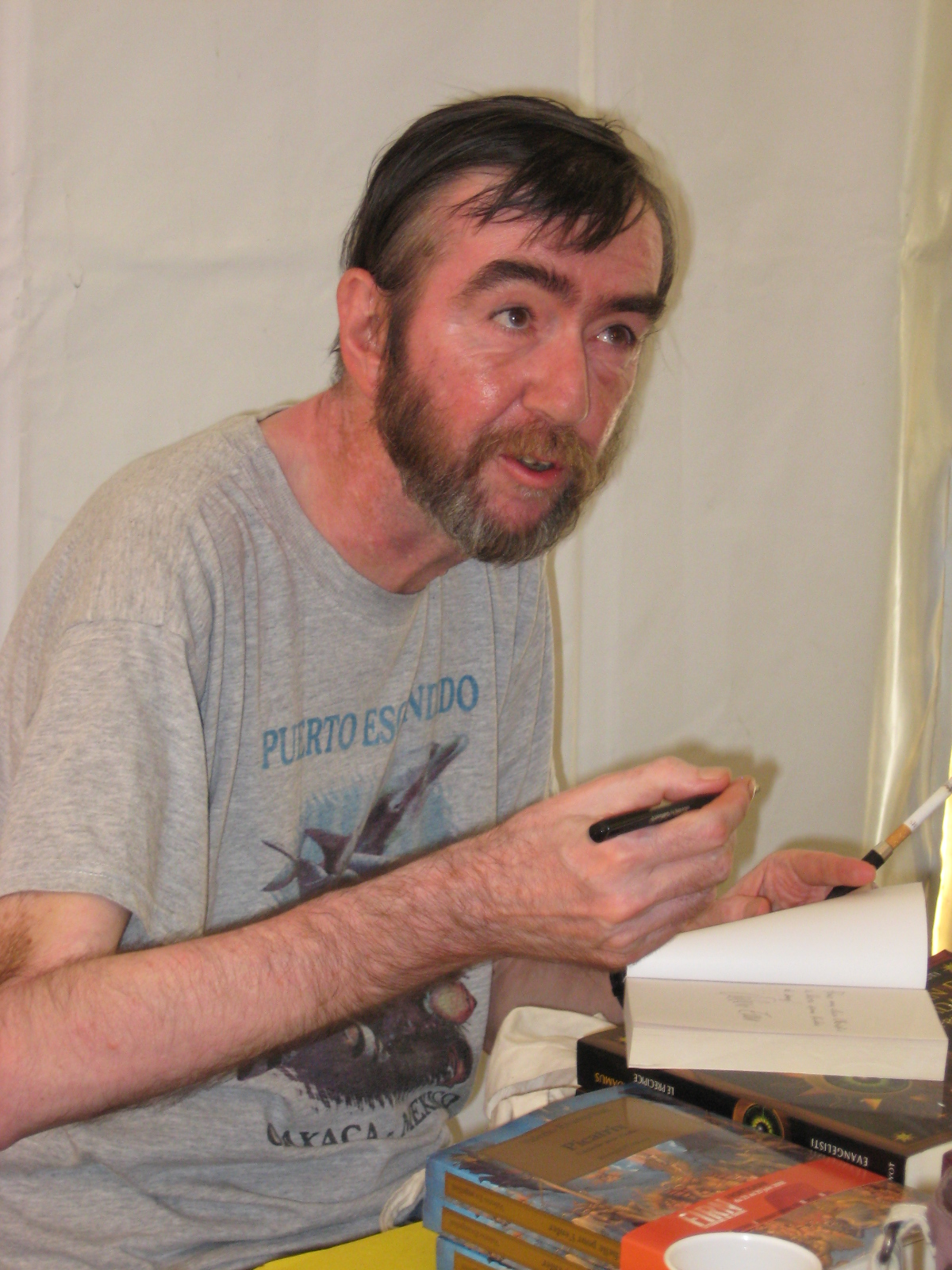
Valerio Evangelisti (1952-2022)

Dal 1989, interrompendo un lungo periodo di 35 anni in cui non aveva più pubblicato autori italiani, la collana Urania di Mondadori istituisce il Premio Urania, vinto nella sua prima edizione da Vittorio Catani con Gli universi di Moras. Il premio diviene, grazie alla diffusione della collana, il principale concorso letterario per autori italiani di fantascienza, scoprendo e lanciando nel corso degli anni novanta autori come Nicoletta Vallorani (Il cuore finto di DR, 1993), Luca Masali (I biplani di D'Annunzio, 1996), Massimo Mongai (Memorie di un cuoco d'astronave, 1997), Francesco Grasso (Ai due lati del muro, 1992; 2038: La rivolta, 2000), Massimo Pietroselli (Miraggi di silicio, 1995), ma soprattutto Valerio Evangelisti con Nicolas Eymerich, inquisitore (1994). Evangelisti è colui che realizza le maggiori vendite dell'intera collana con la sua serie di romanzi sull'inquisitore Eymerich - in continua contaminazione tra fantascienza e gotico, romanzo storico e horror - divenendo l'autore italiano di fantascienza di maggiore successo e riuscendo a conquistare un pubblico molto più vasto di quello legato al genere.
Attivo anche nel campo della critica letteraria e sociale, Valerio Evangelisti è inoltre uno dei precursori, dopo Vittorio Curtoni, della comunità telematica fantascientifica italiana come assiduo frequentatore di sf.ita, la conferenza FidoNet dedicata alla fantascienza. Fonda inoltre nel 2000 la webzine Carmilla on line, inizialmente pubblicata su carta, dedicata alla critica sul fantastico utilizzando un'ottica politica di sinistra radicale.
Un'altra rivista semiprofessionale che nasce negli anni novanta è Settimo Inchiostro, edita dal club torinese Altroquando; ma verso la metà del decennio si avvia nel fandom la nuova fase, quella telematica, che ne permette una diffusione molto più ampia. Nel 1994 viene infatti distribuita nella rete delle BBS la rivista elettronica Delos Cyberzine, curata da Silvio Sosio e Luigi Pachì, che dall'aprile dell'anno successivo diventa una delle prime riviste sul World Wide Web in Italia assumendo il nome di Delos Science Fiction. Nel 1997 esordiscono in rete Metropolis, curata da Giuseppe Ferri e Maurizio Scarabelli, e il Corriere della Fantascienza lanciato da Luigi Pachì. Nel 1998, dopo quasi vent'anni di vita su carta, si trasferisce in rete anche la decana delle fanzine italiane, Intercom, proseguendo la sua attività per un ulteriore decennio, fino al 2010.

### Cinema e fumetto negli anni novanta

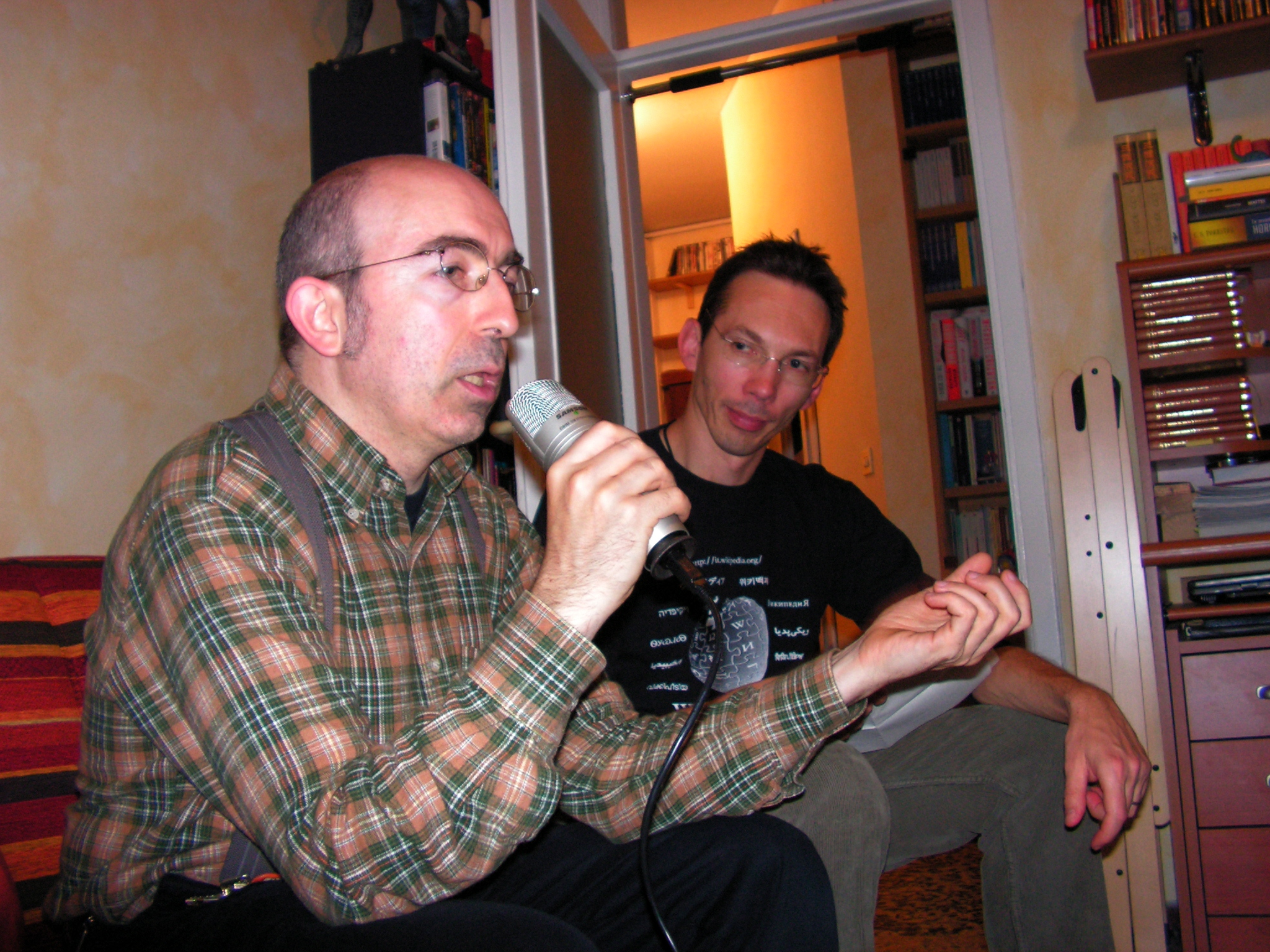
Lo sceneggiatore Antonio Serra, ideatore assieme a Michele Medda e Bepi Vigna di Nathan Never

Nel gennaio 1991 esce l'unica rivista italiana a fumetti esclusivamente dedicata alla fantascienza, Cyborg, una pubblicazione d'avanguardia edita dalla Star Comics che riserva una speciale attenzione per il cyberpunk e dura sette numeri. Nell'agosto dello stesso anno fa il suo esordio la serie Nathan Never di Medda, Serra & Vigna, albo edito da Sergio Bonelli Editore che già pubblicava Martin Mystère. Nathan Never è una sorta di investigatore in un mondo futuro distopico con atmosfere noir che ricorda da vicino il film Blade Runner e le sue storie a intreccio poliziesco toccano un po' tutti i temi e i generi della fantascienza, dalla space opera al filone apocalittico al cyberpunk, citando invariabilmente, nella trama o nei personaggi, opere classiche della fantascienza letteraria, cinematografica o fumettistica. Edito da oltre venticinque anni, Nathan Never diviene la principale e più longeva serie di fumetti di genere fantascientifico in Italia e dà vita a vari spin-off, tra cui Legs Weaver (1995-2005). Il personaggio di Nathan Never viene parodiato nella serie umoristica di successo Arthur King (1993) di Lorenzo Bartoli e Andrea Domestici. La Bonelli dal 1992 al 1999 pubblica inoltre Zona X, nato come spin off di Martin Mystère (che ospita varie miniserie tra cui Legione stellare e Robinson Hart); Brendon (dal 1998), un postapocalittico orientato al fantasy-horror ambientato in un futuro simil medioevale, e dal 1999 al 2004 Jonathan Steele, una contaminazione science fantasy (serie proseguita da Star Comics fino al 2008). La Star Comics pubblica Lazarus Ledd di Ade Capone, il più longevo bonellide non edito dalla Bonelli, uscito regolarmente dal 1992 fino al 2006, e Hammer, ideato da Riccardo Borsoni, Giancarlo Olivares, Mario Rossi, Gigi Simeoni e Stefano Vietti, tra il 1994 e il 1996.
Se negli anni novanta la produzione fantascientifica in Italia è relativamente florida nel fumetto, nel settore del cinema invece si arresta quasi completamente e poche pellicole vanno oltre il B-movie o la commedia. L'unica e notevole eccezione è Nirvana del 1997 di Gabriele Salvatores, una coproduzione italo-francese con un cast internazionale, uso massiccio gli effetti speciali generati al computer e una trama fortemente ispirata agli stereotipi del cyberpunk. Nonostante una più tiepida accoglienza da parte della critica rispetto ai suoi film precedenti, Nirvana diventa il più grande successo commerciale del regista e il film drammatico di fantascienza prodotto in Italia di maggiore successo.

### Ucronia, fantapolitica e fantafascismo

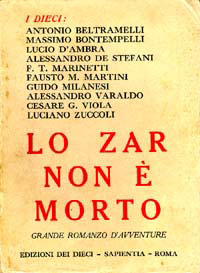
I Dieci, Lo zar non è morto, 1929

Nel variegato panorama della narrativa fantascientifica italiana non manca il filone dell'ucronia, chiamata anche - a seconda della tradizione letteraria - "fantastoria", "storia controfattuale" oppure - come proposto da Umberto Eco - "allostoria", che descrive lo sviluppo degli eventi che si sarebbero potuti verificare se un determinato avvenimento storico fosse andato diversamente, incrociandosi spesso con la fantapolitica. L'ucronia nella letteratura italiana ha visto un limitato sviluppo rispetto a quella francofona o anglosassone.
Uno dei principali autori italiani che si sono dedicati a questo filone è Pierfrancesco Prosperi (Seppelliamo re John, 1973; Garibaldi a Gettysburg, 1993), anche se non mancano alcuni precedenti, tra i quali Storia della Toscana sino al principato dell'accademico Lorenzo Pignotti (pubblicato postumo nel 1813), che immagina cosa sarebbe potuto succedere se Lorenzo il Magnifico non fosse morto nel 1492, il già citato Lo zar non è morto del 1929 scritto dai Dieci, un collettivo di futuristi e scrittori d'avanguardia, oltre a un romanzo postumo di Guido Morselli, Contro-passato prossimo (1974), nel quale immagina che la prima guerra mondiale sia stata vinta dall'Impero austro-ungarico che conseguentemente si riannette l'Italia settentrionale.
Anche le prime opere di Luca Masali, autore che si caratterizza per un'attenta ricostruzione del contesto storico, sono ucroniche: una trilogia di romanzi inaugurata con I biplani di D'Annunzio (1995), ambientati durante una Grande Guerra rivisitata, che non si conclude nel 1918 ma, a causa di interferenze dal futuro, continua negli anni venti.
Tra religione e fantapolitica, Ferruccio Parazzoli con 1994 - La nudità e la spada (1990) immagina di scrivere nel 2015, dopo un ventennio dal fatto cruciale di fine millennio: la fine cruenta del cristianesimo a causa di un colpo di Stato avvenuto nel 1994; in Ascolta, Israele (1991) Ugo Bonanate immagina un passato alternativo in cui il giudaismo è rimasta la sola religione dell'Occidente.
Riscuotono un buon successo i romanzi di Tullio Avoledo, a partire dal caso letterario L'elenco telefonico di Atlantide del 2003, che mescolano in proporzioni variabili thriller, fantascienza ucronica, distopia, cospirazionismo e urban fantasy alla Neil Gaiman. Dal momento che le sue opere vengono presentate come thriller, un genere accolto più favorevolmente della fantascienza da parte dell'establishment culturale, Avoledo è uno dei pochi autori che riescono a raggiungere un pubblico vasto e a concorrere a premi letterari mainstream.
A cavallo tra gli anni novanta e i duemila in Italia, dove il periodo più controverso e discusso della storia recente rimane il fascismo, molte opere ucroniche tendono a prendere spunto da esso e a cercare punti di divergenza dalla storia conosciuta: per esempio, immaginando cosa sarebbe successo se l'Italia di Mussolini non fosse entrata in guerra. Si costituisce così alle soglie degli anni duemila un filone narrativo definito, con varie polemiche, "fantafascismo", dal titolo di un'antologia del 2000 curata da Gianfranco De Turris, Fantafascismo! Storie dell'Italia ucronica.
Tra i principali esempi di questo filone - anticipato dal romanzo satirico Benito I imperatore del 1950 di Marco Ramperti - vi sono i romanzi della trilogia di Occidente di Mario Farneti (dal 2001 al 2006), in cui Mussolini decide di dichiarare la terza guerra mondiale e conquistare l'intero pianeta; Nero italiano di Giampietro Stocco (2003), in cui l'Italia non è entrata in guerra nel 1940 e il regime fascista prosegue integro fino al 1975; e L'inattesa piega degli eventi di Enrico Brizzi del 2008, in cui l'Italia fascista non si schiera al fianco della Germania nazista nella seconda guerra mondiale; a questi si aggiungono vari racconti inclusi nelle raccolte curate da De Turris, riconosciuto esperto di letteratura fantastica e vicino alla destra spiritualista evoliana. A differenza degli scrittori ucronici anglosassoni, quasi tutti gli autori italiani citati - secondo Ł. J. Berezowski - "tentano di dimostrare l'Italia fantafascista come uno stato potente, ben sviluppato, militarizzato, dotato di una forte rappresentanza politica e ampie ambizioni imperialistiche", tuttavia alcuni cercano nelle loro opere ucroniche di smussarne il carattere razzista, prevaricatore, antidemocratico e illiberale, mettendo contemporaneamente al centro - secondo Emiliano Marra - elementi minoritari della storia del regime, come il dannunzianesimo, il tradizionalismo di Evola, lo "spirito legionario". La narrativa immaginativa diventa così uno strumento di indagine storica "alternativa" priva dei vincoli e del rigore tipici della storiografia e viene vista come un potenziale veicolo di propaganda politica. Vari autori del "fantafascismo" divengono così oggetto di accuse di falso storico, interpretazioni arbitrarie dei fatti storici o revisionismo storico, a volte di criptofascismo e non mancano pesanti critiche alla stessa qualità letteraria dei loro scritti.

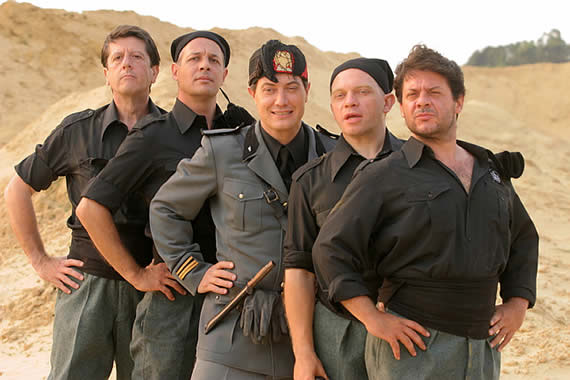
Scena dal film satirico Fascisti su Marte (2006), una parodia del "fantafascismo".

Il filone viene ironizzato con Il fascio sulle stelle di Benito Mussolini (2005) di Massimo Mongai - in cui s'immagina un Mussolini alternativo divenuto mediocre scrittore di fantascienza invece che Duce - e parodiato nel film del 2006 Fascisti su Marte di Corrado Guzzanti e Igor Skofic, tratto dagli omonimi sketch realizzati da Guzzanti all'interno del programma televisivo Il caso Scafroglia (2002), in una satira politica sia dell'Italia fascista sia del governo Berlusconi II, girata nello stile tipico dei cinegiornali dell'Istituto Luce.

## Dagli anni duemila
A partire dagli anni 2000, la fantascienza italiana ha mostrato una crescente diversificazione tematica e stilistica, abbracciando sottogeneri come l'eco-distopia, l'ucronia e la speculative fiction. Questa evoluzione riflette una maggiore attenzione alle problematiche contemporanee, tra cui le crisi ambientali, le trasformazioni sociali e le questioni identitarie. La produzione recente si caratterizza per un approccio più maturo e critico, che si discosta dalle influenze anglosassoni per sviluppare una voce autonoma e originale.
Nel 2000 rinasce a Trieste, col nome di Science Plus Fiction, il Festival internazionale del film di fantascienza, dopo una lunga pausa di 18 anni; nel 2002 istituisce il premio alla carriera Urania d'Argento (in collaborazione con Urania di Mondadori) che nel corso delle successive edizioni verrà consegnato a registi italiani quali Pupi Avati, Dario Argento e Gabriele Salvatores.
Alle soglie degli anni duemila nasce una collana diretta concorrente di Urania che esce nelle edicole, Solaria edita dalla Fanucci dal 1999, che istituisce anche un premio letterario ma che chiude nel 2005, a causa della crisi che colpisce il settore. Anche la collana storica Urania risente della crisi e nel 2004 dimezza le pubblicazioni, diventando da quindicinale a mensile, continuando comunque a pubblicare quasi tutti gli anni un autore italiano; molti di essi sono stati pubblicati anche in collane parallele di Urania.
Tra gli autori italiani pubblicati da Urania dal 2000 in poi, Francesco Verso ottiene riconoscimenti significativi con i romanzi E-Doll (Premio Urania 2008) e Bloodbusters (co-vincitore del Premio Urania 2014), opere che esplorano tematiche futuristiche e sociali con originalità. Lukha B. Kremo ha vinto il Premio Urania 2015 con Pulphagus®, romanzo che riceve anche il Premio della critica Vegetti e il Trofeo Cassiopea, consolidando la sua posizione nella fantascienza italiana contemporanea.
Gli autori di maggiore successo commerciale e più tradotti all'estero sono Valerio Evangelisti, con la prosecuzione della serie di Eymerich, e Dario Tonani, che dal 2012 crea l'universo narrativo di Mondo9, con opere come Cronache di Mondo9 e Mya di Mondo9, che ricevono apprezzamenti per l'originalità dell'ambientazione e la qualità narrativa, venendo tradotti in varie lingue tra cui giapponese e russo.
La rivista Robot, sempre diretta da Vittorio Curtoni, riprende nel 2003, dopo quasi un quindicennio di silenzio, le sue pubblicazioni, conquistando alcuni riconoscimenti a livello europeo; la rivista bandisce il Premio Robot per racconti inediti, originariamente inaugurato nel 1976. Viene pubblicata dalla Delos Books, una casa editrice specializzata in fantascienza, fantastico e giallo fondata nello stesso anno da Silvio Sosio, Franco Forte e Luigi Pachì dalle ceneri della precedente editrice Solid. Alla Delos Books si unisce nel 2005 anche Gianfranco Viviani (m. 2014), già fondatore della Nord e delle sue trentennali collane Cosmo, andando a dirigere una delle uniche collane di fantascienza rimaste sul mercato, Odissea Fantascienza.
Lanfranco Fabriani nel 2001 vince il Premio Urania con il romanzo Lungo i vicoli del tempo e nel 2004 replica il premio con il seguito Nelle nebbie del tempo. Due volte premiato anche Donato Altomare - con Mater Maxima (2001) e Il dono di Svet (2008) - e Alberto Costantini, con Terre accanto (2003) e Stella cadente (2006). Nel 2010 è un editore generalista, Mursia, a pubblicare il romanzo postapocalittico L'amore al tempo dei treni perduti di Paolo Aresi.
Nel 2007 Luigi Petruzzelli fonda una casa editrice specializzata in fantascienza, le Edizioni Della Vigna e assieme ad altri esperti interviene nel 2013 a Varese nel primo corso universitario in Italia ufficialmente dedicato alla fantascienza.
Claudio Vastano, vincitore nel 2017 del Premio Urania con Simbionti, pubblica diverse opere spaziando dalla fantascienza catastrofica al planetary romance all'horror.
Nel 2018 dopo anni di assenza torna anche Dimensione Cosmica: Marco Solfanelli, figlio del primo editore, ne affida la direzione congiunta a Gianfranco de Turris e al giornalista e scrittore Adriano Monti-Buzzetti.

### Fumetti dagli anni duemila
A partire dagli anni duemila, la fantascienza a fumetti in Italia ha conosciuto un'evoluzione significativa, caratterizzata da una maggiore varietà tematica e da un'innovazione stilistica. Le case editrici italiane hanno proposto opere che spaziano dalla space opera al cyberpunk, dalla distopia al science fantasy, riscuotendo interesse anche a livello internazionale.
Sono soprattutto le miniserie a caratterizzare le nuove produzioni della Bonelli: Gregory Hunter (2001-2002) di Antonio Serra ed Elena Pianta, ispirato ai classici della space opera; Brad Barron (2005-2006) di Tito Faraci e Fabio Celoni, basato sul cinema d'invasione degli anni cinquanta; Lilith (dal 2008) di Luca Enoch, con viaggi nel tempo; Greystorm (2009-2010) di Antonio Serra e Gianmauro Cozzi, ispirato ai romanzi scientifici di Verne; Orfani (dal 2013), postapocalittico di Roberto Recchioni ed Emiliano Mammucari, che ha visto varie prosecuzioni.
Nel 2000 gli italiani Alessandro Barbucci e Barbara Canepa creano per il mercato francese Sky Doll, ambientato in un futuro dalle atmosfere decadenti. Nel 2002 escono Ines la ragazza pneumatica di Celestino Pes e Roberto Baldazzini, caratterizzata da un'ambientazione distopica, e Morgana di Luca Enoch e Mario Alberti, commistione science fantasy (o "tecno-fantasy"), anche questa pensata per il mercato francese e tradotta anche in Spagna, Portogallo, Germania, Stati Uniti. Stefano Vietti nel 2006 idea NEXT 02, un mecha, per Il Giornalino.
Tra le produzioni non legate alla Bonelli, Come rubare un Magnus (2020) di Davide Toffolo (Oblomov Edizioni) mescola elementi biografici e finzione, rendendo omaggio al fumettista Magnus attraverso una narrazione che esplora la sua vita e le sue opere. Padovaland (2020) di Miguel Vila (Canicola Edizioni) offre una rappresentazione distopica e surreale della provincia italiana, affrontando temi legati all'alienazione e alla società contemporanea.
Black Science (2013-2019), scritto da Rick Remender e disegnato dall'italiano Matteo Scalera, rappresenta un esempio di collaborazione internazionale nel genere fantascientifico. Pubblicato in Italia da BAO Publishing, il fumetto esplora viaggi interdimensionali e realtà alternative con uno stile visivo dinamico e dettagliato.

### La fantascienza online
Con l'eccezione di Urania, con la fine del secondo millennio la letteratura di fantascienza è praticamente scomparsa dalle edicole italiane, dopo avere ceduto molto terreno ai generi fantasy e horror che l'avevano già spodestata dalle librerie. Il ruolo di riviste come Robot (tuttora pubblicata) è stato parzialmente ripreso dalle pubblicazioni sul web (riviste professionali e webzine), che raggiungono migliaia di lettori. Le più popolari sono Delos Science Fiction e il Corriere della Fantascienza, che sono parte del portale Fantascienza.com, oltre a siti come Future Fiction e a webzine come Intercom (fino al 2010), Urania Mania, Fantascienza Italia.
Le riviste online raggiungono non soltanto il tradizionale lettore della narrativa di fantascienza, ma coinvolgono anche chi è appassionato a questo genere in altre forme, come cinema, fumetti e soprattutto serie televisive. In questo senso le riviste online contribuiscono in qualche misura ad avvicinare alla letteratura chi non la conosceva, dando un impulso, anche se di proporzioni tutte da verificare, allo sviluppo di nuove generazioni di lettori.
Siti web, blog, forum, newsgroup e mailing list, poi i social network contribuiscono inoltre in questa direzione grazie alla creazione di grandi comunità di appassionati e al conseguente scambio di esperienze e di consigli di lettura, allargando quello che prima degli anni novanta era, sebbene in misura molto minore e qualitativamente diversa, il fenomeno del fandom.

### Testi originali citati
in ordine di prima pubblicazione (ove disponibile, è stato aggiunto un link al testo integrale online)
- Marco Polo, Il Milione, 1298. Testo originale su Wikisource
- Dante Alighieri, Paradiso, XIV secolo. Testo originale su Wikisource
- Francesco Colonna, Hypnerotomachia Poliphili, 1499. Testo originale su Wikisource
- Teofilo Folengo, Baldus, 1517. Testo originale su Wikisource
- Francesco Bacone, L'Utopia, traduzione di Ortensio Lando, libro II, Venezia, Anton Francesco Doni, 1548. Testo originale su Wikisource
- Anton Francesco Doni, Mondi celesti, terrestri, et infernali, 1562. Testo originale su Gallica
- Giordano Bruno, De l'infinito, universo e mondi, 1584. Testo originale su Wikisource
- Tommaso Campanella, La città del Sole, 1602. Testo originale su Wikisource
- Ludovico Zuccolo, Il porto o vero della republica d'Evandria, 1625. Testo originale su Internet Archive
- Francesco Pona, La lucerna, 1625. Testo originale su Wikisource
- Giovanni Bonifacio, La repubblica delle api, 1627. Testo originale (archivio) su hypermachiavellism.net
- Giambattista Roberti, La moda. Poemetto, 1746.
- Zaccaria Seriman, Viaggi di Enrico Wanton alle terre incognite australi, ed ai regni delle scimie, e de' cinocefali, 1749. Testo originale su Internet Archive
- Carlo Goldoni, Il mondo della luna, 1750. Testo originale su Wikisource
- Biagio Caputi, Estasi e rapimento sopra la Luna, 1763.
- Saverio Bettinelli, Il mondo della Luna, 1767. Testo originale su Internet Archive
- Pietro Chiari, L'uomo d'un altro mondo, 1768.
- Giovanni Battista Zappi, Volo per lo spazio, 1782.
- Giacomo Casanova, Icosameron, 1788.
- Giacomo Leopardi, Dialogo di Federico Ruysch e delle sue mummie, in Operette morali, 1827. Testo originale su Wikisource
- Anonimo, Delle scoperte fatte nella luna del dottor Giovanni Herschel, Napoli, 1836. Testo originale su Wikisource
- Francesco Viganò, Il viaggio nell'Universo - Visioni del tempo e dello spazio, Milano, Omobono Manini, 1838. Testo originale su Google Libri
- Ernesto Capocci di Belmonte, Relazione del primo viaggio alla luna fatto da una donna l'anno di grazia 2057, 1857.  Testo originale, in Liber Liber.
- Ippolito Nievo, Storia filosofica dei secoli futuri, 1860. Testo originale su Wikisource
- Guglielmo Folliero de Luna, I misteri politici della Luna, 1863. Testo originale (archivio) su Stefano D'Urso
- Igino Ugo Tarchetti, Racconti fantastici, 1869. Testo originale su Wikisource
- Carlo Dossi, La colonia felice, 1874.  Testo originale, in Liber Liber.
- Antonio Ghislanzoni, Abrakadabra - Storia dell'avvenire, 1884.  Testo originale, in Liber Liber.
- Ulisse Grifoni, Dalla Terra alle stelle, 1887.
- Giovanni Virginio Schiaparelli, La vita sul pianeta Marte, 1893. Testo originale su Wikisource
- Emilio Salgari, Alla conquista della luna, 1893. Testo originale su Wikisource
- F. Bianchi, Dalla Terra a Marte, 1895.
- Paolo Mantegazza, L'anno 3000, 1897. Testo originale su Wikisource
- Emilio Salgari, Al Polo Nord, 1898. Testo originale su Wikisource
- Giovanni Capparozzo, La colonia lunare, 1899.
- Ulisse Grifoni, Il giro del mondo in 30 giorni, 1899.
- G. Fanciulli, Il viaggio meraviglioso del signor Niccolò Pesce, 1900.
- Baccio Maineri, La leggenda del Buranco, 1900.
- Emilio Salgari, La montagna d'oro o Il treno volante, 1901. Testo originale su Wikisource
- Emilio Salgari, I figli dell'aria, 1904.  Testo originale, in Liber Liber.
- Emilio Salgari, Il re dell'aria, 1907. Testo originale su Wikisource
- Emilio Salgari, Le meraviglie del duemila, 1907. Testo originale su Wikisource
- Ulisse Grifoni, Dopo il trionfo del socialismo italiano, 1907.
- Guido Gozzano, In morte di Giulio Verne, in La via del rifugio, 1907. Testo originale su Wikisource
- Filippo Tommaso Marinetti, Mafarka il futurista, 1909. Testo originale su Wikisource
- Rosa Rosà, Una donna con tre anime, 1918.
- Volt, La fine del mondo, 1921.
- Massimo Bontempelli, Eva ultima, 1923.
- Yambo, L'allevatore di dinosauri ovvero L'uovo di pterodattilo, 1926.  Testo originale, in Liber Liber.
- Luigi Pirandello, La nuova colonia, 1928. Testo originale su Wikisource
- Giovanni Papini, Gog, 1931. Testo originale su Internet Archive
- Ciro Khan, L'uomo di fil di ferro, 1932.  Testo originale, in Liber Liber.
- Corrado Alvaro, L'uomo è forte, 1938. Testo originale su Internet Archive
- Curzio Malaparte, Storia di domani, 1949.
- Donato Martucci e Uguccione Ranieri di Sorbello, Lo strano settembre 1950, 1950.
- Massimo Mongai, Memorie di un cuoco d'astronave, Urania 1320, Arnoldo Mondadori Editore, 1997.  Testo originale, in Liber Liber.
- Francesco Grasso, 2038: La rivolta, Urania 1403, Arnoldo Mondadori Editore, 2000.  Testo originale, in Liber Liber.

### Fonti critiche utilizzate
- Pierpaolo Antonello, La nascita della fantascienza in Italia: il caso «Urania», in Jeffrey Schnapp e Emanuela Scarpellini (a cura di), ItaliAmerica. Le origini dell'americanismo in Italia, Milano, Il Saggiatore, 2008,  pp. 99–123.
- Laura Bani, «Un'istituzione che io mi proponevo di abbattere». La rappresentazione del soldato e della vita militare in Una nobile follia di Igino Ugo Tarchetti, in Italies. Littérature-Civilisation-Société, 2016.
- Łukasz Jan Berezowski, Se Mussolini fosse... le visioni alternative del potere fascista dopo il 1945 nella letteratura ucronica italiana del XXI secolo: alcune considerazioni allostoriche (PDF), in Romanica.doc, 2(3), Università di Varsavia, 2011. URL consultato il 30 aprile 2014 (archiviato dall'url originale il 4 marzo 2016).
- Paolo Bertetti, Uomini meccanici e matrimoni interplanetari: l'immaginario della fantascienza italiana dell'Ottocento, fantascienza.com, 2013.
- Gianni Brunoro, Quel fantastico mondo: padri, figli, padrini, padroni e padreterni del fumetto italiano, Dedalo, 1984, ISBN 978-88-220-4507-2.
- Riccardo Campa, La Storia filosofica dei secoli futuri di Ippolito Nievo come caso esemplare di letteratura dell'immaginario sociale (PDF), in AdVersuS IX, n. 23, dicembre 2012,  pp. 13–30, ISSN 1669-7588 (WC · ACNP). URL consultato il 30 aprile 2014.
- Riccardo Campa, Mutazioni. L'utopia narrativa nella fantascienza italiana, Mimesis, 2016.
- Roberto Chiavini, Gian Filippo Pizzo e Michele Tetro, Il grande cinema di fantascienza: aspettando il monolito nero (1902-1967), Gremese, 2003.
- Marco Corradi, Spettri d’Italia. Scenari del fantastico nella pubblicistica postunitaria milanese, Firenze, Franco Cesati, 2016.
- Maurizio Del Santo, Davanti agli occhi, dietro lo schermo: il cinema italiano di fantascienza, in Delos Science Fiction, n. 124, 5 maggio 2010. URL consultato il 30 aprile 2014.
- Gianfranco De Turris, Quarantacinque anni di fantascienza in Italia, in Urania, n. 1322, 9 novembre 1997. URL consultato il 1º aprile 2014 (archiviato dall'url originale il 4 marzo 2016).
- Gianfranco De Turris, Salgari Duemila, in Liberal, n. 15, dicembre 2002-gennaio 2003,  pp. 158–165. URL consultato il 10 gennaio 2024 (archiviato dall'url originale il 17 marzo 2023).
- Gianfranco De Turris, Suggestioni fantastiche e utopiche dell'architettura futurista, su fantascienza.net, 2003. URL consultato il 30 aprile 2014 (archiviato dall'url originale il 24 settembre 2015).
- Gianfranco De Turris, Fantascienza tricolore, in Liberal, n. 21, dicembre 2003-gennaio 2004,  pp. 162–173. URL consultato il 30 aprile 2014 (archiviato dall'url originale il 24 settembre 2015).
- Gianfranco De Turris, Gli incubi del 2000: Salgari e Verne di fronte al futuro, in Relazione tenuta in occasione della Italcon 31, Fiuggi, 18 marzo 2005. URL consultato il 30 aprile 2014 (archiviato dall'url originale il 24 settembre 2015).
- Domenico Gallo, Fantascienza italiana: la terra dei cactus, in Pulp Libri, n. 10, 1997. URL consultato il 30 aprile 2014 (archiviato dall'url originale il 26 dicembre 2012).
- Fabio Giovannini e Marco Minicangeli, Storia del romanzo di fantascienza. Guida per conoscere e amare l'altra letteratura, Castelvecchi, 1998,  pp. 35–37, ISBN 978-88-8210-062-9.
- Giulia Iannuzzi, Giorgio Monicelli e l'alba della fantascienza in Italia. Vuoti critici nella storia dell'editoria, a cura di Edoardo Barbieri, Lodovica Braida e Alberto Cadioli, Milano, Unicopli, 2013,  pp. 23–61.
- Giulia Iannuzzi, Fantascienza italiana. Riviste, autori, dibattiti dagli anni Cinquanta agli anni Settanta, Milano-Udine, Mimesis, 2014, ISBN 9788857521503.
- Giulia Iannuzzi, Letteratura fantascientifica italiana. Un percorso tra istituzioni e testi dagli anni Cinquanta agli anni Settanta (PDF), EUT Edizioni Università di Trieste, 2011.
- Giulia Iannuzzi, Paths of Anglo-American Science Fiction in Italy during the Fifties: The Translation Phenomenon, towards Assimilation and Re-use, in Gioia Angeletti e Maria Valero (a cura di), La Torre di Babele, n. 10, 2014,  pp. 295–315.
- (EN) Giulia Iannuzzi, Carlo Pagetti, Italy, in John Clute, David Langford e Peter Nicholls (a cura di), The Encyclopedia of Science Fiction, IV edizione online, 2021. URL consultato il 2 aprile 2015.
- Giulia Iannuzzi, «To boldly go where no series has gone before». Star Trek - The Original Series in Italia: il linguaggio della tecno-scienza, il doppiaggio, il fandom, in Lucia Esposito, Emanuela Piga e Alessandra Ruggiero (a cura di), Between, IV, n. 8, 2014, ISSN 2039-6597 (WC · ACNP).
- Giuseppe Lippi (a cura di), Dalla Terra alle stelle - Tre secoli di fantascienza e utopie italiane, Biblioteca di via Senato Edizioni, 2005, ISBN 88-87945-75-6.
- Giuseppe Lippi, Storia della fantascienza italiana, Odoya, 2020,  p. 45.
- Emiliano Marra, Il caso della letteratura ucronica italiana. Ucronia e propaganda nella narrativa italiana, in Between, vol. 4, n. 7, 2014. URL consultato il 25 luglio 2014.
- (EN) Gaetana Marrone e Paolo Puppa, Science Fiction, in Encyclopedia of Italian Literary Studies, Routledge, 2006,  pp. 1717–1720, ISBN 978-1-135-45530-9.
- Claudio Melani, Effetto Poe. Influssi dello scrittore americano sulla letteratura italiana, Firenze, Le Lettere, 2006, ISBN 978-88-7166-860-4.
- Carlo Pagetti, La SF italiana, su intercom.publinet.it, 1977. URL consultato il 30 aprile 2014 (archiviato dall'url originale il 26 dicembre 2012).
- Luigi Petruzzelli, Appunti per la lezione introduttiva sulla fantascienza, Università dell'Insubria (PDF), in Edizioni della Vigna, 2 ottobre 2013. URL consultato il 30 aprile 2014 (archiviato dall'url originale il 6 marzo 2016).
- Italo Pileri, I precursori (PDF), su fanta-festival.it, Fantafestival, 1981. URL consultato il 31 marzo 2014 (archiviato dall'url originale il 26 agosto 2014).
- Silvio Sosio, La tempesta immortale. Breve storia del fandom, in Delos Science Fiction, n. 43, febbraio 1999. URL consultato il 30 aprile 2014 (archiviato dall'url originale il 6 gennaio 2014).
- Giuseppe Tanzella-Nitti, Extraterrestre, vita (PDF), in Dizionario Interdisciplinare di Scienza e Fede, Urbaniana University Press, 2002,  p. 405.
- Annalisa Torre, Rose a Solferino. Fantascienza e utopia tra Nievo, Mantegazza e Ghislanzoni, Futuro Italiano: Scritture del tempo a venire, Firenze University Press, 2015.
- Riccardo Valla, La fantascienza italiana (prima parte), in Delos Science Fiction, n. 54, marzo 2000. URL consultato il 30 aprile 2014.  Seconda parte..  Terza parte.; riedito in  Luigi Petruzzelli, Andrea Serafino e Riccardo Valla, Quattro passi tra le stelle, Edizioni della Vigna, 2008.
- Riccardo Valla, La fantascienza italiana: 60 anni di Urania (PDF), su bct.comune.torino.it, Torino, Mu.Fant e Biblioteche civiche torinesi, 2012. URL consultato il 29 aprile 2014 (archiviato dall'url originale il 19 giugno 2013).

### Approfondimenti
- (FR) Lino Aldani e Jean-Pierre Fontana (a cura di), Une quête de l'identité, in Science-fiction italienne. L'opéra de l'apocalypse, Le Livre d'or de la science-fiction n. 5119, Éditions Pocket, 1981, ISBN 2-266-01073-5. ( II parte.)
- Claudio Gallo e Paola Tiloca (a cura di), Luigi Motta, scrittore di avventure, Biblioteca Civica di Verona, "Studi e cataloghi" n. 39, Perosini Editore, 2007.
- Simone Brioni, Daniele Comberiati (a cura di), Italian Science Fiction: The Other in Literature and Film, Palgrave McMillan, 2019.
- Vittorio Catani, Vengo solo se parlate di Ufi. Sguardi sulla fantascienza e la società alla svolta del millennio, DelosAtomi, Delos Books, 2004, ISBN 88-89096-03-9.
- Luigi Cozzi, La nascita della fantascienza in Italia come conseguenza del boom della science fiction in Francia, in [A pochi anni-luce da casa] Nova SF* anno XII (XXX), 28 (70), Perseo Libri, 1996,  pp. 103-112.
- Luigi Cozzi, La storia di «Urania» e della fantascienza in Italia. Vol. 1: L'era di Giorgio Monicelli, Roma, Profondo Rosso, 2006, ISBN 88-95294-01-7.
- Luigi Cozzi, La storia di «Urania» e della fantascienza in Italia. Vol. 2 - Giorgio Monicelli: Il vagabondo dello spazio, Roma, Profondo Rosso, 2008.
- Luigi Cozzi, La storia di Urania e della fantascienza in Italia. I pionieri dell'infinito. Vol. 3, Roma, Profondo Rosso, 2009.
- Luigi Cozzi, La storia di Urania e della fantascienza in Italia. Vol. 4: I fabbricanti di universi, Roma, Profondo Rosso, 2010.
- Luigi Cozzi, Space men: il cinema italiano di fantascienza, La grande enciclopedia del cinema fantastico, Profondo rosso, 2007, ISBN 88-95294-02-5.
- Vittorio Curtoni, Le frontiere dell'ignoto - Vent'anni di fantascienza italiana, Saggi n.2, Editrice Nord, 1977.
- Gianfranco De Turris e Claudio Gallo (a cura di), Le aeronavi dei Savoia: protofantascienza italiana 1891-1952, Editrice Nord, 2001, ISBN 978-88-429-1178-4.
- Gianfranco De Turris (a cura di), Cartografia dell'inferno - 50 anni di fantascienza in Italia 1952-2002, Biblioteca Civica di Verona, 2002.
- Pier Luigi Gaspa, Giulio Giorello, La scienza tra le nuvole: da Pippo Newton a Mr Fantastic, Raffaello Cortina, 2007, ISBN 978-88-6030-125-3.
- Daniel A. Finch-Race, Emiliano Guaraldo, Marco Malvestio, Italian Science Fiction and the Environmental Humanities, Liverpool University Press, 2023, 978-18-0207-870-1.
- Giulia Iannuzzi, Letteratura fantascientifica italiana. Un percorso tra istituzioni e testi dagli anni Cinquanta agli anni Settanta (PDF), su openstarts.units.it, Dottorato di ricerca in scienze umanistiche, indirizzo italianistico, Università degli studi di Trieste, 2011-2012.
- Giulia Iannuzzi, Italian Science Fiction 101, in SFRA Review, n. 310, autunno 2014, a cura di Chris Pak, pp. 25–35. ISSN 1068-395X.
- Giulia Iannuzzi, Sublime innocenza dell'alieno, tragica violenza dell'uomo nella narrativa di Gilda Musa, in Sublime e antisublime nella modernità, Atti del XIV Convegno Internazionale della MOD, 13-16 giugno 2012, a cura di Marina Paino, Dario Tomasello, Pisa, ETS,2014, pp. 597–606. ISBN 9788846739452.
- Marco Malvestio, Cronache del fantafascismo: L’ucronia in Italia e il revisionismo storico, in The Italianist, vol. 38, n.1. 2018.
- Marco Malvestio, Sognando la catastrofe. L’eco-distopia italiana del ventunesimo secolo, in Narrativa, vo.43, 2021.
- Eva Ráčková, Il mondo fantascientifico di Primo Levi. Elementi fantascientifici in Storie naturali (TXT), su is.muni.cz, tesi di Master in filologia / lingua e letteratura italiana, Università di Masaryk (Repubblica Ceca), 2007.
- Claudio Riva, Fantascienza made in Italy, in Cronache dal futuro, 100 anni di fumetto italiano n.5, Corriere della Sera, 2009.
- Luigi Russo, Vent'anni di fantascienza in Italia, Palermo, La Nuova Presenza, 1978.